# Crocodilia
Crocodiliens
Vous lisez un « article de qualité » labellisé en 2015.
Ordre
Familles de rang inférieur
- Alligatoridae
- Crocodylidae
- Gavialidae

Classification phylogénétique
- Diapsides
  - Archosauriens
    - Oiseaux
    - Crocodiliens

  - Lépidosauriens
    - Sphénodontiens
    - Squamates

Crocodilia (parfois orthographié Crocodylia et francisé en crocodiliens) est un ordre de vertébrés tétrapodes  aquatiques ovipares et carnivores qui vivent dans les zones tropicales et subtropicales de la planète. Ils sont apparus sous leur forme actuelle il y a au moins 167,7 millions d'années, c'est-à-dire vers le milieu du Jurassique. Les conceptions modernes situent l'origine des crocodiliens parmi un sous-groupe d'archosauriens terrestres du Trias ancien, il y a environ 240 Ma. L'ordre des Crocodilia regroupe tous les crocodiliens actuels, placés en deux ou trois familles : les Crocodylidae (crocodiles et faux-gavials), les Alligatoridae (alligators et caïmans) et pour certaines classifications les Gavialidae (gavials). La systématique de ce groupe est très discutée depuis les années 2000. Bien que le terme « crocodiles » soit parfois utilisé pour l'ensemble de ces animaux, il est moins ambigu d'utiliser le terme « crocodiliens ».
Les crocodiliens sont de grands animaux au corps robuste, qui ont la forme d'un lézard. Ils ont un long museau aplati, une queue compressée latéralement et des yeux, oreilles et narines sur le sommet de la tête. Ce sont de bons nageurs et ils se déplacent sur terre selon deux allures différentes, certaines petites espèces étant même capables de galoper. Leur peau est épaisse et recouverte d'écailles qui ne se chevauchent pas. Ils ont des dents coniques et une morsure puissante. Comme les oiseaux, ils ont un cœur à quatre chambres et un système unidirectionnel du flux d'air autour des poumons et, comme d'autres reptiles, sont ectothermes. Ces animaux sont bien connus du public en raison de la crainte qu'ils inspirent, certains spécimens vivants pouvant atteindre jusqu'à 7 mètres de long et presque une tonne.
Les crocodiliens vivent principalement au bord de l’eau sous les tropiques, bien que les alligators soient également présents dans des régions plus tempérées comme le Sud-Est des États-Unis ou le fleuve Yangzi Jiang en Chine. Ils ont un régime essentiellement carnivore, se nourrissant par exemple de poissons, crustacés, mollusques, oiseaux et mammifères. Certaines espèces comme le Gavial du Gange (Gavialis gangeticus) sont des chasseurs spécialisés, tandis que d'autres comme le Crocodile marin (Crocodylus porosus) ont une alimentation très variée. Les crocodiliens sont généralement des animaux solitaires et territoriaux, bien qu'il arrive que des crocodiliens chassent en groupe. Durant la période de reproduction, les mâles dominants essaient de monopoliser les femelles. Ces dernières pondent leurs œufs dans des trous ou dans des nids formés par des monticules de terre et, à la différence de la plupart des autres reptiles, ils s'occupent des nouveau-nés.
Huit espèces de crocodiliens sont connues pour avoir déjà attaqué l'Homme. Le plus grand nombre d'attaques est causé par le Crocodile du Nil (Crocodylus niloticus). Les humains sont la plus grande menace qui règne sur les populations de crocodiles du fait d'activités comme la chasse ou de celles qui entraînent la destruction de son habitat, mais l'élevage du crocodile a contribué à réduire fortement le commerce non autorisé de peaux issues d'animaux sauvages. Les représentations artistiques et littéraires des crocodiliens sont apparues dans les cultures humaines, à travers le monde, au moins à partir de l'ancienne Égypte. C'est au IXe siècle que l'on a raconté pour la première fois que les crocodiles pleuraient après avoir dévoré leurs victimes. Cette légende a été plus tard popularisée par Jean de Mandeville vers 1400, puis par William Shakespeare à la fin du XVIe siècle et au début du XVIIe siècle, faisant naître l'expression consacrée, synonyme d'hypocrisie.

## Étymologie
Le terme de crocodilien dérive de celui de crocodile (grec ancien κροκόδειλος [krokódeilos], « ver de galet »). Ce nom pourrait venir de l'habitude qu'a cet animal de se réchauffer sur les rives caillouteuses du Nil. Les dénominations Crocodilia et Crocodylia ont été utilisées alternativement pour cet ordre durant plusieurs décennies, notamment à partir de la redescription du groupe par Schmidt à partir du groupe autrefois appelé Loricata. Le nom de groupe est ainsi souvent orthographié « Crocodylia », comme l'ont décrit notamment Wermuth et Dundee, en cohérence avec le genre Crocodylus (Laurenti, 1768). Cet usage est justifié par l'existence d'autres taxons avec un « y », comme le super-ordre des Crocodylomorpha. Toutefois, lorsqu'il publie le nom en 1842, Richard Owen utilise le « i ». Cette orthographe est d'ailleurs plus conforme au terme grec.
Le mot « crocodile » est souvent utilisé pour désigner l'ensemble des crocodiliens. Cependant, il ne s'applique qu'à certains membres de la famille des Crocodylidae, afin de distinguer le crocodile du faux-gavial, de l'alligator, du caïman et du gavial. Le terme crocodilien est donc à préférer.
Le terme latin suchus utilisé pour nommer scientifiquement certaines espèces de cet ordre dérive d'un terme égyptien antique via le grec ancien σοῦχος. Petsuchos était d'ailleurs le nom grec attribué au crocodile sacré de Crocodilopolis. Ce terme est utilisé par plus d'une trentaine de taxons, genres, espèces ou sous-espèces comme Crocodylus niloticus suchus, mais aussi beaucoup d'espèces rappelant plus ou moins précisément une caractéristique vraie ou supposée de ces espèces, comme le poisson Bagarius suchus.

## Morphologie et anatomie

### Aspect général

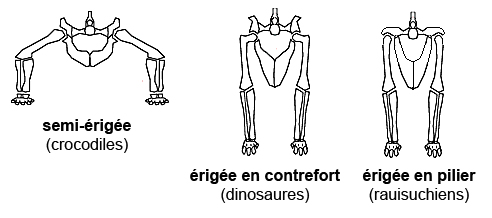
Posture des archosaures : semi-érigée chez les crocodiliens, érigée en contrefort chez les dinosaures, et érigée en pilier chez les rauisuchiens.

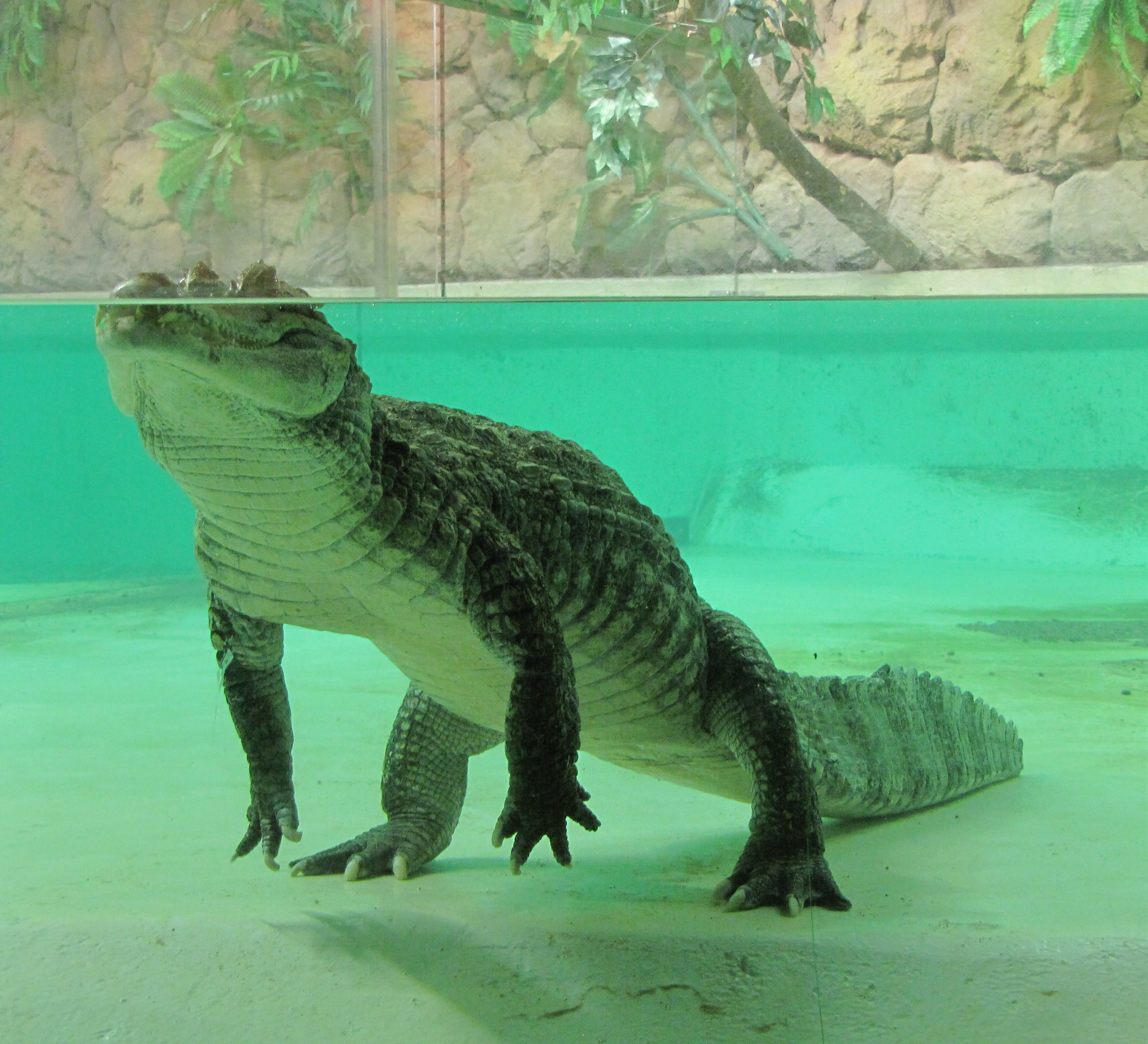
Les crocodiliens, comme ce Caïman à lunettes (Caiman crocodilus), peuvent se cacher dans l'eau en ne laissant que leurs narines, leurs yeux et leurs oreilles à la surface.

La taille des crocodiliens varie entre 1 et 1,5 m pour des espèces des genres Paleosuchus et Osteolaemus, à 7 m pour le Crocodile marin (Crocodylus porosus), qui pèse plus de 1 000 kg, mais certaines espèces préhistoriques comme Deinosuchus, de la fin du Crétacé, étaient bien plus grandes, mesurant jusqu'à 11 m pour 3 450 kg. On observe généralement un dimorphisme sexuel, les mâles étant plus gros que les femelles. Bien qu'il y ait une grande diversité au niveau de la forme du museau et des dents, les espèces de crocodiliens ont une morphologie globalement similaire. Ils ont un corps robuste, dont la forme rappelle celle d'un lézard, avec un museau allongé et aplati et une queue aplatie latéralement. Leurs membres sont courts et implantés latéralement. Les pattes avant ont cinq doigts et peuvent être légèrement palmées ; les pattes postérieures ont quatre doigts palmés et un cinquième doigt rudimentaire. Le squelette est typique de celui des tétrapodes, bien que le crâne, le pelvis et les côtes soient spécifiques à cet ordre. Ainsi, les processus uncinés des côtes permettent au thorax de se comprimer lorsque l'animal plonge, et la structure du pelvis permet à l'animal de stocker de grandes quantités de nourriture dans son estomac, ou plus d'air dans les poumons. Mâles et femelles possèdent un cloaque, situé à la base de la queue et dans lequel débouchent les tractus intestinal, urinaire et génital. Il abrite également le pénis chez les mâles et le clitoris chez les femelles. Les testicules et les ovaires sont situés au niveau des reins.
Les yeux, oreilles et narines des crocodiliens sont situés sur la partie supérieure de la tête. Cela leur permet de guetter leur proie en gardant la majeure partie de leur corps immergé. La pupille des crocodiliens se contracte à la lumière pour ne former qu'une étroite fente, tandis qu'elle prend une forme complètement circulaire dans la pénombre. Cette caractéristique est typique des animaux qui chassent la nuit. Les crocodiliens possèdent également un tapetum lucidum qui améliore leur vision lorsque la luminosité est très faible. Alors que leur vue est très développée à l'air libre, elle est nettement plus limitée sous l'eau.
Les tympans sont protégés par des clapets qui peuvent être ouverts ou fermés par le biais de muscles, ce qui permet notamment de les protéger des infiltrations d'eau lors des plongées. Les clapets et les muscles associés constituent un rudiment d'oreille externe, caractéristique unique chez les Sauropsida actuels. Les oreilles des crocodiliens sont adaptées pour pouvoir percevoir des sons à la fois à l'air libre et sous l'eau. Les crocodiliens perçoivent des sons sur une large gamme de fréquences, avec une sensibilité comparable à celle de la plupart des oiseaux et de nombreux mammifères. Ils ont un système olfactif très sensible, bien différent de celui des autres reptiles puisque les stimuli olfactifs récoltés au niveau des narines sont analysés directement par des sacs olfactifs. Leur nerf trijumeau bien développé leur permet de détecter des vibrations dans l'eau (comme celles émises par d'éventuelles proies). Quand l'animal est complètement immergé, des membranes nictitantes recouvrent ses yeux. De plus, des glandes sur les membranes nictitantes sécrètent un lubrifiant salé qui permet de garder les yeux propres. Quand les crocodiliens quittent l'eau et sèchent, cette substance peut apparaître comme des « larmes ». La langue ne peut pas bouger librement et est maintenue en place par une membrane plissée. Alors que le cerveau des crocodiliens est relativement petit, il est capable d'un apprentissage supérieur à celui de la plupart des autres reptiles. Bien qu'ils n'aient pas de cordes vocales comme les mammifères ou de syrinx comme les oiseaux, les crocodiliens peuvent produire des vocalisations en faisant vibrer trois clapets situés dans le larynx.

### Le squelette

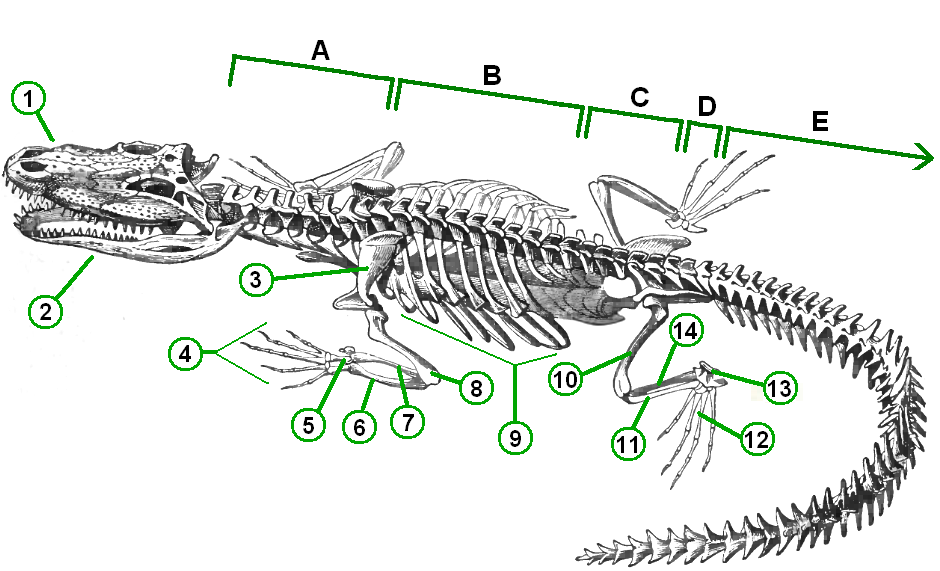
Exemple d'un squelette de crocodile : A. Vertèbres cervicales (nuque) B. Vertèbres thoraciques (dos) C. Vertèbres lombaires (région lombaire) D. Sacrum (cavité pelvienne) E. Vertèbres caudales (queue) 1. Crâne 2. Mâchoire inférieure 3. Os de l'épaule 4. Phalanges 5. Carpe 6. Ulna 7. Radius 8. Humérus 9. Côtes 10. Fémur 11. Fibula 12. Métatarse 13. Tarse 14. Tibia.

Si plusieurs espèces, notamment des espèces fossiles, ressemblent fortement aux crocodiliens, les taxinomistes ont relevé plusieurs détails anatomiques du squelette qui permettent d'identifier à coup sûr les membres de cet ordre. Comme les oiseaux, les lézards, les serpents et les sphénodons, les crocodiliens sont des tétrapodes diapsides, c'est-à-dire qu'ils possèdent un crâne qui dispose de deux fosses temporales à l'arrière des yeux. Beaucoup d'espèces de ces groupes disposent également de Gastralia. Chez les crocodiliens de grande taille, comme le Crocodile marin, c’est cette taille qui protège l'animal, et la protection osseuse est d'autant moins prononcée.
Contrairement aux apparences, les crocodiliens disposent de caractéristiques qui les éloignent des autres reptiles et les rapprochent des oiseaux, comme la présence de deux dépressions dans l'os du crâne où, chez les autres reptiles, se trouvent deux ouvertures appelées fenêtres antéorbitaires.
Les crocodiliens modernes n'ont pas d'anneau sclérotique, contrairement aux autres archosauriens, dont les oiseaux restent, avec les crocodiliens, les derniers représentants. En revanche ces os se retrouvent sur les fossiles d'espèces éteintes de proches parents des crocodiliens, comme les Metriorhynchidae, des crocodylomorphes.
La forme de leur sacrum  est, contrairement aux attentes, caractéristique des animaux bipèdes et trahit une bipédie chez les ancêtres de ces espèces, comme pour les dinosaures, ptérosaures et les autres espèces regroupées au sein du clade des archosauriens. Cependant c'est la configuration anatomique du bassin qui permet de différencier les groupes issus de ces archosauriens. En effet chez les rauisuchiens, un des groupes d'archosaures frère des Crocodilia, la stature érigée connue sous le nom de posture « érigée en pilier » (pillar-erect posture) s'est développée grâce à une rotation de l'ilion vers une position horizontale, orientant ainsi l'acetabulum presque ventralement,,. Chez les dinosaures (et les ornithodires d'une manière générale), la stature dressée fut acquise en gardant une position verticale des os du bassin et en tournant la tête du fémur médialement afin qu'elle s'articule dans la cavité de l'acetabulum qui s'ouvre latéralement, une posture dite « érigée en contrefort » (buttress-erect posture). La position est dite semi-érigée chez les crocodiliens, elle permet aussi grâce aux articulations de la cheville de marcher plus « haut » et donc plus efficacement que les varans par exemple.
Comme tous les vertébrés possédant des chevilles, les crocodiliens disposent d'astragales. Ceux-ci se sont transformés au cours de l'évolution de façon à permettre aux crocodiliens de poser les pattes sous leur corps à la manière des mammifères. La forme de ces deux os est caractéristique de la lignée des crocodylomorphes et des espèces proches.
Les pattes avant sont munies de cinq doigts, les pattes arrière de quatre doigts palmés.

### Crâne et mâchoires

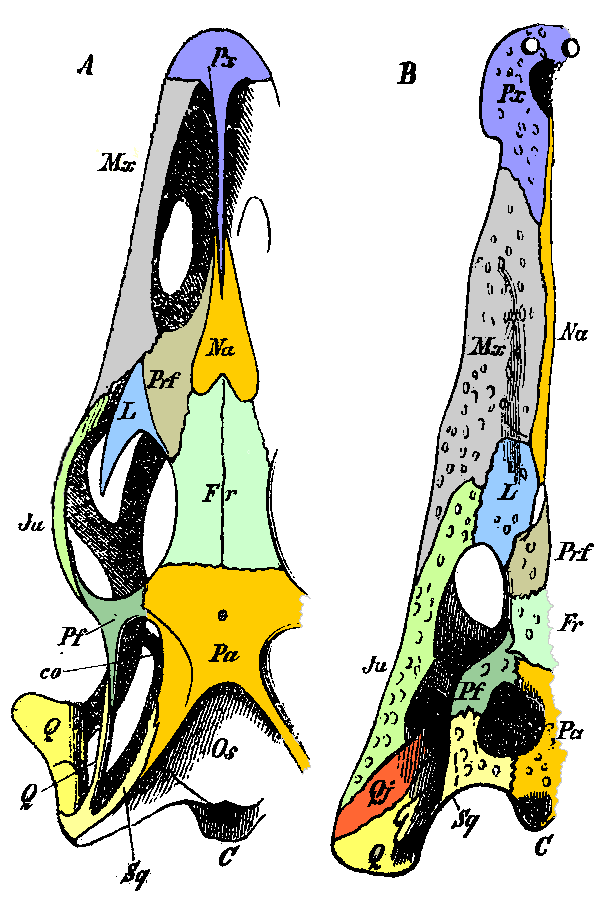
Différence entre un crâne de varan (à gauche) et un crâne de crocodile (à droite)

Le crâne est relativement plat et allongé par rapport à celui des autres reptiles. Les orbites sont situées très en arrière du crâne, vers le front. Les narines osseuses internes ont fusionné au cours de l'évolution et, comme chez les mammifères, présentent une ouverture choanale unique ovale sur le crâne, débouchant sur un palais secondaire. Ces narines sont situées très à l'avant du crâne. Par un système de canaux formant le plafond de la cavité buccale, cette ouverture est reliée au pharynx. Comme chez les autres archosaures, et les diapsides en général, le crâne des crocodiliens présente de chaque côté deux fosses temporales. Une fenêtre est également visible sur la partie postérieure de la mâchoire inférieure, cette fenêtre mandibulaire étant caractéristique des archosaures seuls, et on la retrouve aujourd'hui chez les seuls oiseaux et crocodiliens

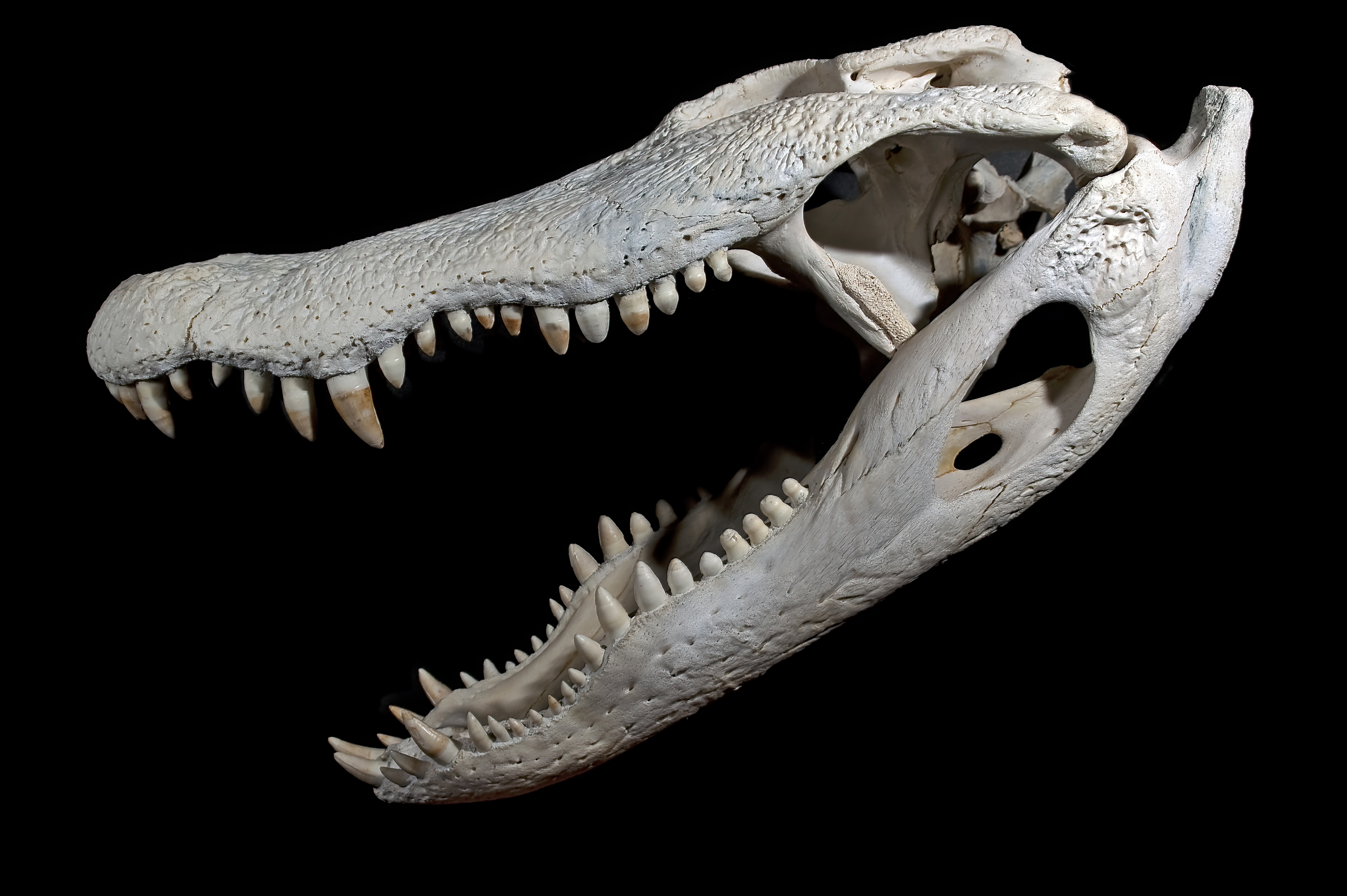
Crâne d'un Alligator d'Amérique.

L'articulation de la mâchoire se rattache à l'articulation atlanto-occipitale, ce qui permet une large ouverture de celle-ci. La forme du museau des crocodiliens actuels varie entre les espèces. Les Alligatoridae ont un museau plus large que celui des Crocodylidae, et encore plus large que celui des Gavialidae. La musculature pour fermer leur mâchoire est très puissante, une des plus puissantes du règne animal. Une étude publiée en 2003 indique que la force de morsure d'un Alligator d'Amérique (Alligator mississippiensis) a été mesurée à 9 450 N, tandis qu'une autre étude publiée 2012 évalue la morsure d'un Crocodile marin à 16 000 N. Cette étude a également montré qu'il n'y a aucune corrélation entre la force de morsure et la forme du museau. Néanmoins, les mâchoires extrêmement allongées du gavial sont relativement faibles et plutôt adaptées à une fermeture rapide de la gueule. La morsure de Deinosuchus a pu approcher les 102 300 N, c'est-à-dire plus que celle de dinosaures théropodes comme Tyrannosaurus. Les muscles qui ferment les mâchoires sont nettement plus puissants que ceux qui permettent de l'ouvrir ; un homme peut d'ailleurs aisément empêcher un crocodilien d'ouvrir la gueule mais non l'empêcher de se fermer.

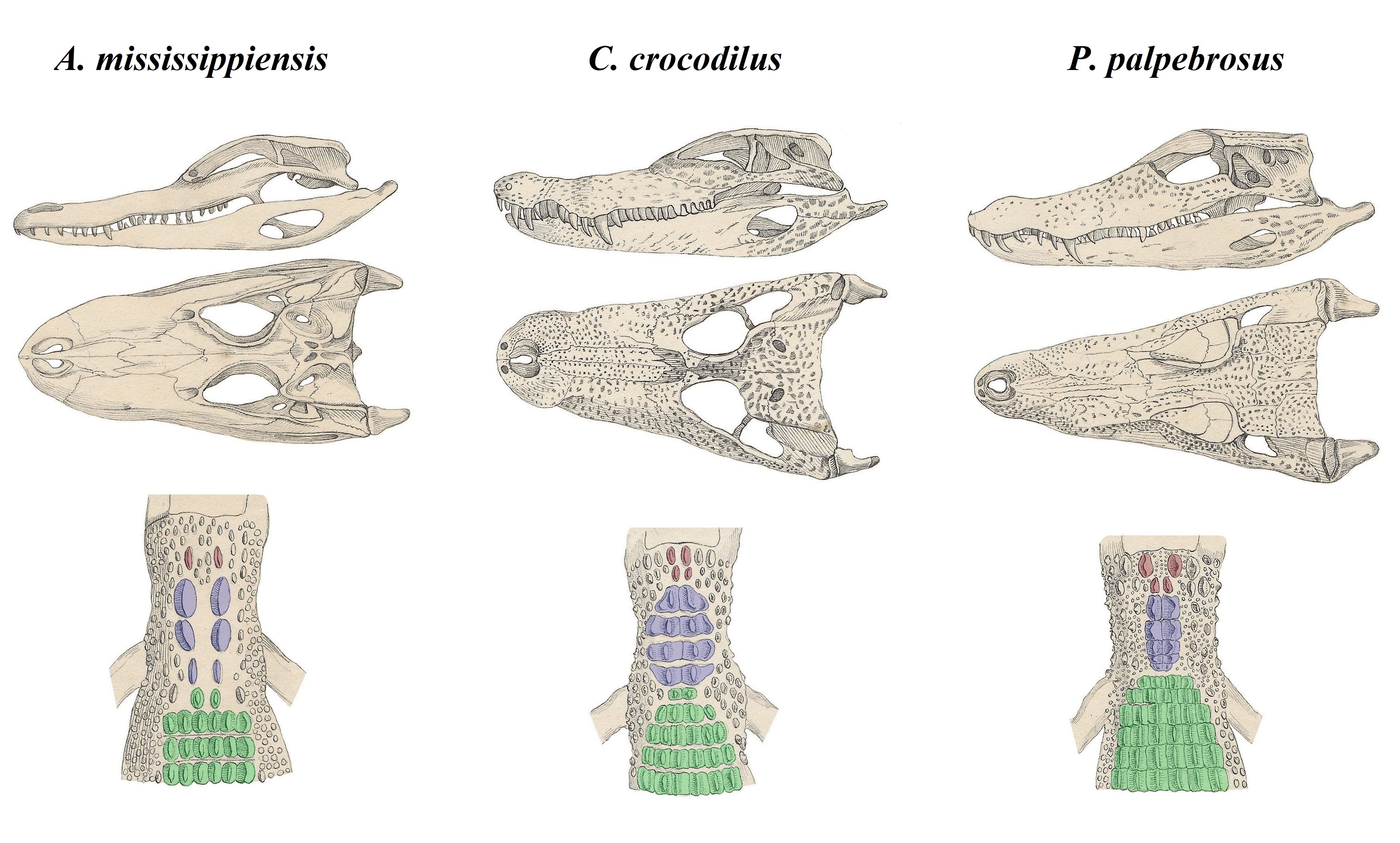

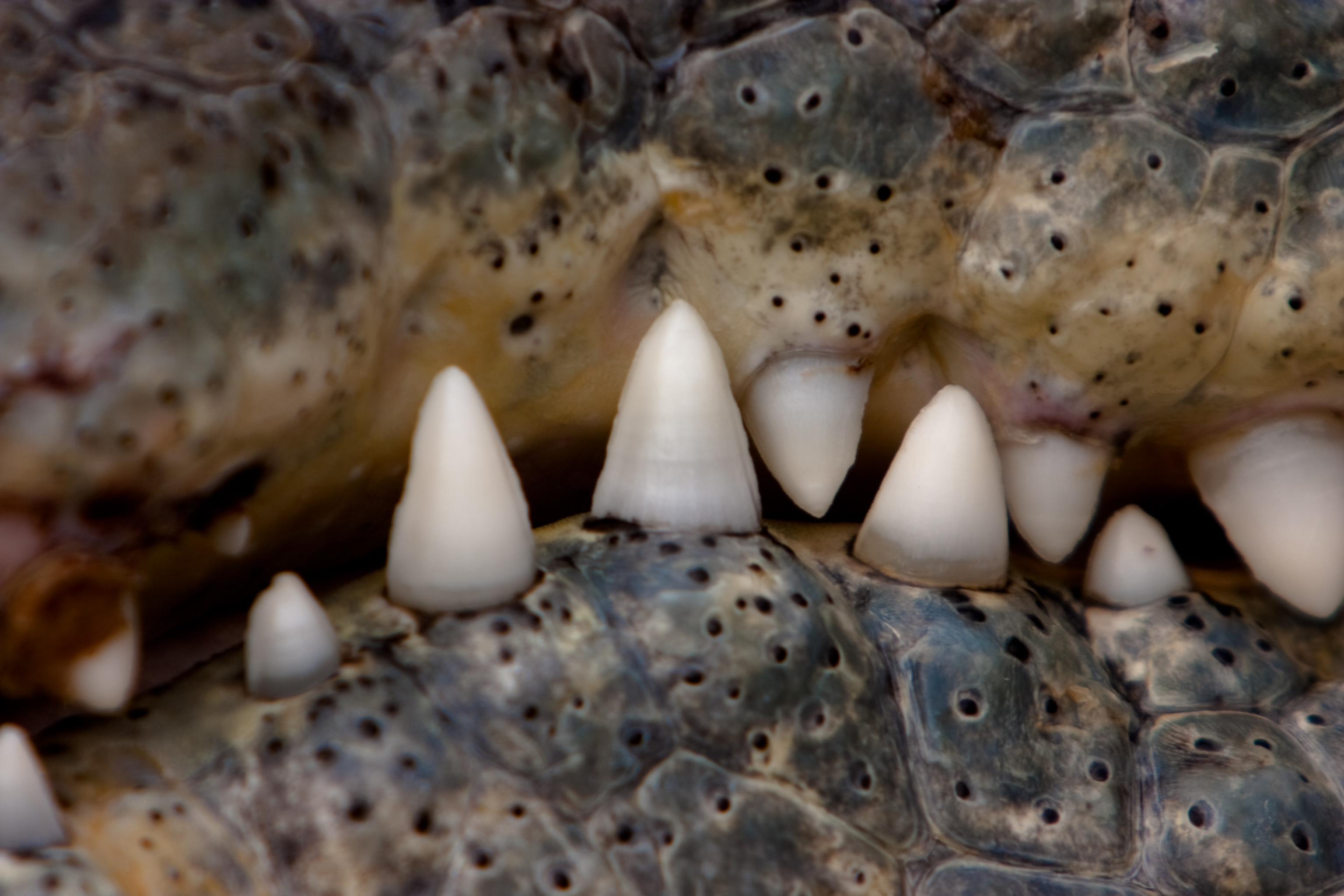
Les dents des crocodiliens sont coniques.

Comme pour les mammifères, les dents des crocodiliens sont enchâssées dans des alvéoles, mais elles sont homomorphes, coniques, sans racines et remplacées régulièrement comme chez les requins. Les crocodiliens sont ainsi capables de remplacer chacune de leurs dents jusqu'à 50 fois au cours de leur vie, soit 35 à 75 ans. À côté de chaque dent complètement formée on trouve une petite dent de remplacement et une cellule souche capable d'odontogenèse dans la cavité pulpaire en attente, qui entrera en fonction dès qu'il le faudra. Un crocodilien peut produire jusqu'à 6000 dents durant sa vie, leur production ralentit cependant en fin de vie, de sorte que les vieux crocodiliens peuvent être édentés. Les dents sont remplacées en moyenne tous les deux ans. Les crocodiliens étaient autrefois inclus dans le clade des Thecodontia, aujourd'hui considéré comme obsolète, qui se basait sur ce type de mâchoires et de dents. Le terme de thécodonte est cependant toujours utilisé pour décrire ce genre de denture. Les crocodiliens possèdent trois types de dents, deux groupes de dents maxillaires et une longue rangée de dents mandibulaires, et ont, pour la plupart des spécimens des espèces actuelles, entre 51 et 84 dents. Le nombre de dents dépend de l'espèce, mais peut varier au sein de chacune d'entre elles, sans pour autant qu'une ambiguïté sur l'espèce puisse naître de l'examen d'une denture. Les dents des crocodiliens sont de formes variées, plutôt émoussées ou pointues et en forme d'aiguilles. Les espèces qui ont un museau large ont des dents de tailles variées, tandis que celles qui ont un museau plus fin ont des dents plus uniformes. Les dents des crocodiles et des gavials tendent à être plus visibles que celles des alligators et des caïmans lorsque leurs gueules sont fermées. La façon la plus facile de distinguer les crocodiles des alligators est de regarder les côtés de leurs gueules. Chez les alligators, les dents de la mâchoire inférieure se logent dans des cavités correspondantes de la mâchoire supérieure, donc seules les dents de la mâchoire supérieure sont visibles lorsque la gueule de l'animal est fermée. Les dents de la mâchoire inférieure des crocodiles se logent dans des sillons à l'extérieur de la mâchoire supérieure, et sont donc bien visibles quand la gueule est fermée.

### La peau

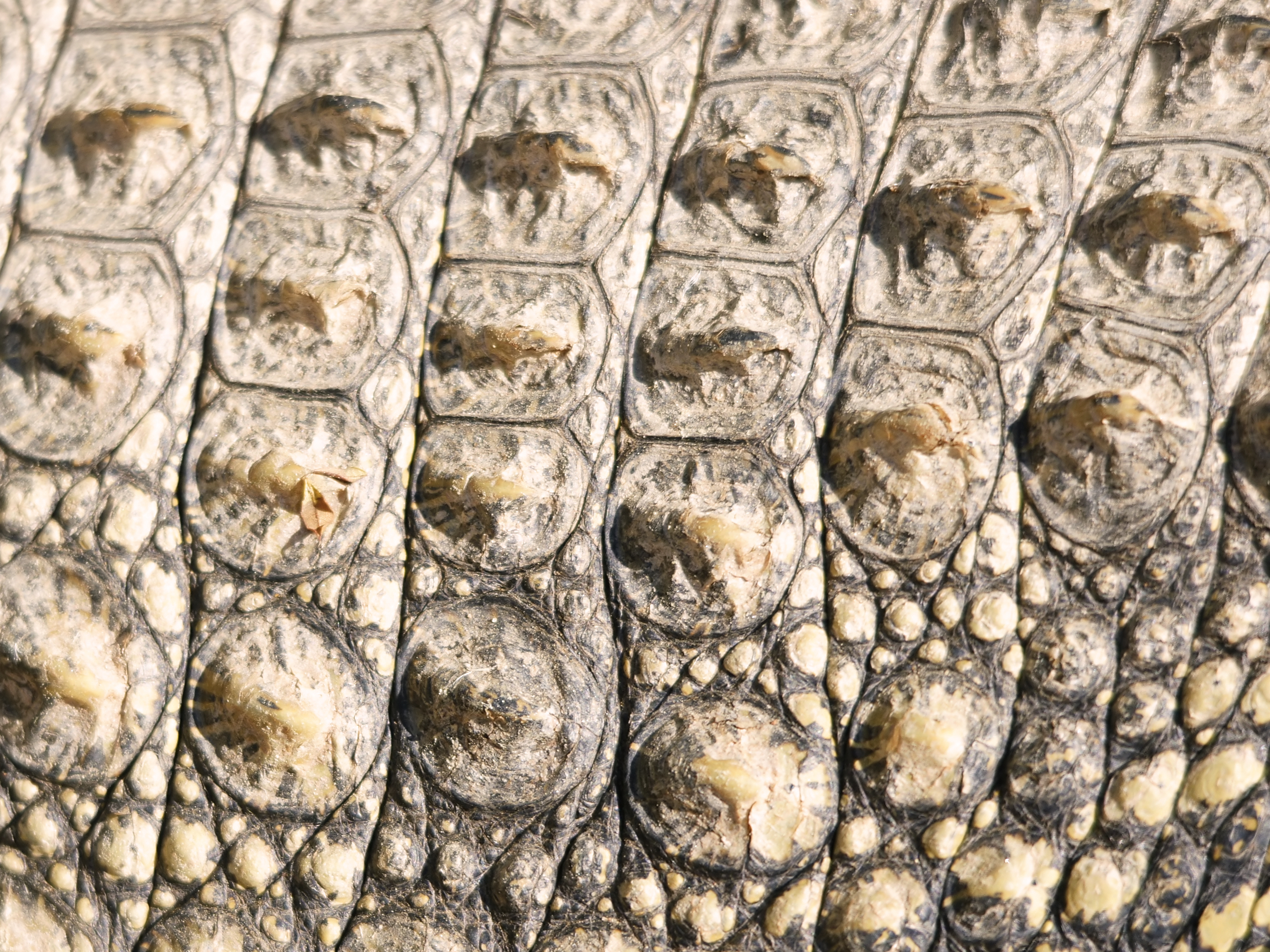
Peau d'un jeune Crocodile du Nil.

La peau des crocodiliens est épaisse et kératinisée, et est composée d'écailles qui ne se chevauchent pas appelées scutelles, placées selon des rangées et des motifs réguliers. Ces écailles sont produites continuellement par division cellulaire dans la couche inférieure de l'épiderme, la stratum germinativum, et les scutelles à la surface sont remplacés régulièrement. La face externe des scutelles est constituée de bêta-kératine, relativement rigide, tandis que les charnières entre scutelles sont faites d'alpha-kératine, plus souple.

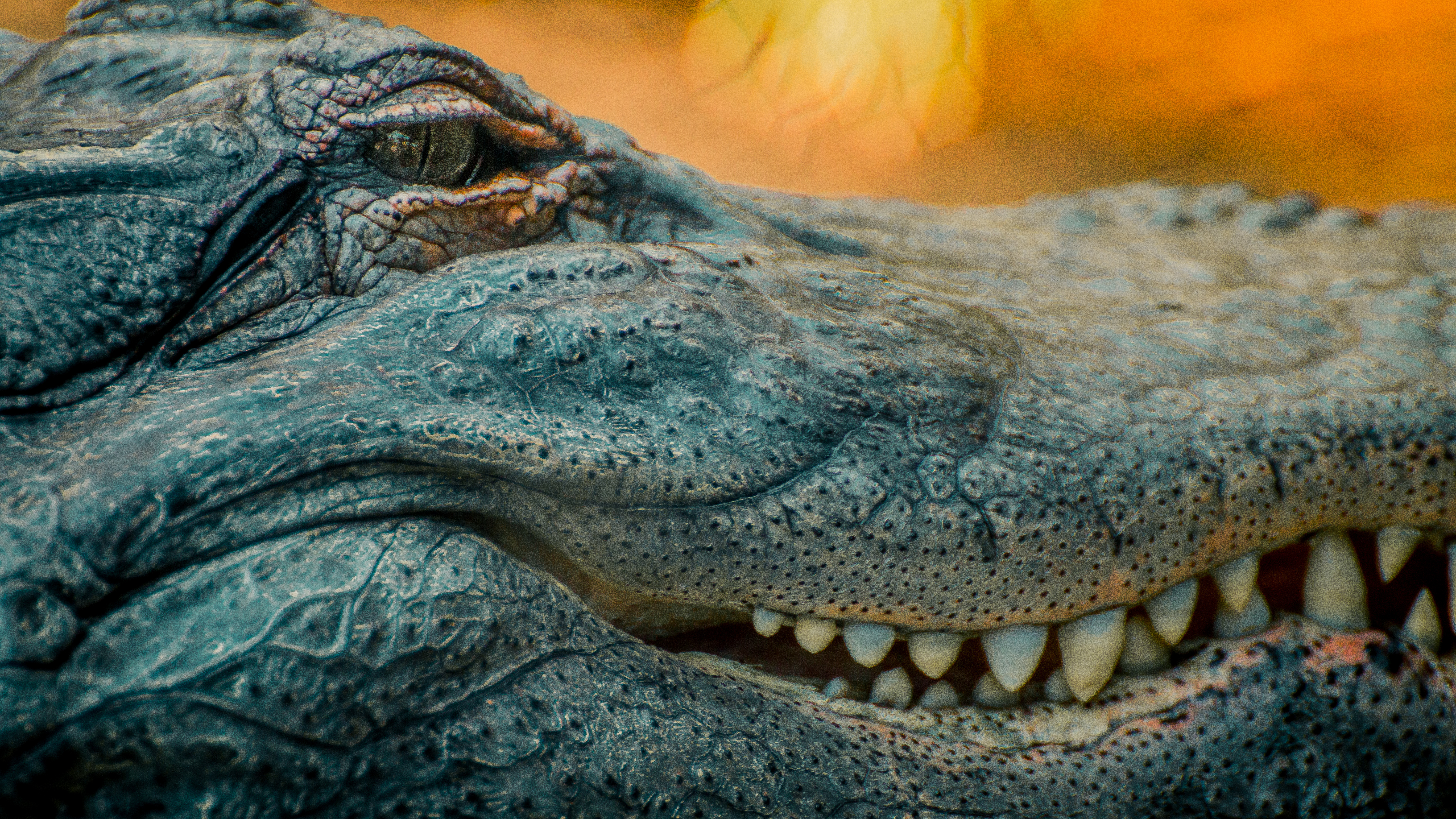
Les points noirs visibles sur le pourtour de la gueule de cet alligator constituent un organe sensoriel tégumentaire très sensible.

De nombreux scutelles sont renforcés par des plaques osseuses, les ostéodermes, qui sont de taille et de forme identique aux écailles superficielles, mais croissent en dessous d'elles. Ces plaques sont plus nombreuses sur le dos et le cou de l'animal, formant une armure protectrice. Les ostéodermes présentent souvent des crêtes proéminentes et sont couverts de bêta-kératine. La majeure partie de la peau du crâne est directement soudée au crâne. La peau du cou et des flancs est lâche, tandis que celle de l'abdomen et du dessous de la queue est tendue et protégée par de grandes écailles plates et carrées, formant un maillage régulier,. Les scutelles contiennent des vaisseaux sanguins et peuvent absorber ou évacuer de la chaleur pour aider l'animal à réguler sa température. Des études ont également montré que les ions alcalins relâchés dans le sang à partir du calcium et du magnésium contenus dans ses os dermiques agissent comme un tampon lors de longues plongées, pour éviter que l'accumulation de dioxyde de carbone dans le sang ne cause d'acidose.
Certaines écailles, notamment autour de la gueule de l'animal, présentent des dômes pigmentés à leur surface, qui constituent un « organe sensoriel tégumentaire ». Les crocodiles et les gavials en présentent sur une grande partie du corps, tandis que les alligators et les caïmans en ont seulement sur la tête. Ces mécanorécepteurs sont particulièrement sensibles aux pressions extérieures, et permettent vraisemblablement aux animaux de détecter leurs proies aux vibrations qu'elles créent dans l'eau. Par ailleurs, ils pourraient également aider les femelles à transporter leurs œufs sans les briser. Il y a des glandes tégumentaires appariées bien visibles sur la peau de la gorge, et d'autres sur la paroi du cloaque. Elles pourraient avoir diverses fonctions. Ainsi, elles pourraient avoir un rôle dans la communication entre individus, car on a démontré qu'elles sécrétaient des phéromones utilisées lors de la parade nuptiale et pendant la période de surveillance du nid. La peau des crocodiliens est dure et peut supporter les préjudices causés par ses congénères, et le système immunitaire est suffisamment efficace pour guérir les blessures en quelques jours. Les crocodiliens muent écaille par écaille, plutôt à la manière des mammifères que des autres reptiles comme les serpents qui changent l'intégralité de leur peau en une seule fois.

### Appareil digestif
Les dents des crocodiliens sont adaptées pour saisir et maintenir les proies, et la nourriture est avalée sans être mâchée. Le tractus digestif est relativement court, la viande étant une substance assez facile à digérer. L'estomac des crocodiliens rappelle le gésier des oiseaux, par sa paroi très musculeuse. Cet estomac contient des pierres stomacales. Ces gastrolithes permettent peut-être aux crocodiliens de broyer les aliments, mais aussi peut-être de plonger plus facilement en lestant son corps. Ces pierres ont aussi été retrouvées chez certains dinosaures.
Les proies sont avalées sans être mâchées et les crocodiliens ingurgitent généralement de grandes quantités de nourriture en une seule fois. Pour digérer, ils doivent alors orienter une partie du sang riche en CO2 des poumons vers l'estomac. Cela permet la sécrétion d'une grande quantité de sucs digestifs. Ainsi, leur estomac est l'un des plus acides des vertébrés, ce qui évite que la nourriture entre en putréfaction, la digestion pouvant durer une vingtaine de jours. La digestion a lieu plus rapidement lorsque la température est élevée. La nourriture est stockée sous forme de graisse, principalement dans la queue. Jusqu'à 60 % de l'apport alimentaire peut être converti en graisse. Les crocodiliens ont un métabolisme basal très bas et, par conséquent, ont de faibles besoins énergétiques. Cela leur permet de survivre pendant plusieurs mois, voire années, sur un seul gros repas. Cela permet à certaines espèces comme Crocodylus suchus, qui vit dans les gueltas de Mauritanie et du Tchad, ou comme Osteolaemus tetraspis, que l'on rencontre dans des grottes isolées de la région d'Omboué au Gabon, de survivre malgré la rareté des proies. Même des jeunes crocodiles juste éclos peuvent survivre 58 jours sans nourriture, perdant 23 % de leur masse corporelle durant ce laps de temps. Un crocodile adulte a besoin de 5 à 10 fois moins que la quantité de nourriture nécessaire pour un Lion (Panthera leo) du même poids, et il peut survivre la moitié de l'année sans rien manger.

### Appareil circulatoire
Les crocodiliens ont peut-être le système circulatoire le plus complexe parmi les vertébrés. Ils ont un cœur composé de quatre cavités dont deux ventricules, une caractéristique peu commune chez les reptiles, et deux aortes, une à droite et une à gauche, reliées entre elles par un trou appelé foramen de Panizza. Le foramen permet au sang chargé en dioxyde de carbone (CO2) qui sort du ventricule droit de pénétrer dans l'aorte droite reliée au ventricule gauche et qui charrie quant à elle le sang riche en dioxygène (O2). Comme les oiseaux et les mammifères, les crocodiliens ont des valves qui dirigent le flux sanguin à travers les chambres du cœur toujours dans la même direction. Ils ont également des valves crénelées qui, quand elles sont verrouillées, dirigent le sang vers l'aorte gauche pour qu'il évite les poumons avant de se diriger dans le reste du corps. Ce système pourrait permettre aux animaux de rester immergés plus longtemps, mais cette hypothèse ne fait pas l'unanimité et reste à confirmer. D'autres explications possibles à ce système circulatoire particulier sont émises : besoins de thermorégulation, prévention de l'œdème pulmonaire, ou récupération plus rapide après une acidose métabolique. Le fait de retenir du dioxyde de carbone dans le corps permet une augmentation de la sécrétion d'acide gastrique et ainsi une digestion plus efficace, et d'autres organes gastro-intestinaux comme le pancréas, la rate, l'intestin grêle et le foie fonctionnent également plus efficacement.
Quand l'animal est immergé, le cœur d'un crocodilien bat plus lentement, descendant à un ou deux battements par minute, et la circulation de sang vers les muscles est réduite. Quand il remonte à la surface et respire, son cœur peut augmenter de rythme en quelques secondes, et les muscles reçoivent du sang nouvellement oxygéné. À la différence de nombreux mammifères marins, les crocodiliens ont peu de myoglobine pour stocker l'oxygène dans leurs muscles. Durant la plongée, les muscles sont approvisionnés en oxygène lorsque l'augmentation de la concentration d'ions bicarbonate dans le sang fait se libérer celui contenu dans l'hémoglobine.

### Appareil respiratoire
On a longtemps pensé que les crocodiliens respiraient comme les mammifères, avec un flux d'air entrant puis sortant des poumons par vagues successives, mais des études publiées en 2010 et 2013 ont conclu que les crocodiliens respiraient plutôt comme les oiseaux, avec un flux d'air formant une boucle dans les poumons. Quand un crocodilien inspire, l'air entre dans la trachée et dans deux bronches primaires, qui le dirigent vers des bronches secondaires plus étroites. L'air continue à circuler à travers des bronchioles tertiaires, puis revient dans des voies secondaires comme celles déjà traversées. Il revient alors dans les voies primaires avant d'être expiré. Le système de valves aérodynamiques des bronches permet d'expliquer comment les crocodiliens peuvent maintenir un flux d'air unidirectionnel sans disposer de sacs aériens comme les oiseaux,.
Les poumons des crocodiliens sont attachés au foie et au pelvis par le muscle diaphragmaticus (analogue au diaphragme des mammifères). Durant l'inspiration, les muscles intercostaux externes écartent les côtes, permettant à l'animal de prendre plus d'air, tandis que le muscle de la branche ischio-pubienne fait basculer le bassin vers le bas et repousse le ventre, et que le diaphragme repousse le foie vers l'arrière. Durant l'expiration, les muscles intercostaux internes font contracter les côtes, tandis que le muscle droit de l'abdomen ramène les hanches et le foie vers l'avant, et le ventre au centre du corps,,,. Comme les poumons s'étendent dans un espace occupé originellement par le foie, et sont compressés lorsque celui-ci revient à sa place, on parle parfois de « piston hépatique » pour décrire ce mouvement. Les crocodiliens peuvent également utiliser leurs muscles pour ajuster la position de leurs poumons, et ainsi maîtriser leur flottaison dans l'eau. Ainsi l'animal coule quand les poumons sont poussés vers la queue, et flotte quand ils sont ramenés vers la tête. Cela leur permet de se mouvoir sans perturber l'eau par les mouvements de leurs membres et donc sans alerter leur proie. Par ailleurs, ils peuvent aussi tourner et se tortiller en faisant bouger leurs poumons latéralement.

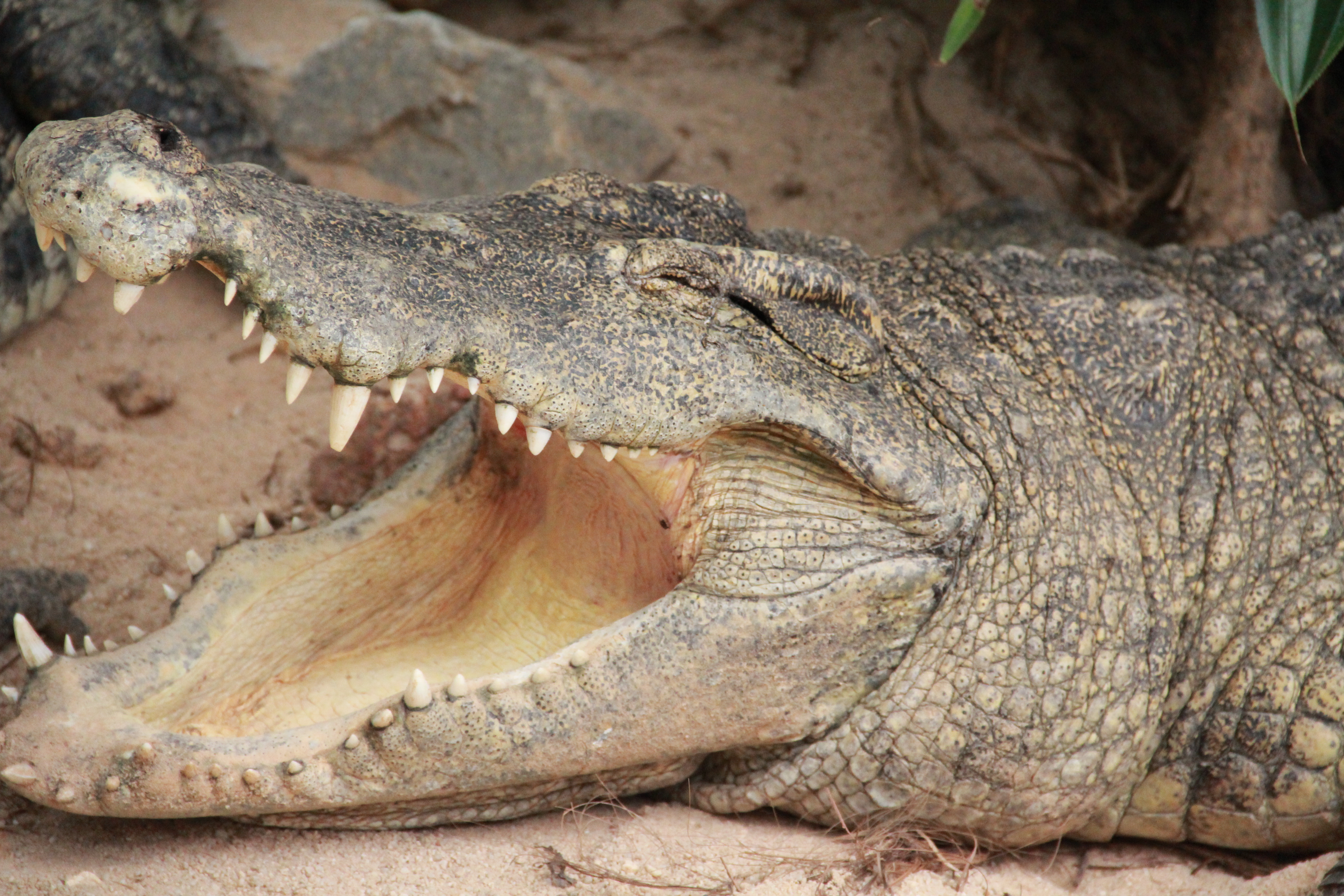
Les crocodiliens possèdent une valve palatale dans le fond de la cavité buccale obturant l'œsophage et la trachée.

Les crocodiliens qui nagent ou en plongée semblent utiliser leur volume pulmonaire pour réguler leur flottaison plutôt que pour stocker de l'oxygène. Ainsi, juste avant de plonger, l'animal expire pour réduire son volume pulmonaire et couler plus facilement. Quand ils sont immergés, les narines des crocodiliens sont fermement closes. Chez toutes les espèces on retrouve une valve palatale, constituée d'une membrane de peau dans le fond de la cavité buccale qui empêche l'eau d'entrer dans la gorge, l'œsophage et la trachée,. Cela leur permet d'ouvrir la gueule dans l'eau sans se noyer. Les crocodiliens restent généralement sous l'eau pendant une quinzaine de minutes ou moins, mais ils peuvent retenir leur respiration jusqu'à deux heures d'affilée dans des conditions idéales. On ne sait pas jusqu'à quelle profondeur ces animaux peuvent plonger, mais des crocodiliens ont été observés plongeant à 20 m.

### Thermorégulation

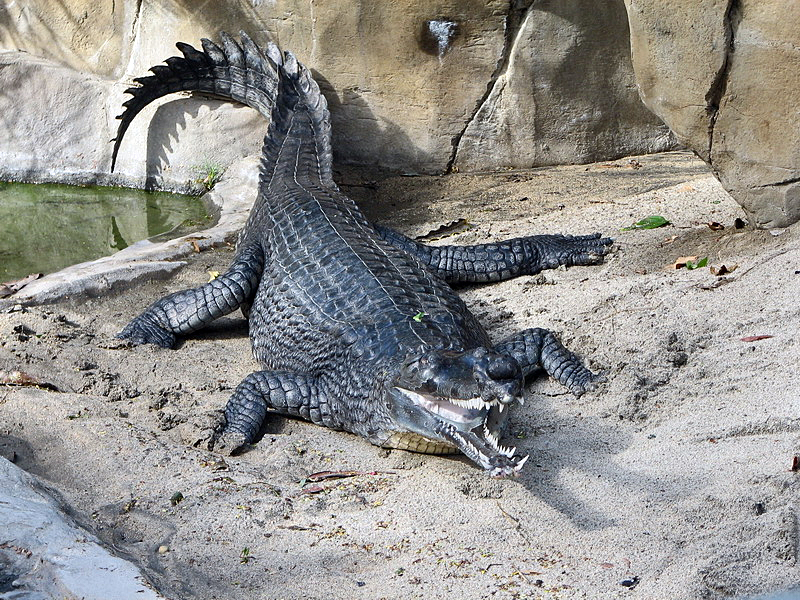
Un Gavial du Gange (Gavialis gangeticus) en captivité, se chauffant au soleil la gueule ouverte.

Les crocodiliens sont ectothermes, produisant relativement peu de chaleur interne et comptant sur des sources externes pour élever leur température corporelle. La chaleur du soleil est ainsi le principal moyen de se réchauffer pour les crocodiliens, tandis que l'immersion de l'animal dans l'eau peut soit lui permettre d'élever sa température par conduction, ou le refroidir s'il fait très chaud dehors. C'est par son comportement que le crocodilien régule sa température le plus efficacement. Par exemple, un alligator dans les régions tempérées commence sa journée par se chauffer au soleil sur la terre ferme. Comme c'est un animal massif, il se réchauffe lentement, mais plus tard dans la journée, quand il retourne dans l'eau, il continue d'exposer son dos au soleil. La nuit, il reste dans l'eau et sa température redescend lentement. La période durant laquelle il se réchauffe au soleil est plus longue en hiver, et raccourcie en été. Dans le cas des crocodiles sous les tropiques, le principal problème est d'éviter d'avoir trop chaud. Ils peuvent se chauffer au soleil brièvement le matin mais se dirigent rapidement vers les zones ombragées, où ils demeurent pour le restant de la journée, ou peuvent aller dans l'eau pour rester au frais. Ils ouvrent souvent la gueule pour se refroidir par l'évaporation de l'humidité de leurs muqueuses. Par ces divers moyens, la température des crocodiliens est maintenue entre 25 et 35 °C, et la plupart du temps même entre 30 et 33 °C.
L'aire de répartition de l'Alligator d'Amérique et de l'Alligator de Chine (Alligator sinensis) s'étend à des régions aux hivers rigoureux. Comme ils sont hétérothermes, la température interne des crocodiliens chute en même temps que la température extérieure, et ils sont alors beaucoup plus lents. Ils sont plus actifs les jours un peu plus chauds, mais généralement ils ne se nourrissent pas du tout pendant l'hiver. Lorsqu'il fait froid, ils restent immergés avec leur queue au fond de l'eau, laissant seulement leurs narines émerger à la surface de l'eau froide. En cas de gel, ils maintiennent les narines à la surface, et même s'ils se retrouvent eux-mêmes emprisonnés dans la glace, leur température corporelle peut descendre jusqu'à environ 5 °C sans que cela leur soit préjudiciable, et ils reprennent une activité normale lorsque la température remonte.

### Osmorégulation

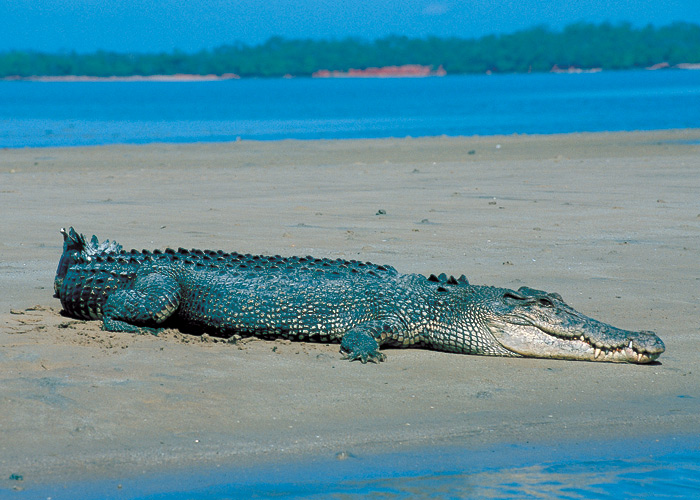
Crocodile marin se reposant sur la plage.

Aucune espèce de crocodilien actuelle n'est exclusivement marine. Bien que le Crocodile marin et le Crocodile américain (Crocodylus acutus) s'aventurent régulièrement en mer, leurs habitats normaux sont les embouchures de rivières, les estuaires, les mangroves et les lacs hypersalins. Certaines espèces aujourd'hui disparues étaient associées plus étroitement avec les milieux marins, comme Ikanogavialis papuensis, que l'on rencontrait dans un habitat exclusivement marin sur la côte des îles Salomon. Tous les crocodiliens doivent maintenir la concentration de sel dans leurs fluides corporels à des niveaux adaptés. L'osmorégulation est liée aux quantités de sel et d'eau échangées avec l'environnement. Les crocodiliens absorbent le sel et l'eau lorsque l'animal boit, accidentellement lorsqu'il se nourrit, et lorsque ces éléments sont présents dans sa nourriture. De l'eau est perdue par le corps durant la respiration, et du sel et de l'eau sont excrétés dans les urines et les fèces, à travers la peau et via les glandes à sel placées sur la langue, bien que celles-ci ne sont présentes que chez les crocodiles et les gavials,. La peau est une barrière efficace que l'eau et les ions ne peuvent traverser. Lorsque les animaux restent la gueule ouverte, ils perdent de l'eau par évaporation à partir de la bouche, et sur terre de l'eau est également perdue par la peau. Les plus grands animaux sont capables de maintenir plus facilement leur homéostasie que les plus petits. Ainsi les jeunes crocodiliens nouvellement éclos sont moins tolérants à l'eau salée que leurs aînés, certainement du fait qu'ils ont un plus grand ratio surface de peau/volume du corps.
Les reins et le système excréteur sont identiques à ceux des autres reptiles, à l'exception que les crocodiliens n'ont pas de vessie. En eau douce, l'osmolalité (la concentration d'ions qui contribue à la pression osmotique) dans le plasma est plus forte que celle dans l'eau environnante. Les animaux sont bien hydratés, et l'urine dans le cloaque est abondante et fortement diluée, l'azote étant excrétée sous la forme de bicarbonate d'ammonium. Les pertes de sodium sont faibles et ont principalement lieu par la peau lorsque l'animal est en eau douce. En eau salée, le phénomène inverse a lieu : l'osmolalité dans le plasma est plus bas que dans l'eau environnante, et l'animal est en situation de déshydratation. L'urine cloaquale est alors plus concentrée, blanche et opaque, et l'azote est excrétée sous forme d'acide urique non soluble,.

## Physiologie et éthologie
Les crocodiliens adultes sont généralement territoriaux et solitaires. Ces animaux défendent les nids, les zones où ils se nourrissent et où ils profitent du soleil, les lieux d'élevage des jeunes et les sites d'hivernage. Les Crocodiles marins mâles établissent des territoires à l'année qui comprennent les sites de pontes de plusieurs femelles. Certaines espèces sont occasionnellement grégaires, particulièrement durant les sécheresses, quand plusieurs individus se rassemblent dans les points d'eau restants. Chez certaines espèces, plusieurs individus peuvent se réchauffer au soleil sur les mêmes sites pendant certaines périodes de l'année. Quatre espèces de crocodiliens peuvent grimper dans des arbres pour se chauffer au soleil lorsque leur habitat n'offre pas d'autres lieux adaptés.

### Locomotion

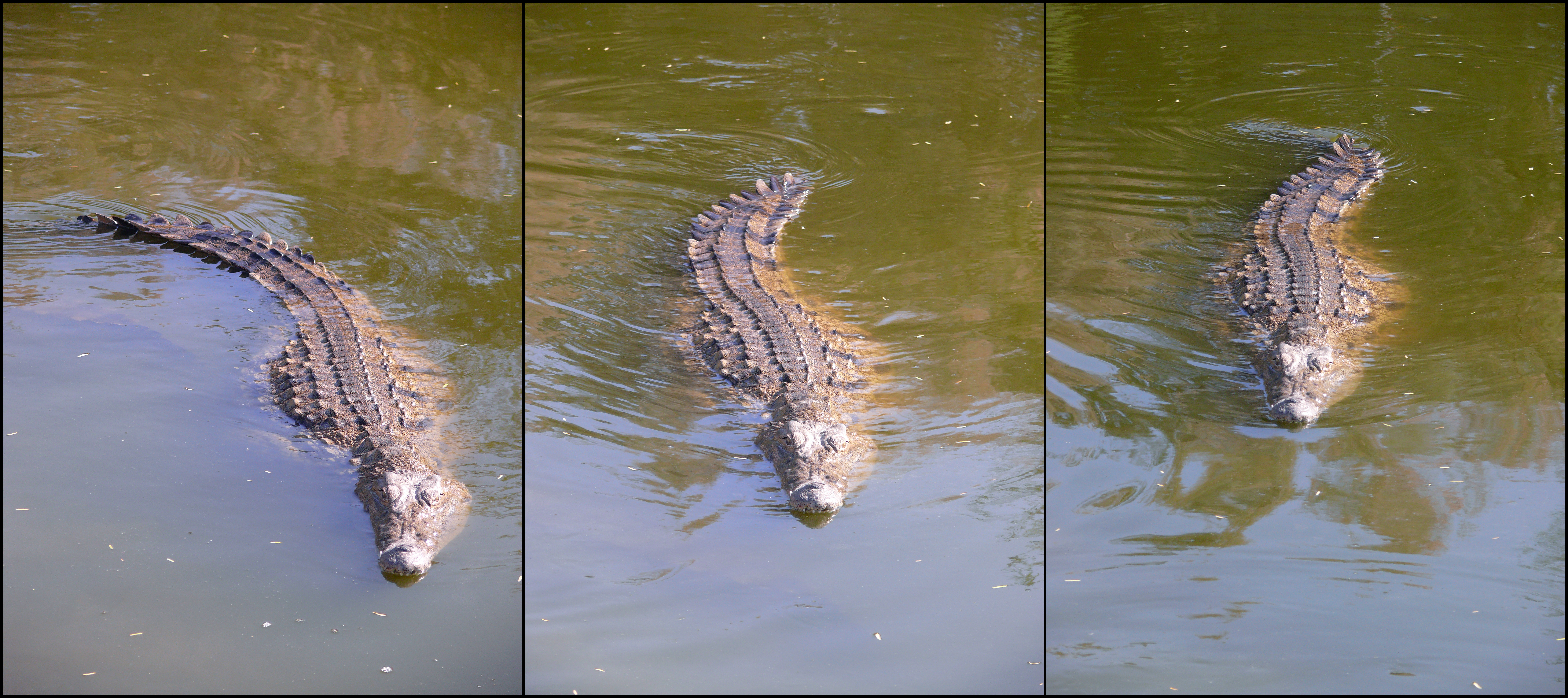
Un Crocodile du Nil en train de nager. La séquence va de droite à gauche.

Les crocodiliens sont d'excellents nageurs. Lorsqu'ils nagent, leur queue musculeuse ondule d'un côté à l'autre pour permettre à l'animal d'avancer, tandis que les membres sont plaqués le long du corps pour réduire la traînée,. Quand l'animal doit s'arrêter ou manœuvrer dans une direction différente, les membres sont dépliés. Leurs pattes palmées lui permettent alors de changer de direction plus facilement. Les crocodiliens se déplacent généralement lentement sous l'eau, avec la queue qui ondule tranquillement. Mais lorsqu'ils chassent ils sont capables d'aller très vite. Ils sont moins bien adaptés pour se déplacer sur la terre ferme. Ils disposent de deux modes de déplacement sur terre : ils peuvent ramper, avec les pattes pliées et le ventre trainant sur le sol, ou courir, avec les pattes tendues au maximum et le corps surélevé. Les articulations de leurs chevilles plient d'une manière différente de celles des autres reptiles, une caractéristique que l'on retrouve chez certains archosaures primitifs. Un des os de la partie supérieure de la cheville, l'astragale, est fixé au tibia et au fibula. Il est articulé avec le calcanéum et fait partie fonctionnellement du pied. Ainsi, les pattes peuvent être tenues presque verticalement sous le corps sur terre, et les pieds peuvent pivoter quand l'animal avance avec un mouvement de torsion au niveau de la cheville.

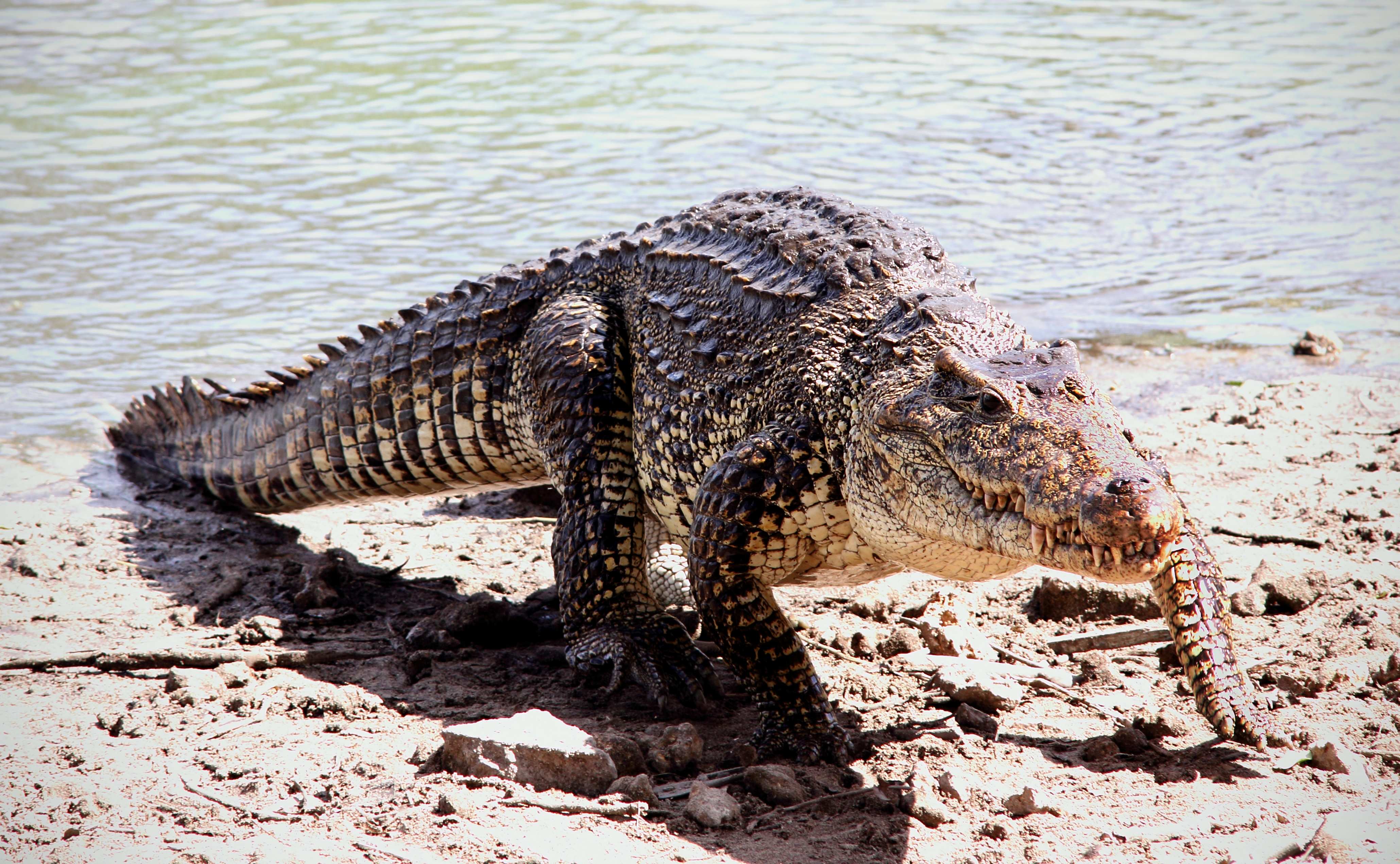
Les crocodiliens, comme ce Crocodile de Cuba (Crocodylus rhombifer), peuvent marcher avec les membres tendus verticalement, contrairement aux autres reptiles.

Les crocodiliens peuvent marcher en maintenant leur ventre et leur queue au-dessus du sol, avec les membres tendus, une particularité unique parmi les reptiles actuels. Il marche alors d'une manière similaire aux mammifères, avec la même séquence de mouvement des membres : patte avant gauche, patte arrière droite, patte avant droite puis patte arrière gauche. L'autre type de marche est similaire, mais sans que le corps soit dressé au-dessus du sol, et il reste assez différent de la démarche des salamandres et des lézards. L'animal peut passer d'un type de marche à l'autre instantanément, mais sur terre la démarche avec le corps surélevé est privilégiée. L'animal peut se dresser sur ces pattes et marcher ainsi immédiatement, ou faire quelques pas avec le corps au sol avant de se dresser. À la différence de la plupart des autres vertébrés terrestres, quand les crocodiliens veulent avancer plus vite, ils actionnent la partie inférieure de chaque membre (plutôt que le membre entier) plus rapidement ; ainsi, la longueur des enjambées augmente tandis que leur durée diminue.
Bien que généralement lents sur la terre ferme, les crocodiliens peuvent faire de courts sprints, et certaines espèces peuvent atteindre une vitesse comprise entre 12 et 14 km/h sur de courtes distances. Ils peuvent entrer rapidement dans l'eau à partir d'une rive boueuse en plongeant à partir du sol, tordant le corps d'un côté à l'autre et dépliant les pattes. Chez certaines petites espèces comme le Crocodile de Johnston (Crocodylus johnsoni), l'animal peut passer de la course au galop. Quand un crocodilien est sur la terre ferme, il peut garder son dos et sa queue droits, puisque ces écailles sont attachées aux vertèbres par des muscles. Sur terre comme dans l'eau, les crocodiliens peuvent sauter en appuyant leur queue et leurs membres contre le sol ou l'eau, se lançant ainsi en l'air,.

### Alimentation

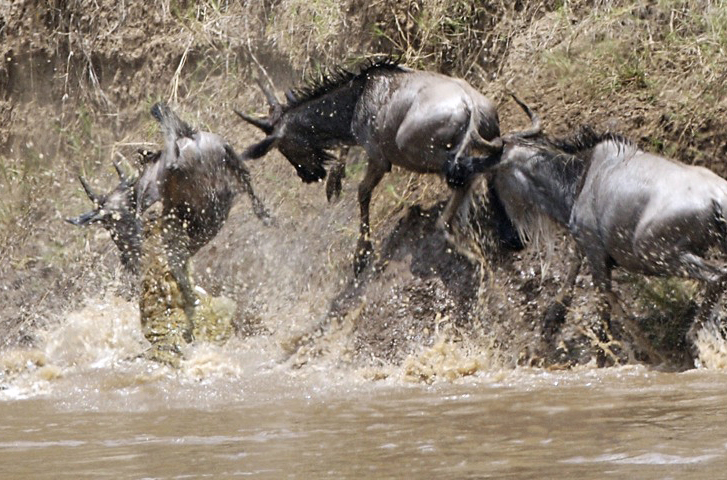
Le Crocodile du Nil s'attaque aux animaux en migration traversant la rivière Mara (ici des Gnous bleus).

Les crocodiliens sont hypercarnivores, et le régime alimentaire des diverses espèces peut varier suivant la forme de leur museau et la forme de leurs dents. Les espèces aux dents acérées et au long museau fin, comme le Gavial du Gange en Inde et le Crocodile de Johnston en Australie, sont des prédateurs spécialisés des poissons, insectes et crustacés, tandis que les espèces au museau très large et aux dents émoussées, comme l'Alligator de Chine et le Caïman à museau large (Caiman latirostris), se nourrissent de mollusques à la coquille résistante. Les espèces dont le museau et les dents sont intermédiaires entre ces deux extrêmes, comme le Crocodile marin et l'Alligator d'Amérique, se nourrissent de manière opportuniste d'invertébrés, poissons, amphibiens, autres reptiles, oiseaux et mammifères,.
En général, les crocodiliens sont des prédateurs qui attendent le passage d'une proie à l'affut, bien que la stratégie de chasse dépend de l'espèce et de la proie qui est chassée. Les proies terrestres sont traquées à partir du bord de la rivière, puis saisies et tirées dans l'eau,. Les gavials et autres espèces se nourrissant de poissons secouent leurs mâchoires latéralement pour happer leur proie, et ces animaux peuvent bondir hors de l'eau pour attraper des oiseaux, des chauves-souris ou des poissons. Les petits animaux peuvent être tués par un coup du lapin quand le crocodilien secoue la tête. Les caïmans utilisent leur queue et leur corps pour rassembler les poissons dans les eaux peu profondes. Ils peuvent également creuser le sol à la recherche d'invertébrés, et le Caïman de Schneider (Paleosuchus trigonatus) chasse sur la terre ferme. Certaines espèces de crocodiliens utilisent des bâtons et des branches pour attirer des oiseaux construisant leurs nids avec ces matériaux. Les Crocodiles du Nil sont connus pour chasser en coopération, et plusieurs individus peuvent s'alimenter sur une même carcasse. La plupart des espèces mangent tout ce qui passe à leur portée, et sont des charognards opportunistes.

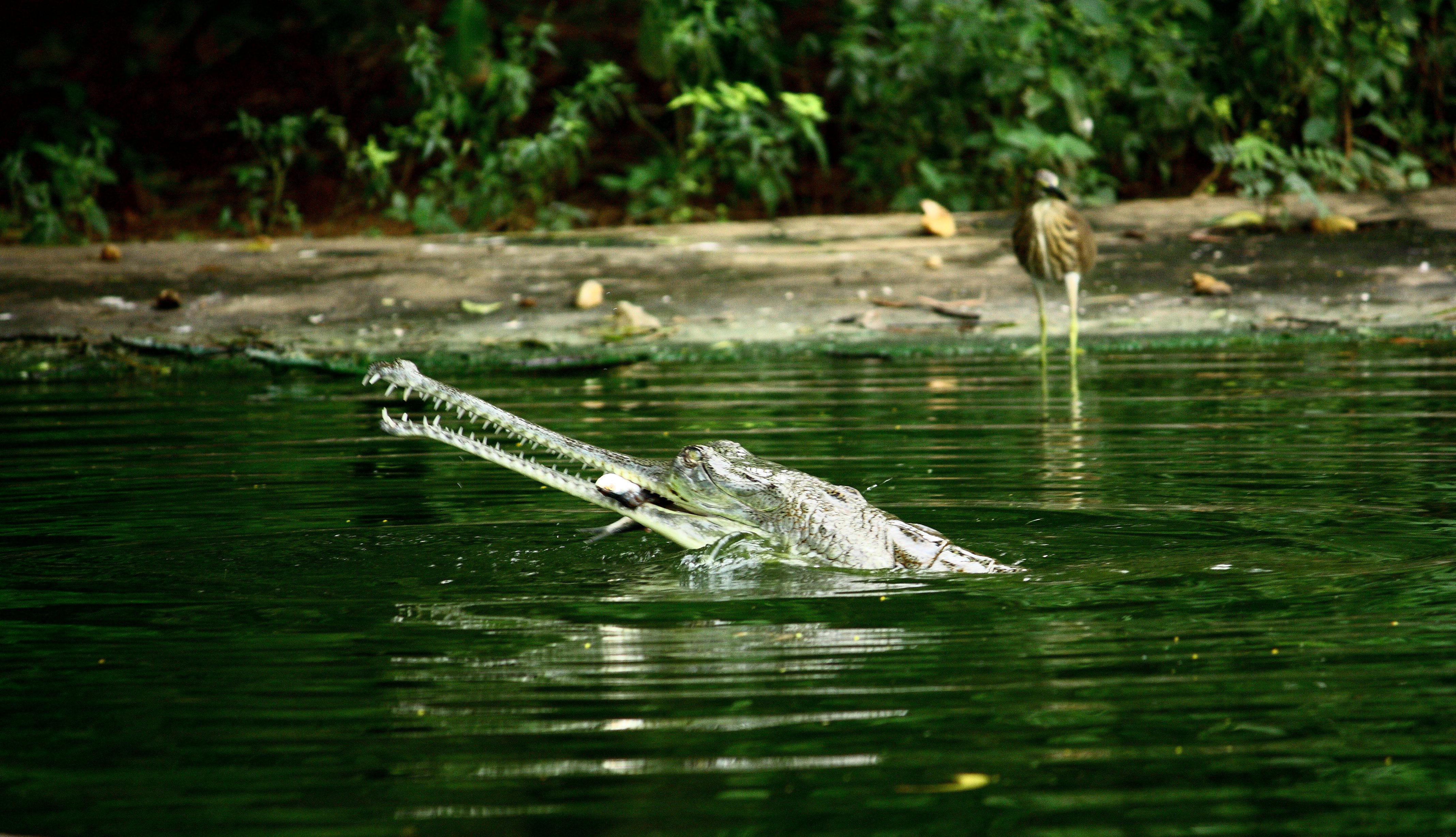
Un Gavial du Gange mangeant un poisson.

Les crocodiliens sont incapables de mâcher leur nourriture et l'avalent entière. Les proies trop grosses pour être avalées en une seule fois doivent donc être sommairement découpées. Ils sont ainsi parfois incapables de manger certains gros animaux à la peau résistante, et peuvent attendre qu'ils commencent à se putréfier pour pouvoir le découper plus facilement. Pour arracher de gros morceaux de chair dans des carcasses massives, les crocodiliens tournent sur eux-mêmes dans l'eau en maintenant leur proie dans leurs mâchoires. Lorsque les animaux chassent à plusieurs, certains individus peuvent maintenir la proie quand d'autres tournent ainsi. Dans ce cas les animaux ne se battent pas, et chacun se retire avec un morceau de viande puis attend son tour. La nourriture est généralement consommée par les crocodiliens avec la tête hors de l'eau. La nourriture est maintenue à l'extrémité de la mâchoire, et renvoyée vers le fond de la bouche par un mouvement brusque de la tête vers le haut, puis avalée. Les Crocodiles du Nil peuvent stocker des carcasses sous l'eau pour les consommer plus tard. Bien que ces animaux soient principalement carnivores, certaines espèces peuvent consommer occasionnellement des fruits, et jouent alors un rôle dans la dispersion des graines.

### Communication
Les interactions entre crocodiliens commencent avant même l'éclosion des animaux, car les jeunes commencent à communiquer entre eux alors qu'ils sont encore dans l'œuf. Un léger son émis près du nid va être répété par les jeunes, les uns après les autres. Une telle communication entre animaux les aide certainement à éclore simultanément. Par ailleurs, lorsqu'elle entend les couinements de ses petits, la mère fouille le sol pour les aider à s’extraire de leur coquille. Une fois l'œuf cassé, les jeunes jappent et grognent, spontanément ou à la suite de stimuli externes, et des adultes, même si ce ne sont pas les parents des jeunes, répondent très rapidement aux cris d'appel des nouveau-nés.
Les jeunes poussent des cris lorsqu'ils se dispersent le soir, et à nouveau lorsqu'ils se regroupent le matin. Des adultes situés non loin, vraisemblablement les parents, donnent également des signaux sonores pour les alerter de l'intrusion d'un prédateur, ou de la présence de nourriture. La variété et la fréquence des vocalisations varient suivant les espèces. Les alligators sont les plus bruyants, tandis que certaines espèces de crocodiles sont presque totalement silencieuses. La femelle adulte Crocodile de Nouvelle-Guinée (Crocodylus novaeguineae) et Crocodile du Siam (Crocodylus siamensis) rugit quand elle est approchée par un autre adulte, tandis que les Crocodiles du Nil grognent ou vagissent dans une situation similaire. L'Alligator d'Amérique est particulièrement bruyant ; il émet une série d'environ sept vagissements, chacun long de quelques secondes, à dix secondes d'intervalle. Il produit également divers grognements et sifflements. Les mâles créent des vibrations dans l'eau qui produisent des signaux infrasoniques visant à attirer les femelles et éloigner les rivaux. La bosse située à l'extrémité du museau du gavial lui sert de caisse de résonance.
Les crocodiliens peuvent communiquer d'une manière un peu plus originale, en faisant claquer leurs mâchoires. Pour cela l'animal situé dans l'eau reste immobile en levant légèrement le museau en l'air. Au bout d'un certain temps il ouvre la mâchoire et la referme en la faisant claquer puis l'enfonce sous l'eau. Chez certaines espèces ce mouvement est suivi d'un rugissement. Dans un groupe, les animaux procèdent ainsi chacun leur tour, et le but de ce son semble varié, mais est associé au maintien de relations sociales entre animaux, et est éventuellement pratiqué pendant la parade nuptiale. Les crocodiliens communiquent également par leurs postures. Les animaux dominants peuvent exhiber leur taille en nageant à la surface de l'eau, tandis que les subordonnés se soumettent en gardant la tête avec un angle aigu et les mâchoires ouvertes avant de se replier sous l'eau.

### Reproduction et soins parentaux

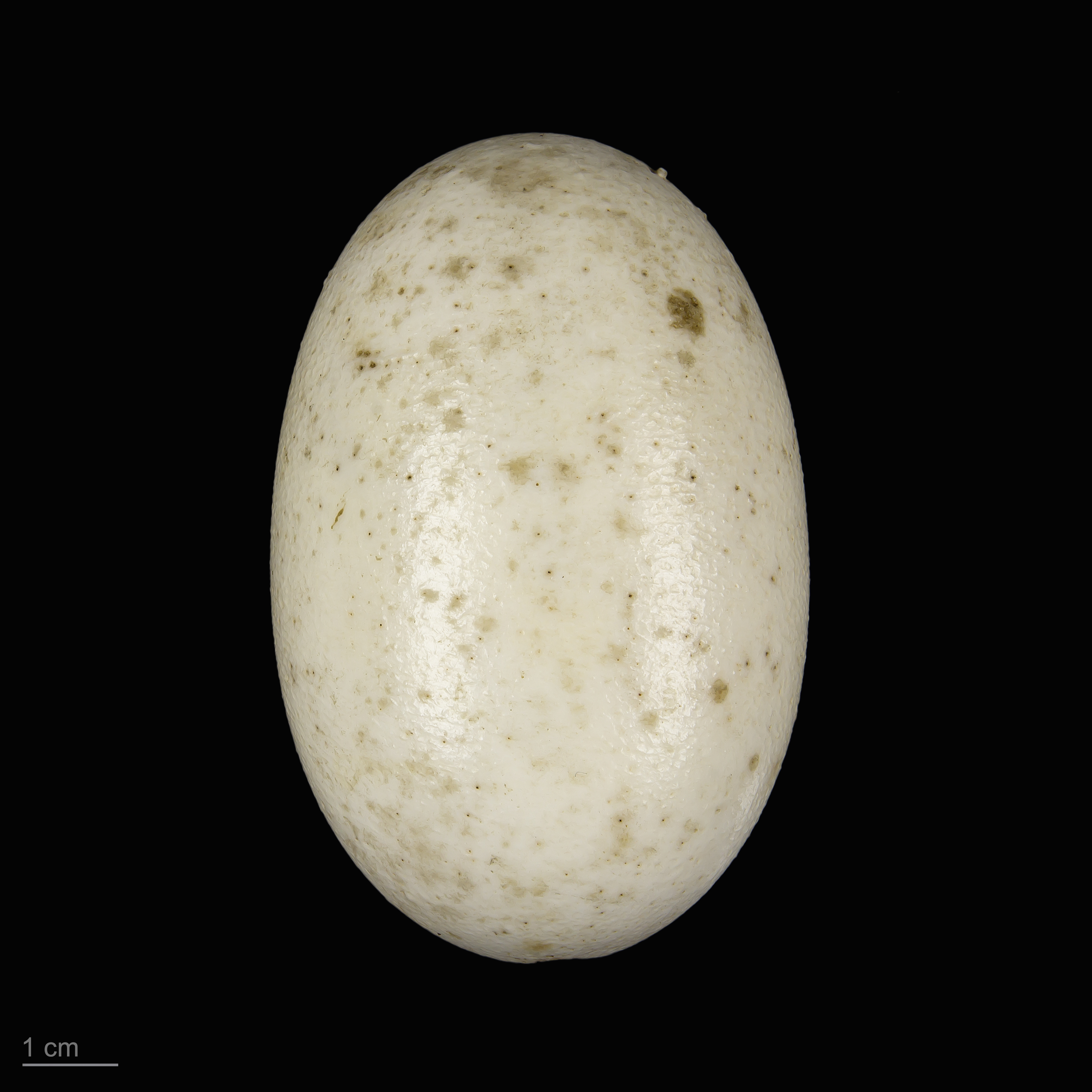
Œufs de Crocodile du Nil.

Les crocodiliens sont généralement polygames, et les mâles essaient de s'accoupler avec autant de femelles qu'ils le peuvent. Des couples monogames ont toutefois été observés chez les Alligators d'Amérique. Les mâles dominants patrouillent et défendent leur territoire, qui abrite plusieurs femelles. Les mâles de certaines espèces, comme l'Alligator d'Amérique, essaient d'attirer des femelles avec une parade nuptiale élaborée. Durant celle-ci, les crocodiliens mâles et femelles peuvent se frotter l'un contre l'autre, nager en cercle et réaliser une sorte de parade dans l'eau. La copulation a généralement lieu dans l'eau. Quand une femelle est prête à se reproduire, elle arque son dos tandis que sa tête et sa queue restent immergées. Le mâle se frotte contre le cou de la femelle puis la saisit avec ses pattes avant, plaçant sa queue en dessous d'elle, ce qui permet aux cloaques d'être alignés et le pénis du mâle peut donc être inséré dans celui de la femelle. L'accouplement dure jusqu'à 15 minutes, durant lesquelles le couple plonge puis refait surface alternativement. Tandis que les mâles dominants monopolisent leurs femelles reproductrices, la paternité multiple existe chez les Alligators d'Amérique, et on peut trouver des jeunes issus de trois pères différents dans une même ponte. Un mois après l'accouplement, la femelle commence à bâtir un nid.

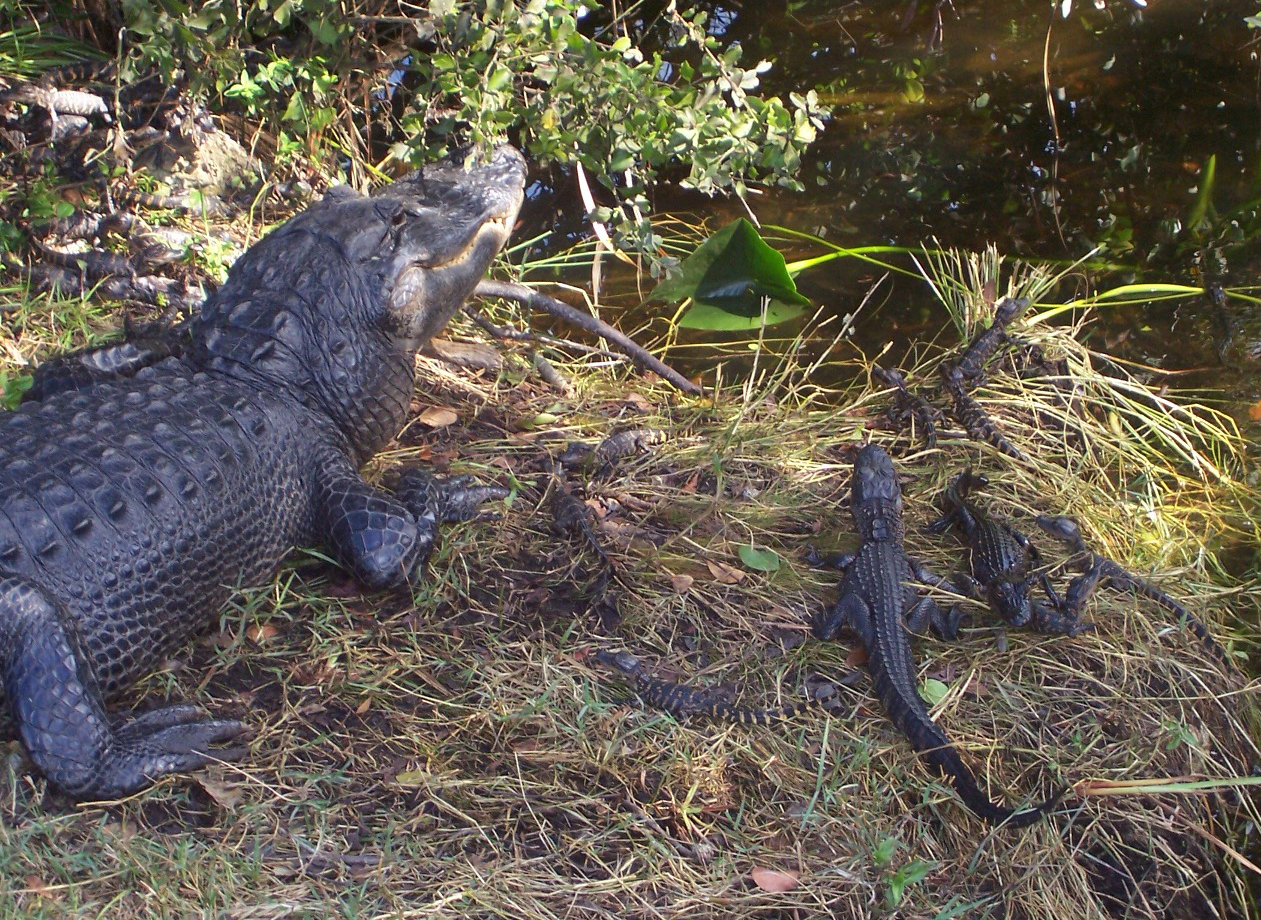
Femelle Alligator d'Amérique avec son nid et ses jeunes.

Suivant l'espèce, la femelle crocodilien pond ses œufs dans le sable, ou construit un nid en forme de monticule à partir de végétation, litière, sable ou terre. Les nids sont généralement placés non loin de tanières ou de grottes. On trouve parfois plusieurs nids à proximité immédiate les uns des autres, notamment chez les espèces qui enfouissent leurs œufs dans le sable. Le nombre d'œufs par ponte varie entre 10 et 90. Comme chez tous les amniotes qui pondent des œufs, ceux des crocodiliens sont protégés par une solide coquille de carbonate de calcium. Ils sont blancs avec une texture poreuse, et de taille variable suivant l'espèce. La période d'incubation dure deux à trois mois selon l'espèce. La femelle ne couve pas, mais surveille le nid en restant à proximité. La température à laquelle les œufs incubent détermine le sexe des jeunes. Un nid à température stable au-dessus de 32 °C voit naître des mâles, alors que ceux d'une température inférieure à 31 °C engendrent des femelles. Toutefois, le sexe peut être déterminé dans un intervalle de temps très court, et les nids sont soumis à des changements de température. C'est pourquoi, dans la nature, la plupart des nids voient naître des animaux des deux sexes, bien que des portées unisexes éclosent quelquefois.
Les jeunes peuvent tous éclore en une seule nuit. Pour casser la coquille, ils sont munis d'une protubérance dure à l'extrémité du museau, qui tombe ensuite. Il arrive parfois que cette « dent » ne soit pas totalement calcifiée au moment de l'éclosion, auquel cas le jeune meurt étouffé dans son œuf. Les nouveau-nés mesurent entre 20 et 30 cm pour un poids de 50 à 80 grammes. Les crocodiliens se distinguent des autres reptiles par l'attention importante que les parents accordent à leur progéniture. La mère aide les jeunes fraîchement nés à sortir du nid, et les emmène dans sa bouche jusqu'au point d'eau le plus proche. Les jeunes crocodiliens restent les uns avec les autres et à proximité de leur mère. Dans le cas du Caïman à lunettes dans les llanos, plusieurs mères laissent leurs jeunes dans une même nurserie, ou crèche, et l'une d'entre elles les garde. Les jeunes de plusieurs espèces se réunissent en groupe pour se réchauffer au soleil la journée, et se dispersent la nuit pour aller se nourrir. Les jeunes crocodiliens deviennent indépendants après un laps de temps variable. Pour l'Alligator d'Amérique, des groupes de jeunes sont visibles avec des adultes jusqu'à l'âge de 2 ans, tandis que les jeunes Crocodiles du Nil et Crocodiles marins deviennent indépendants en quelques mois.

### Croissance et mortalité

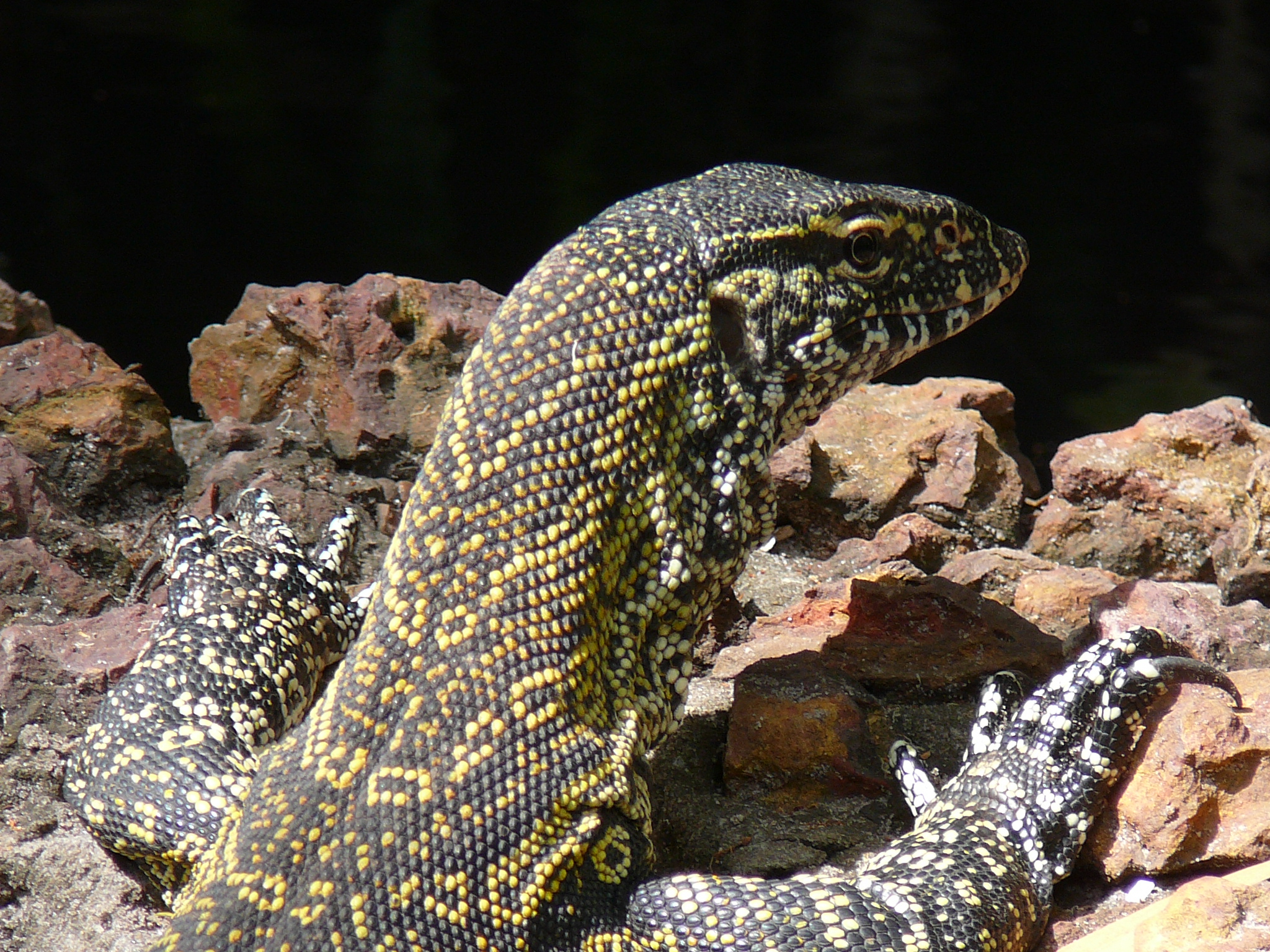
Le Varan du Nil est un prédateur majeur des œufs de crocodile.

Les pertes sont très importantes pour les œufs et les juvéniles, et les nids peuvent être détruits par des montées des eaux, de trop fortes chaleurs et des prédateurs. Les montées des eaux sont la principale cause de destruction de nids, car ceux-ci sont submergés par l'eau et les embryons en développement sont privés d'oxygène, et les jeunes sont emportés par le courant. Un des principaux prédateurs d'œufs d'alligators en Floride est le raton laveur, qui repère les nids par son odorat, notamment après que ceux-ci ont été dérangés par le passage d'une tortue. L'Ours noir de Floride mange aussi les œufs d'alligator. En Afrique, les mangoustes, les ratels, les babouins, les loutres, les phacochères, les potamochères et les hyènes sont tous friands des œufs de crocodiles, mais les varans sont certainement les prédateurs les plus importants des nids de crocodiliens. Ces lézards représentent également une menace courante en Asie, où les œufs sont également la proie des civettes, des mangoustes, des rats, des Ours lippus, des chacals, et des chiens.

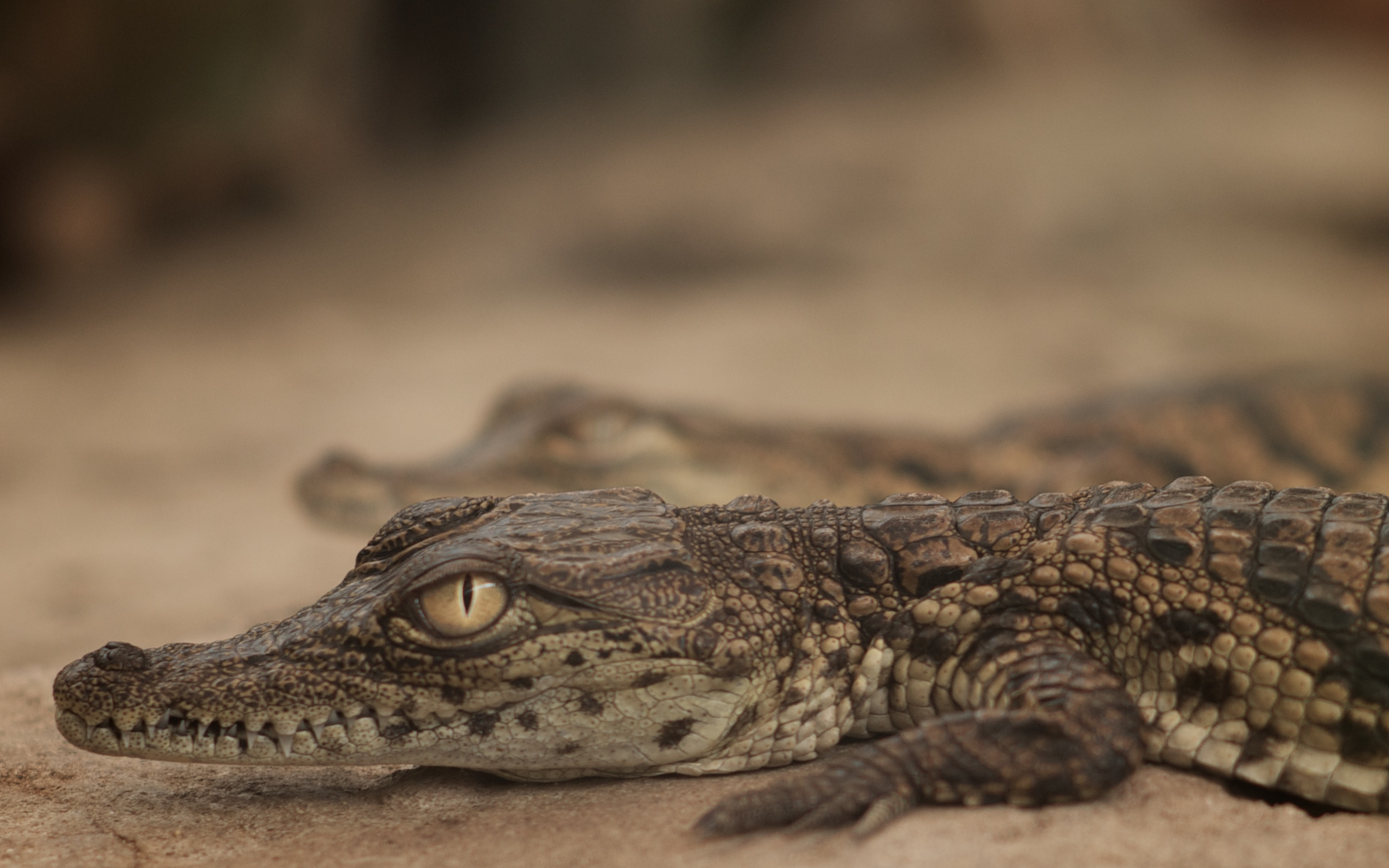
Crocodile nouveau-né.

En dépit de la surveillance maternelle, les nouveau-nés sont souvent victimes de prédateurs. Tandis que la femelle transporte une partie des petits vers une zone appropriée pour les élever, les autres sont attaqués par des prédateurs qui restent aux aguets aux abords du nid. Les jeunes sortis de l'œuf sont une source de nourriture pour l'ensemble des prédateurs des œufs, et dans l'eau ils sont également menacés par les tortues, les poissons et les serpents. Les oiseaux de proie sont également une menace, et les attaques, si elles ne sont pas toujours mortelles, peuvent blesser des jeunes qui gardent des malformations mettant en danger leur survie à long terme. Dans le Nord de l'Australie, le taux de survie des jeunes Crocodiles marins juste éclos est de seulement 25 %, mais ce taux augmente chaque nouvelle année de vie, pour atteindre 60 % lors de leur cinquième année. Les taux de mortalité des crocodiliens adultes et subadultes sont très faibles, bien que certaines espèces soient victimes de gros félidés ou de serpents. Le jaguar et la Loutre géante peuvent s'attaquer à des caïmans en Amérique du Sud. Dans d'autres parties du monde, les éléphants et les hippopotames peuvent tuer des crocodiles en se défendant. L'existence du cannibalisme chez les crocodiliens reste sujette à débat. Les adultes ne mangent pas leur propre progéniture, mais quelques cas de subadultes mangeant des jeunes, ou d'adultes attaquant des subadultes ont été observés. Chez le Crocodile du Nil, des mâles rivaux peuvent parfois s'entretuer durant la saison de reproduction.
La croissance des jeunes crocodiliens dépend de l'abondance de la nourriture, et la maturité sexuelle est plus liée à la taille qu'à l'âge des animaux. Les femelles Crocodiles marins atteignent la maturité quand elles mesurent entre 2,2 et 2,5 m de long, et les mâles quand ils mesurent 3 m. Les Crocodiles de Johnston en Australie mettent 10 ans pour atteindre leur maturité, et ils mesurent alors 1,4 m. Le Caïman à lunettes est plus précoce, atteignant sa taille à la maturité de 1,2 m en 4 à 7 ans. Les crocodiliens continuent à croître tout au long de leur vie. Les mâles en particulier continuent à grossir en vieillissant, mais c'est plus au niveau de leur circonférence que de leur longueur. La longévité des crocodiliens est relativement méconnue. En effet, les principales données concernant des animaux morts de cause naturelle émanent de zoos, et on ne sait pas réellement si les animaux maintenus ainsi en captivité vivent plus longtemps que les animaux sauvages, du fait des soins qui leur sont prodigués, ou plutôt moins longtemps, du fait du stress et de la vie dans un habitat artificiel. L'âge des animaux sauvages peut être déterminé par des anneaux de croissance visibles sur leurs os, ou en étudiant leurs ostéodermes, mais ces méthodes demeurent imprécises. Les espèces plus petites, comme les caïmans, atteignent en captivité un âge maximum de 20 à 30 ans. Les grandes espèces telles que le Crocodile marin peuvent atteindre l'âge de 70 ans voire plus. Le plus ancien crocodilien mort en captivité est mort à l'âge de 115 ans.

## Répartition

### Répartition géographique
Les crocodiliens vivent dans une large bande autour de l'équateur, en Amérique du Nord et du Sud, en Inde et en Asie du Sud-Est, en Indonésie, en Océanie et en Afrique, y compris sur l’île de Madagascar. En Australie ils vivent exclusivement dans la frange Nord du pays, et l'Europe est le seul continent où on ne trouve aucun crocodilien. Au total, les crocodiliens sont présents dans plus de 90 pays, soit plus de la moitié de tous les pays dans le monde.
La répartition varie suivant la famille. Ainsi les caïmans (genres Caiman, Paleosuchus et Melanosuchus) ne se trouvent qu'en Amérique du Sud. Les alligators (genre Alligator) sont présents en Amérique du Nord et en Chine et le gavial (genre Gavialis) vit exclusivement en Inde et au Pakistan. Les crocodiles du genre Crocodylus ont la plus grande aire de répartition, et on les rencontre en Asie, en Australie, en Afrique et en Amérique. Le genre Tomistoma vit Asie du Sud et les genres Mecistops et Osteolaemus en Afrique occidentale.
Les crocodiliens se sont propagés tout au long de leur évolution sur le monde entier. En Europe, plusieurs fossiles de crocodiles d'eau salée aujourd'hui disparus (Metriorhynchidae) ont ainsi été retrouvés.
Les crocodiliens vivent dans les régions tropicales ou tempérées chaudes, entre les tropiques du Cancer et le Capricorne. Les Alligators d'Amérique et de Chine constituent une exception, leurs aires de répartition pouvant s'étendre au nord jusqu'au sud-est des États-Unis pour l'un et jusqu'au Yangzi Jiang pour le second. La plupart des crocodiliens vivent dans des plaines de basse altitude, et quelques-uns peuvent être rencontrés à plus de 1 000 m d'altitude, où les températures sont généralement d'environ 5 °C en dessous de celles de la plaine.

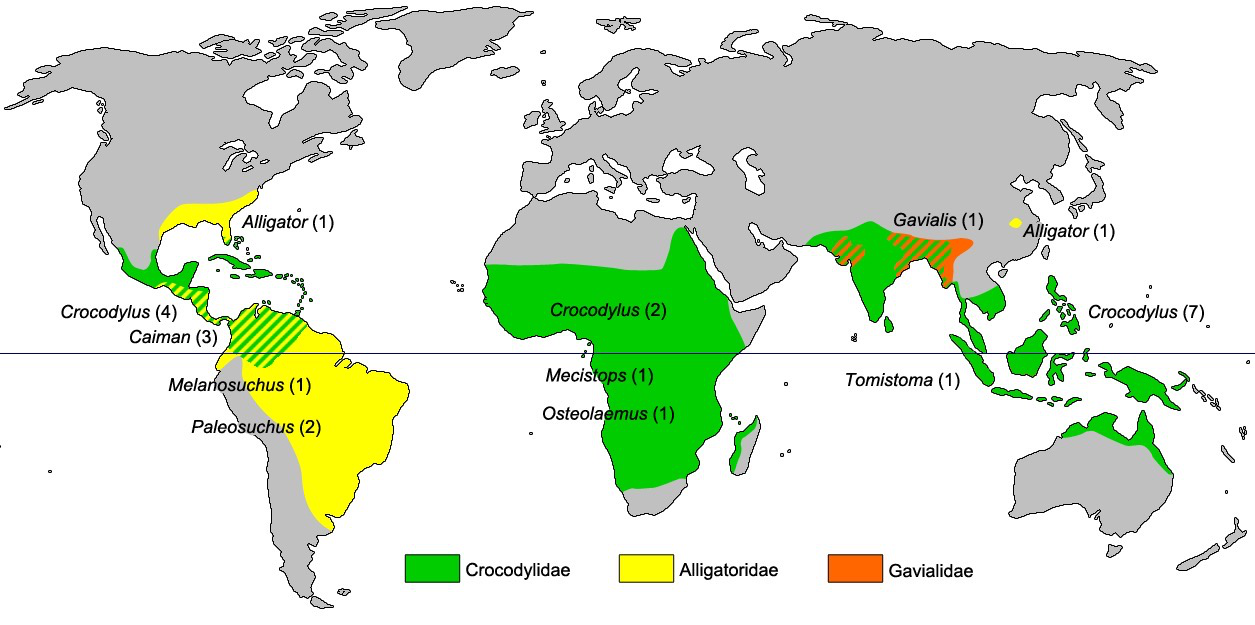
Distribution des crocodiliens dans le monde.

### Habitat

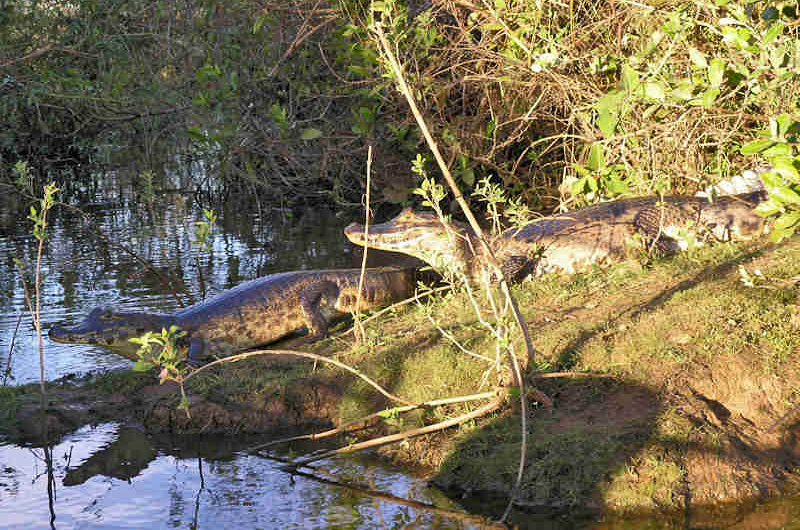
Caïmans à lunettes sur la rive.

Les crocodiliens sont des reptiles amphibies, passant une partie de leur temps dans l'eau et une partie sur terre. Le dernier genre entièrement terrestre de cet ordre à vivre encore sur Terre était Mekosuchus, qui s'est éteint il y environ 3 000 ans, après que les humains ont débarqué sur les îles du Pacifique où il vivait, ce qui pourrait être la cause de son extinction. Aucun ne vit en permanence en mer, mais certains peuvent s'y aventurer périodiquement, et plusieurs espèces tolèrent bien les eaux saumâtres des estuaires, les marais des mangroves et l'extrême salinité des lacs hypersalins. Le Crocodile marin a la plus large répartition géographique de tous les crocodiliens. On le rencontre de l'est de l'Inde à la Nouvelle-Guinée et au nord de l'Australie. Cela est fortement lié à sa capacité à nager en mer et à coloniser de nouvelles zones, mais il ne se restreint pas à l'environnement marin et passe le plus clair de son temps dans les estuaires, les rivières et les grands lacs.

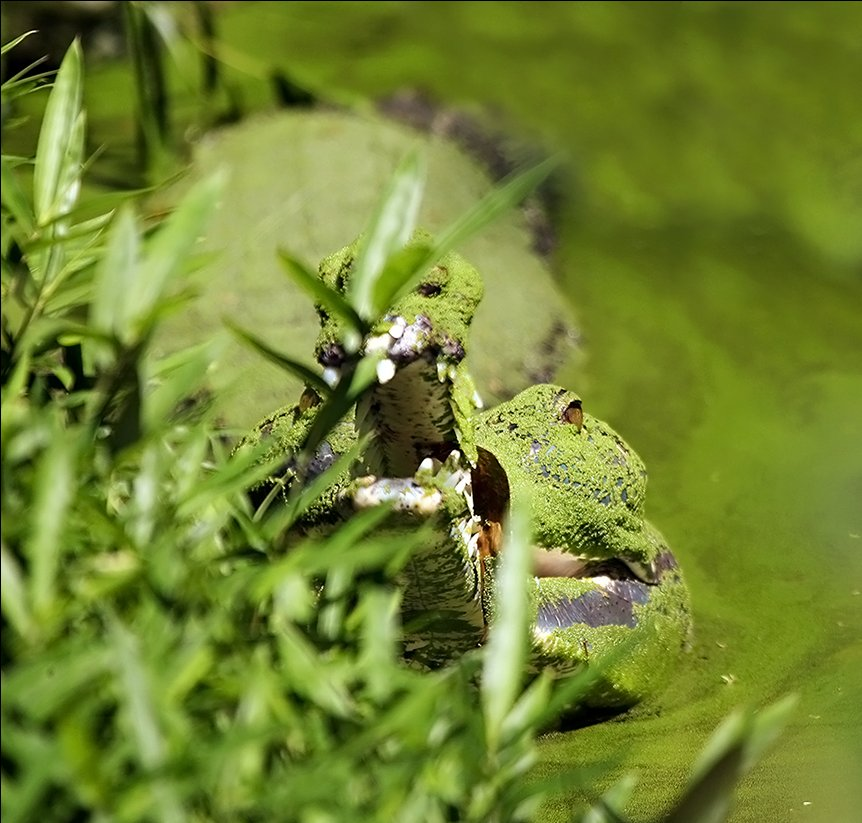
Gavial camouflé dans des algues flottantes.

Divers types d'habitats aquatiques sont colonisés par les crocodiliens. Certaines espèces sont relativement plus terrestres et affectionnent surtout les marais, étangs et bords de lacs, où ils peuvent se chauffer au soleil et où on trouve une végétation importante abritant une faune riche. D'autres passent une majeure partie de leur temps dans l'eau et vivent dans les tronçons inférieurs des rivières, les mangroves et les estuaires. Ces habitats sont également pourvus d'une riche flore et leur assurent la présence de suffisamment de nourriture. Les gavials d'Asie trouvent le poisson dont ils se nourrissent dans les étangs et les zones d'eau stagnante des rivières à courant rapide. Le Caïman nains d'Amérique du Sud vit dans des cours d'eau plutôt froids au courant rapide, souvent près de chutes d'eau, et les autres caïmans vivent dans des eaux plus chaudes, des lacs turbides. Les crocodiles vivent principalement dans des cours d'eau, et l'Alligator de Chine vit dans des rivières aux eaux lentes et turbides dans les plaines inondables chinoises. L'Alligator d'Amérique est une espèce qui peut s'adapter, et il vit dans les marais, les rivières ou les lacs, que l'eau soit claire ou turbide. Localement, la répartition des crocodiliens peut être liée à des facteurs climatiques. Durant la saison sèche, les caïmans se restreignent aux points les plus profonds des rivières pendant plusieurs mois, là où l'eau demeure. Pendant la saison des pluies, la majeure partie de la savane des Llanos est inondée, et ils se dispersent à travers la plaine. Les Crocodiles du désert de Mauritanie se sont adaptés à leur environnement en restant dans des grottes ou terriers dans un état d'estivation durant les périodes sèches. Quand il pleut, les reptiles se regroupent aux gueltas.
Les zones sèches sont également importantes pour ces animaux, qui peuvent les utiliser pour se chauffer au soleil, faire leurs nids ou éviter certaines températures extrêmes. En effet, lorsque les crocodiliens restent immobiles la gueule ouverte, l'évaporation de l'humidité permet de refroidir l'animal, et plusieurs espèces creusent de petits terriers superficiels pour éviter les grandes chaleurs. Les animaux peuvent également se vautrer dans la boue pour résister aux températures trop élevées. La végétation caractéristique des bords de rivières et de lacs où l'on rencontre les crocodiliens est la forêt tropicale humide, avec des mangroves dans les zones d'estuaires. Ces forêts sont très importantes pour ces animaux, constituant un microhabitat qui leur convient parfaitement. Les racines des arbres absorbent l'eau quand il pleut, et celle-ci est restituée petit à petit au reste de l'environnement. Quand les forêts sont détruites et remplacées par l'agriculture, les rivières voient donc leur niveau s'abaisser, et elles peuvent complètement s'assécher durant la saison sèche, tandis que lorsqu'il pleut des inondations ont lieu. C'est pourquoi la destruction de la forêt tropicale humide est certainement la plus grande menace pour les crocodiliens, plus encore que la chasse qui les menace.
Les crocodiliens sont poïkilothermes, ils s'exposent par conséquent au soleil pour accélérer leur métabolisme, et ils s'immergent dans l'eau pour le ralentir. Ils s'exposent donc souvent au soleil après un repas et le matin. Ils chassent surtout en début de nuit. Les espèces les plus septentrionales comme les Alligators de Chine ou d'Amérique hivernent en s'immergeant dans l'eau, et les plus méridionales peuvent passer le plus fort de la saison sèche dans des terriers.
Leur distribution dépend principalement de la température moyenne du mois le plus froid, elle doit être de plus de 5,5 °C pour que ces espèces puissent vivre. Le climat actuel de la planète impose une région à la température annuelle moyenne de plus de 14,2 °C pour répondre à cette condition. La survie des jeunes dépend aussi de la durée des périodes de chaleurs au cours de l'année. La présence ou non de fossiles de crocodiliens permet donc d'estimer les limites de ces températures à une époque donnée, du moins en dehors des zones intérieures désertiques ou des régions montagneuses.
Les Crocodiles du Nil ne s'alimentent plus si la température est inférieure à 15,6 °C et ils ne sont plus capables de nager si la température est inférieure à 7,6 °C.
Comme ce sont des prédateurs très efficaces, les crocodiliens sont souvent au sommet de la chaîne alimentaire dans les milieux aquatiques qu'ils occupent. Les nids bâtis par certaines espèces de crocodiliens sont parfois réutilisés par d'autres animaux. Ainsi ceux de l'Alligator d’Amérique sont utilisés par les tortues et les serpents, pour se chauffer au soleil et pondre leurs propres œufs. Pseudemys nelsoni est une spécialiste pour utiliser à son profit les nids d'alligators, et chaque nid peut présenter, autour de la ponte du propriétaire du nid, celles de plusieurs tortues. Les alligators modifient parfois l'habitat naturel dans des zones de plaine comme les Everglades en construisant des trous. Cela crée des microhabitats plus secs ou plus humides qui peuvent être colonisés par d'autres organismes comme les plantes, les poissons, les invertébrés, les amphibiens, les reptiles et les mammifères. Dans les dépressions de calcaire des marais de Taxodium, les trous d'alligators sont grands et profonds. Ceux des prairies de marne et des clairières rocheuses sont généralement petits et peu profonds, tandis que ceux dans les dépressions de tourbe ou les marécages sont de taille plus variable. Dans le bassin de l'Amazone, lorsque les caïmans sont devenus rares du fait de leur chasse intensive au milieu du XXe siècle, les effectifs de poissons comme l'arapaima (Arapaima gigas) ont également décliné. En effet, dans ces eaux pauvres en nutriments, les fèces et l'urine des caïmans permettent d'améliorer la production primaire en alimentant les plantes en nutriments. Ainsi, la présence de ce reptile favorise celle des poissons,.

## Systématique

### Classification externe
Les crocodiliens sont, avec les oiseaux, les derniers représentants existants du groupe des archosaures, et ils sont donc proches des grands reptiles terrestres du Mésozoïque. Ainsi, les oiseaux sont les plus proches parents existants des crocodiliens. Les oiseaux et les crocodiles ont, toutefois, évolué de manière différente, d'où les importantes différences du point de vue de leur morphologie externe. Les oiseaux sont des animaux à sang chaud très actifs, qui ont évolué à partir des dinosaures théropodes, un groupe d'archosaures purement terrestres. La lignée qui a évolué pour former les crocodiliens actuels a quant à elle rapidement adopté les milieux amphibies.
Les archosaures sont traditionnellement classés parmi les vertébrés terrestres comme un groupe sœur de celui des Lepidosauria, un groupe comprenant les tuataras, amphisbènes, lézards et serpents. Les Lepidosauria et les archosaures sont regroupés sous le nom de diapsides. Les tortues sont classées depuis le début du XXIe siècle parmi les diapsides, mais leur place exacte est encore débattue. Le cladogramme suivant montre la position des crocodiles parmi les vertébrés terrestres.
|  | Lepidosauria           |
|  |                        |
|  | ? Tortues (Testudines) |
|  |                        |

|             | ? Tortues (Testudines)                                                       |
|             |                                                                              |
| Archosauria | \| \| Oiseaux (Aves) \| \| \| \| \| \| Crocodiliens (Crocodylia) \| \| \| \| |
|             | \| \| Oiseaux (Aves) \| \| \| \| \| \| Crocodiliens (Crocodylia) \| \| \| \| |
|             | Oiseaux (Aves)                                                               |
|             |                                                                              |
|             | Crocodiliens (Crocodylia)                                                    |
|             |                                                                              |

|  | Oiseaux (Aves)            |
|  |                           |
|  | Crocodiliens (Crocodylia) |
|  |                           |

|  | Lepidosauria           |
|  |                        |
|  | ? Tortues (Testudines) |
|  |                        |

|             | ? Tortues (Testudines)                                                       |
|             |                                                                              |
| Archosauria | \| \| Oiseaux (Aves) \| \| \| \| \| \| Crocodiliens (Crocodylia) \| \| \| \| |
|             | \| \| Oiseaux (Aves) \| \| \| \| \| \| Crocodiliens (Crocodylia) \| \| \| \| |
|             | Oiseaux (Aves)                                                               |
|             |                                                                              |
|             | Crocodiliens (Crocodylia)                                                    |
|             |                                                                              |

|  | Oiseaux (Aves)            |
|  |                           |
|  | Crocodiliens (Crocodylia) |
|  |                           |

|  | Lepidosauria           |
|  |                        |
|  | ? Tortues (Testudines) |
|  |                        |

|             | ? Tortues (Testudines)                                                       |
|             |                                                                              |
| Archosauria | \| \| Oiseaux (Aves) \| \| \| \| \| \| Crocodiliens (Crocodylia) \| \| \| \| |
|             | \| \| Oiseaux (Aves) \| \| \| \| \| \| Crocodiliens (Crocodylia) \| \| \| \| |
|             | Oiseaux (Aves)                                                               |
|             |                                                                              |
|             | Crocodiliens (Crocodylia)                                                    |
|             |                                                                              |

|  | Oiseaux (Aves)            |
|  |                           |
|  | Crocodiliens (Crocodylia) |
|  |                           |

|  | Lepidosauria           |
|  |                        |
|  | ? Tortues (Testudines) |
|  |                        |

|             | ? Tortues (Testudines)                                                       |
|             |                                                                              |
| Archosauria | \| \| Oiseaux (Aves) \| \| \| \| \| \| Crocodiliens (Crocodylia) \| \| \| \| |
|             | \| \| Oiseaux (Aves) \| \| \| \| \| \| Crocodiliens (Crocodylia) \| \| \| \| |
|             | Oiseaux (Aves)                                                               |
|             |                                                                              |
|             | Crocodiliens (Crocodylia)                                                    |
|             |                                                                              |

|  | Oiseaux (Aves)            |
|  |                           |
|  | Crocodiliens (Crocodylia) |
|  |                           |

|  | Lepidosauria           |
|  |                        |
|  | ? Tortues (Testudines) |
|  |                        |

|             | ? Tortues (Testudines)                                                       |
|             |                                                                              |
| Archosauria | \| \| Oiseaux (Aves) \| \| \| \| \| \| Crocodiliens (Crocodylia) \| \| \| \| |
|             | \| \| Oiseaux (Aves) \| \| \| \| \| \| Crocodiliens (Crocodylia) \| \| \| \| |
|             | Oiseaux (Aves)                                                               |
|             |                                                                              |
|             | Crocodiliens (Crocodylia)                                                    |
|             |                                                                              |

|  | Oiseaux (Aves)            |
|  |                           |
|  | Crocodiliens (Crocodylia) |
|  |                           |

|  | Lepidosauria           |
|  |                        |
|  | ? Tortues (Testudines) |
|  |                        |

|             | ? Tortues (Testudines)                                                       |
|             |                                                                              |
| Archosauria | \| \| Oiseaux (Aves) \| \| \| \| \| \| Crocodiliens (Crocodylia) \| \| \| \| |
|             | \| \| Oiseaux (Aves) \| \| \| \| \| \| Crocodiliens (Crocodylia) \| \| \| \| |
|             | Oiseaux (Aves)                                                               |
|             |                                                                              |
|             | Crocodiliens (Crocodylia)                                                    |
|             |                                                                              |

|  | Oiseaux (Aves)            |
|  |                           |
|  | Crocodiliens (Crocodylia) |
|  |                           |

|  | Lepidosauria           |
|  |                        |
|  | ? Tortues (Testudines) |
|  |                        |

|             | ? Tortues (Testudines)                                                       |
|             |                                                                              |
| Archosauria | \| \| Oiseaux (Aves) \| \| \| \| \| \| Crocodiliens (Crocodylia) \| \| \| \| |
|             | \| \| Oiseaux (Aves) \| \| \| \| \| \| Crocodiliens (Crocodylia) \| \| \| \| |
|             | Oiseaux (Aves)                                                               |
|             |                                                                              |
|             | Crocodiliens (Crocodylia)                                                    |
|             |                                                                              |

|  | Oiseaux (Aves)            |
|  |                           |
|  | Crocodiliens (Crocodylia) |
|  |                           |

|  | Lepidosauria           |
|  |                        |
|  | ? Tortues (Testudines) |
|  |                        |

|             | ? Tortues (Testudines)                                                       |
|             |                                                                              |
| Archosauria | \| \| Oiseaux (Aves) \| \| \| \| \| \| Crocodiliens (Crocodylia) \| \| \| \| |
|             | \| \| Oiseaux (Aves) \| \| \| \| \| \| Crocodiliens (Crocodylia) \| \| \| \| |
|             | Oiseaux (Aves)                                                               |
|             |                                                                              |
|             | Crocodiliens (Crocodylia)                                                    |
|             |                                                                              |

|  | Oiseaux (Aves)            |
|  |                           |
|  | Crocodiliens (Crocodylia) |
|  |                           |

### Classification interne
L'ordre des Crocodilia peut être décomposé en clades de niveau inférieur et, dans cette hypothèse, et pour les espèces encore vivantes, seules sont reconnues trois superfamilles, comme pour la classification d'ITIS (4 novembre 2013). En fait, des centaines de fossiles, répartis en des dizaines de genres, ont été découverts, et plus d'une dizaine de genres n'ont pu, en 2013, être rattachés à aucun des sous-ordres, superfamilles ou familles proposés.

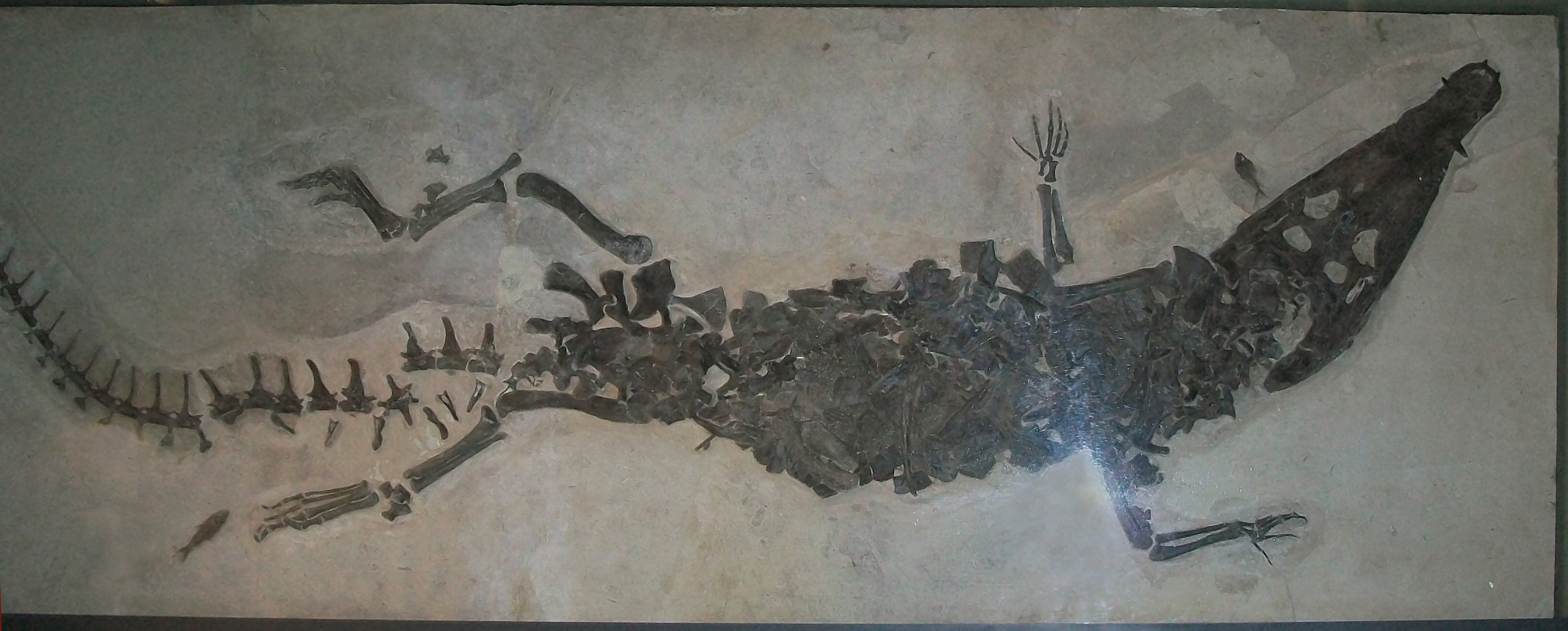
Borealosuchus wilsoni

La phylogénie des Crocodilia est, en 2012, interprétée différemment selon les zoologistes. Ce cladogramme, établi d'après les travaux de Holliday et Gardner, en 2012, conserve le clade traditionnellement reconnu des Brevirostres :
|            | Aegyptosuchidae |
|            | |
| Crocodilia | \| \| Borealosuchus \| \| \| \| \| \| Gavialoidea \| \| \| \| \| \| Brevirostres (alligators, crocodiles et apparentés) \| \| \| \| |
|            | \| \| Borealosuchus \| \| \| \| \| \| Gavialoidea \| \| \| \| \| \| Brevirostres (alligators, crocodiles et apparentés) \| \| \| \| |
|            | Borealosuchus |
|            | |
|            | Gavialoidea |
|            | |
|            | Brevirostres (alligators, crocodiles et apparentés)                                                                                 |
|            | |

|  | Borealosuchus                                       |
|  |                                                     |
|  | Gavialoidea                                         |
|  |                                                     |
|  | Brevirostres (alligators, crocodiles et apparentés) |
|  |                                                     |

|            | Aegyptosuchidae |
|            | |
| Crocodilia | \| \| Borealosuchus \| \| \| \| \| \| Gavialoidea \| \| \| \| \| \| Brevirostres (alligators, crocodiles et apparentés) \| \| \| \| |
|            | \| \| Borealosuchus \| \| \| \| \| \| Gavialoidea \| \| \| \| \| \| Brevirostres (alligators, crocodiles et apparentés) \| \| \| \| |
|            | Borealosuchus |
|            | |
|            | Gavialoidea |
|            | |
|            | Brevirostres (alligators, crocodiles et apparentés)                                                                                 |
|            | |

|  | Borealosuchus                                       |
|  |                                                     |
|  | Gavialoidea                                         |
|  |                                                     |
|  | Brevirostres (alligators, crocodiles et apparentés) |
|  |                                                     |

|            | Aegyptosuchidae |
|            | |
| Crocodilia | \| \| Borealosuchus \| \| \| \| \| \| Gavialoidea \| \| \| \| \| \| Brevirostres (alligators, crocodiles et apparentés) \| \| \| \| |
|            | \| \| Borealosuchus \| \| \| \| \| \| Gavialoidea \| \| \| \| \| \| Brevirostres (alligators, crocodiles et apparentés) \| \| \| \| |
|            | Borealosuchus |
|            | |
|            | Gavialoidea |
|            | |
|            | Brevirostres (alligators, crocodiles et apparentés)                                                                                 |
|            | |

|  | Borealosuchus                                       |
|  |                                                     |
|  | Gavialoidea                                         |
|  |                                                     |
|  | Brevirostres (alligators, crocodiles et apparentés) |
|  |                                                     |

|            | Aegyptosuchidae |
|            | |
| Crocodilia | \| \| Borealosuchus \| \| \| \| \| \| Gavialoidea \| \| \| \| \| \| Brevirostres (alligators, crocodiles et apparentés) \| \| \| \| |
|            | \| \| Borealosuchus \| \| \| \| \| \| Gavialoidea \| \| \| \| \| \| Brevirostres (alligators, crocodiles et apparentés) \| \| \| \| |
|            | Borealosuchus |
|            | |
|            | Gavialoidea |
|            | |
|            | Brevirostres (alligators, crocodiles et apparentés)                                                                                 |
|            | |

|  | Borealosuchus                                       |
|  |                                                     |
|  | Gavialoidea                                         |
|  |                                                     |
|  | Brevirostres (alligators, crocodiles et apparentés) |
|  |                                                     |

Le succès des crocodiliens est lié à leur dominance complète dans les milieux en bordure d'eau, une niche écologique qu'ils occupent depuis plus de 85 millions d'années. Les adaptations musculo-squelettiques qu'ils ont développées leur octroient une morsure plus puissante que celle de n'importe quel autre animal. En ce sens, ces adaptations sont apparues très tôt, et les crocodiliens modernes diffèrent très peu de leurs ancêtres. En 2012, Erickson et al. mesurent les propriétés biomécaniques des mâchoires des crocodiliens, et les mettent en relation avec la phylogénie basée sur le séquençage de l'ADN pour obtenir un cladogramme respectant le maximum de vraisemblance des crocodiliens actuels (à l'exception du Jacara pour lequel on ne disposait pas d'ADN). Dans ce cladogramme, le clade des Brevirostres est supprimé :
|  | \| \| Caiman \| \| \| \| \| \| Melanosuchus \| \| \| \| |
|  |                                                         |
|  | Paleosuchus                                             |
|  |                                                         |
|  | Caiman                                                  |
|  |                                                         |
|  | Melanosuchus                                            |
|  |                                                         |

|  | Caiman       |
|  |              |
|  | Melanosuchus |
|  |              |

|  | \| \| Caiman \| \| \| \| \| \| Melanosuchus \| \| \| \| |
|  |                                                         |
|  | Paleosuchus                                             |
|  |                                                         |
|  | Caiman                                                  |
|  |                                                         |
|  | Melanosuchus                                            |
|  |                                                         |

|  | Caiman       |
|  |              |
|  | Melanosuchus |
|  |              |

|  | Crocodylus                                                |
|  |                                                           |
|  | \| \| Mecistops \| \| \| \| \| \| Osteolaemus \| \| \| \| |
|  |                                                           |
|  | Mecistops                                                 |
|  |                                                           |
|  | Osteolaemus                                               |
|  |                                                           |

|  | Mecistops   |
|  |             |
|  | Osteolaemus |
|  |             |

|  | Gavialis  |
|  |           |
|  | Tomistoma |
|  |           |

|  | Crocodylus                                                |
|  |                                                           |
|  | \| \| Mecistops \| \| \| \| \| \| Osteolaemus \| \| \| \| |
|  |                                                           |
|  | Mecistops                                                 |
|  |                                                           |
|  | Osteolaemus                                               |
|  |                                                           |

|  | Mecistops   |
|  |             |
|  | Osteolaemus |
|  |             |

|  | Gavialis  |
|  |           |
|  | Tomistoma |
|  |           |

|  | \| \| Caiman \| \| \| \| \| \| Melanosuchus \| \| \| \| |
|  |                                                         |
|  | Paleosuchus                                             |
|  |                                                         |
|  | Caiman                                                  |
|  |                                                         |
|  | Melanosuchus                                            |
|  |                                                         |

|  | Caiman       |
|  |              |
|  | Melanosuchus |
|  |              |

|  | \| \| Caiman \| \| \| \| \| \| Melanosuchus \| \| \| \| |
|  |                                                         |
|  | Paleosuchus                                             |
|  |                                                         |
|  | Caiman                                                  |
|  |                                                         |
|  | Melanosuchus                                            |
|  |                                                         |

|  | Caiman       |
|  |              |
|  | Melanosuchus |
|  |              |

|  | Crocodylus                                                |
|  |                                                           |
|  | \| \| Mecistops \| \| \| \| \| \| Osteolaemus \| \| \| \| |
|  |                                                           |
|  | Mecistops                                                 |
|  |                                                           |
|  | Osteolaemus                                               |
|  |                                                           |

|  | Mecistops   |
|  |             |
|  | Osteolaemus |
|  |             |

|  | Gavialis  |
|  |           |
|  | Tomistoma |
|  |           |

|  | Crocodylus                                                |
|  |                                                           |
|  | \| \| Mecistops \| \| \| \| \| \| Osteolaemus \| \| \| \| |
|  |                                                           |
|  | Mecistops                                                 |
|  |                                                           |
|  | Osteolaemus                                               |
|  |                                                           |

|  | Mecistops   |
|  |             |
|  | Osteolaemus |
|  |             |

|  | Gavialis  |
|  |           |
|  | Tomistoma |
|  |           |

### Liste des espèces
Les crocodiliens existants sont généralement divisés en trois familles : Crocodile (Crocodylidae), alligators (Alligatoridae) et gavials (Gavialidae).
- Famille Gavialidae
  - Genre Gavialis

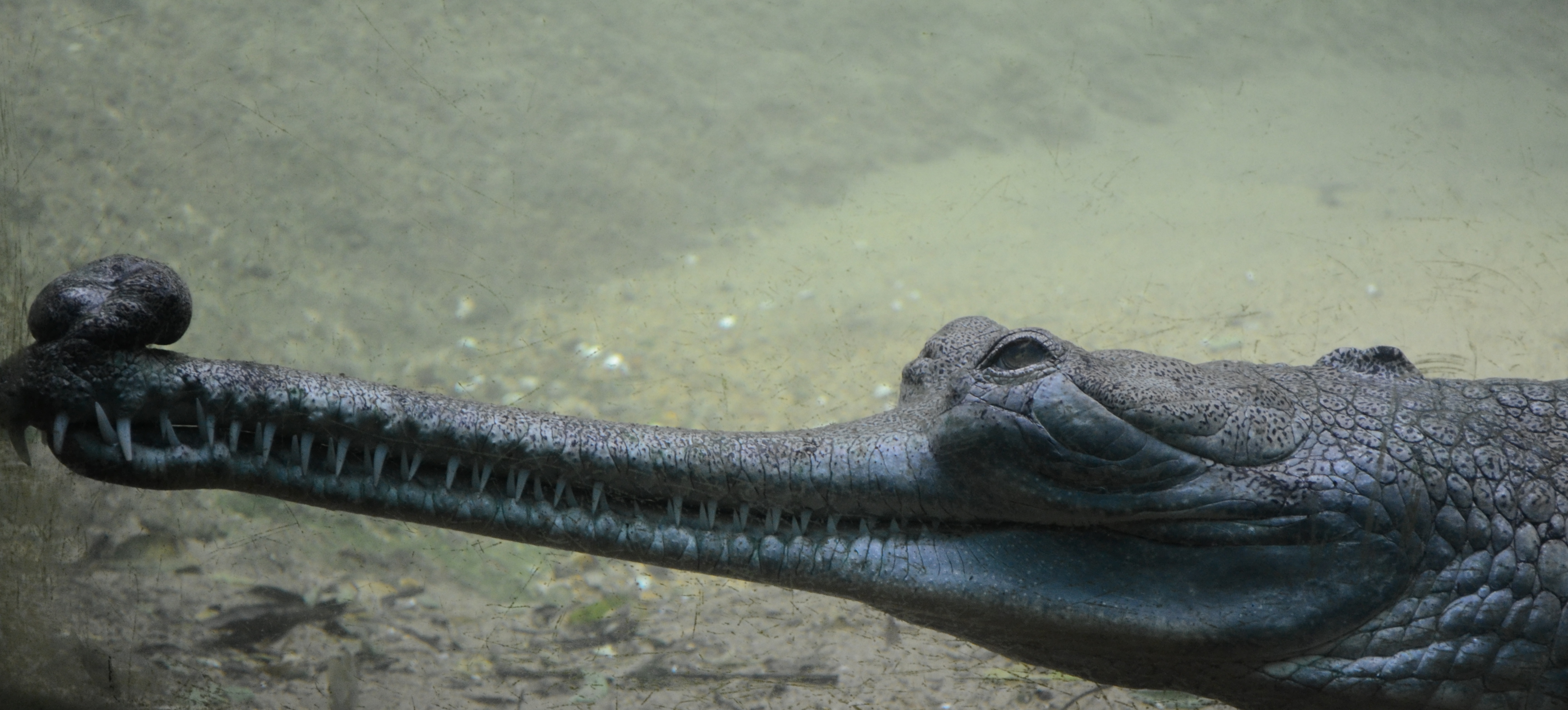
Le gavial mâle a un long museau étroit avec une bosse à son extrémité.

    - Gavial du Gange (Gavialis gangeticus)

Il n'y a qu'une seule espèce existante de Gavialidae : le gavial du Gange. Les gavials peuvent être reconnus à leur long museau étroit, avec une bosse bien visible à son extrémité. Ils sont rares et on les trouve uniquement dans le sud de l'Asie.
- Famille Alligatoridae
  - Sous-famille Alligatorinae
    - Genre Alligator

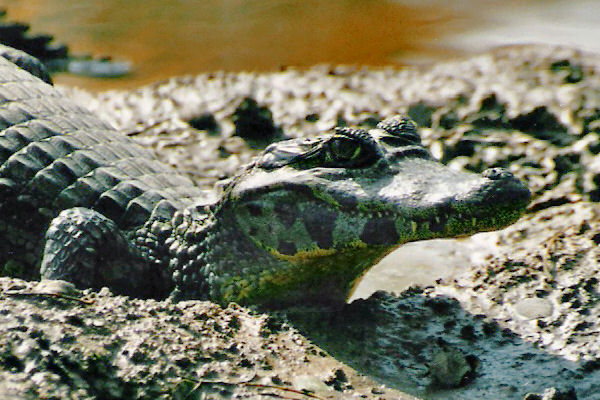
Les dents de la mâchoire inférieure des alligators et des caïmans, comme ce Jacara, ne sont normalement pas visibles lorsque la gueule est fermée.

      - Alligator d'Amérique (Alligator mississippiensis)
      - Alligator de Chine (Alligator sinensis)

  - Sous-famille Caimaninae
    - Genre Caiman
      - Jacara (Caiman yacare)
      - Caïman à lunettes (Caiman crocodilus)
      - Caïman à museau large (Caiman latirostris)

    - Genre Melanosuchus
      - Caïman noir (Melanosuchus niger)

    - Genre Paleosuchus
      - Caïman nain de Cuvier (Paleosuchus palpebrosus)
      - Caïman de Schneider (Paleosuchus trigonatus)

La famille des Alligatoridae comprend deux espèces du genre Alligator, et six espèces de caïmans réparties dans trois genres. Ils peuvent être reconnus à leur large museau, sur lequel les quatrièmes dents de la mâchoire inférieure ne sont pas visibles lorsque la gueule est close.
- Famille Crocodylidae
  - Sous-famille Crocodylinae
    - Genre Crocodylus

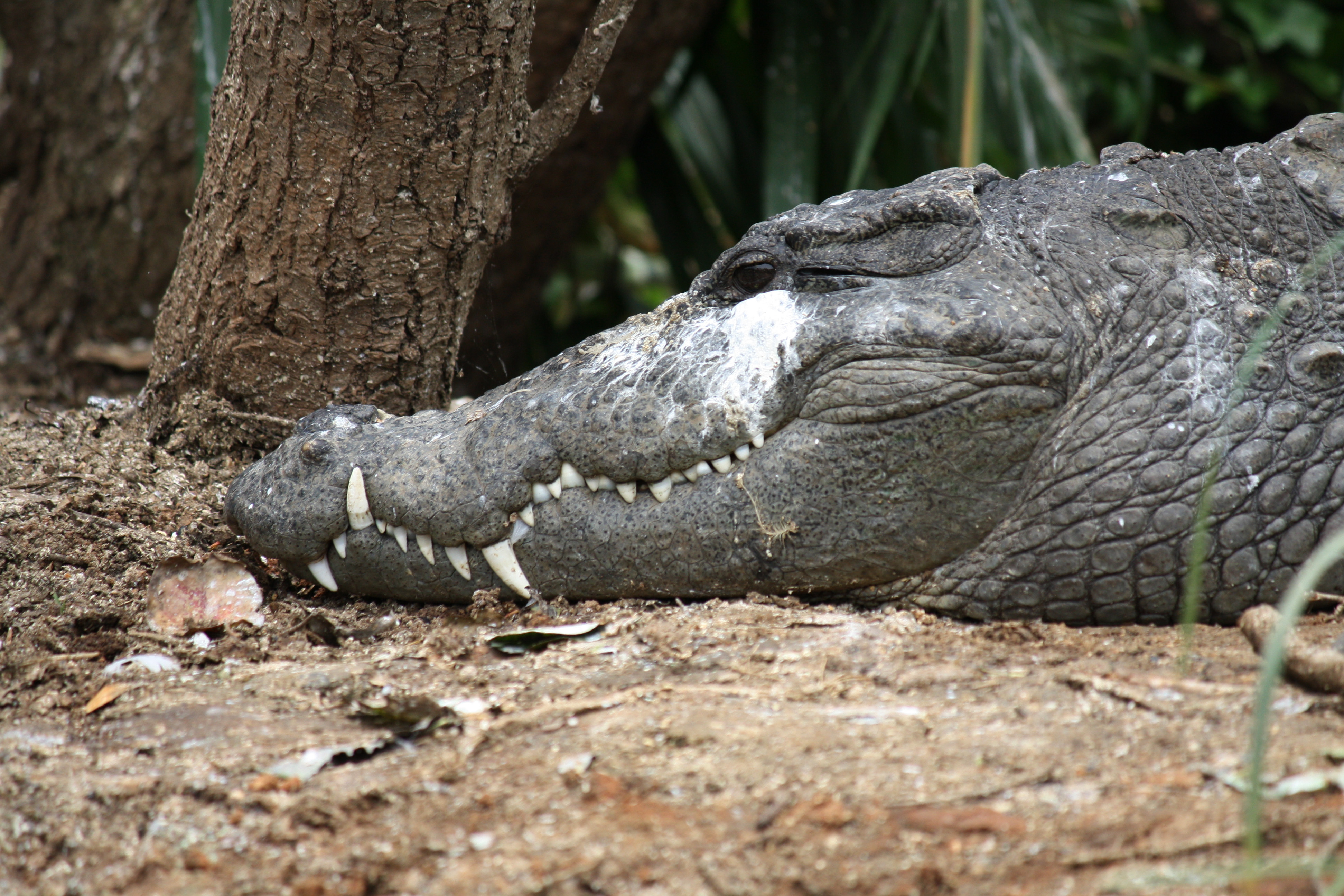
La quatrième dent des crocodiles, comme ce Crocodile des marais, est visible lorsque la gueule est fermée.

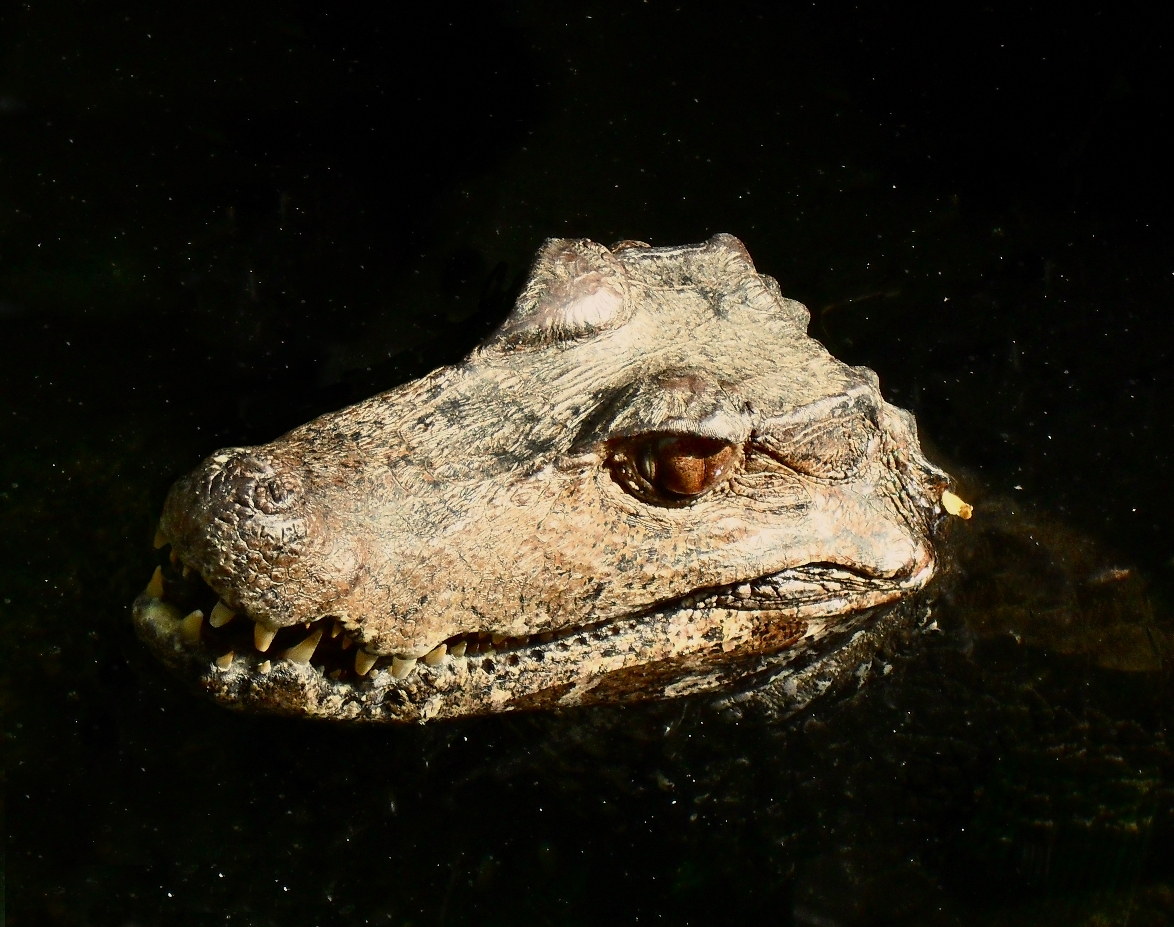
Ce Crocodile nain d'Afrique de l'Ouest a un museau court.

      - Crocodile américain (Crocodylus acutus)
      - Crocodile de l'Orénoque (Crocodylus intermedius)
      - Crocodile de Johnston (Crocodylus johnsoni)
      - Crocodile des Philippines (Crocodylus mindorensis)
      - Crocodile de Morelet (Crocodylus moreletii)
      - Crocodile du Nil (Crocodylus niloticus)
      - Crocodile d'Afrique de l'ouest (Crocodylus suchus)
      - Crocodile de Nouvelle-Guinée (Crocodylus novaeguineae)
      - Crocodile des marais (Crocodylus palustris)
      - Crocodile marin (Crocodylus porosus)
      - Crocodile de Cuba (Crocodylus rhombifer)
      - Crocodile du Siam (Crocodylus siamensis)
      - Crocodylus raninus rapproché de Crocodylus porosus dont le statut est peu clair

    - Genre Mecistops
      - Faux-gavial d'Afrique (Mecistops cataphractus)

    - Genre Osteolaemus
      - Crocodile nain (Osteolaemus tetraspis)

  - Sous-famille Tomistominae
    - Genre Tomistoma
      - Faux-gavial de Malaisie (Tomistoma schlegelii)

Les Crocodylidae actuels comprennent 13 espèces de Crocodylus, et trois espèces placées dans d'autres genres. La forme du museau est très diverse, mais on peut les reconnaître à la quatrième dent de la mâchoire inférieure qui est visible de l'extérieur quand la gueule est fermée.

## Histoire évolutive

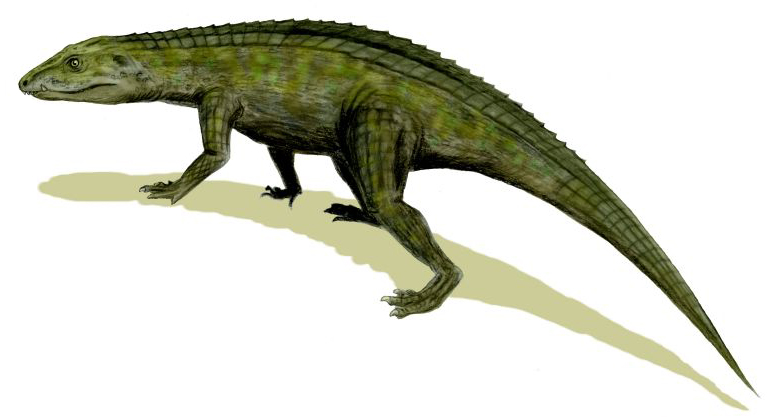
Crocodylomorphe précoce Protosuchus.

Le principal trait caractérisant les tétrapodes diapsides est la présence de deux ouvertures (fosses temporales) de chaque côté du crâne derrière les yeux. Les diapsides actuels comprennent les crocodiliens, les lézards, les serpents, les tuataras et les oiseaux.
La caractéristique qui distingue les archosaures des autres diapsides est la présence d'une paire d'ouvertures supplémentaires au niveau du crâne (fosse antéorbitale) devant les yeux. Les archosaures constituent le groupe qui comprend le plus récent ancêtre commun des crocodiliens et des oiseaux et tous ses descendants.
Ancêtres des crocodilia et des avia, les premiers archosauriformes et archosauromorphes (reptiles plus proches des archosaures que des lézards ou autres lépidosaures) sont apparus au Permien.
Ce groupe inclut les Pseudosuchia (les « faux-crocodiles »), qui a divergé il y a 250 millions d'années, et les Ornithosuchia, ce dernier groupe comprenant lui-même les dinosaures et leurs apparentés, les ptérosaures et les oiseaux.

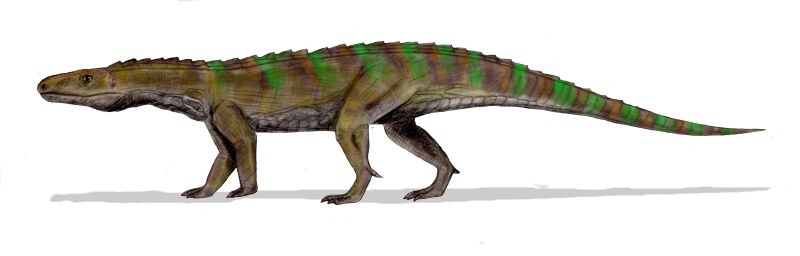
Ticinosuchus, un Pseudosuchia.

Pseudosuchia comprend les crocodiliens actuels et tous les archosaures plus proches des crocodiliens que des oiseaux.
La séparation entre le groupe des Pseudosuchia et les oiseaux a vraisemblablement eu lieu vers la période d'extinction de masse du Permien-Trias. Les crocodiliens actuels n'ont plus la fosse antéorbitale, mais la plupart de leurs ancêtres proches fossilisés présentent de petites ouvertures en lieu et place de cette fosse.
Cladograme d'après Larsson et Sues (2007)
| Ornithodira | Dinosauria (oiseaux compris) |
|             | Dinosauria (oiseaux compris) |

|  | Hylaeochampsa                                                                         |
|  |                                                                                       |
|  | \| \| Mahajangasuchus \| \| \| \| \| \| Crocodylia (crocodiliens actuels) \| \| \| \| |
|  |                                                                                       |
|  | Mahajangasuchus                                                                       |
|  |                                                                                       |
|  | Crocodylia (crocodiliens actuels)                                                     |
|  |                                                                                       |

|  | Mahajangasuchus                   |
|  |                                   |
|  | Crocodylia (crocodiliens actuels) |
|  |                                   |

|  | Hylaeochampsa                                                                         |
|  |                                                                                       |
|  | \| \| Mahajangasuchus \| \| \| \| \| \| Crocodylia (crocodiliens actuels) \| \| \| \| |
|  |                                                                                       |
|  | Mahajangasuchus                                                                       |
|  |                                                                                       |
|  | Crocodylia (crocodiliens actuels)                                                     |
|  |                                                                                       |

|  | Mahajangasuchus                   |
|  |                                   |
|  | Crocodylia (crocodiliens actuels) |
|  |                                   |

|  | Hylaeochampsa                                                                         |
|  |                                                                                       |
|  | \| \| Mahajangasuchus \| \| \| \| \| \| Crocodylia (crocodiliens actuels) \| \| \| \| |
|  |                                                                                       |
|  | Mahajangasuchus                                                                       |
|  |                                                                                       |
|  | Crocodylia (crocodiliens actuels)                                                     |
|  |                                                                                       |

|  | Mahajangasuchus                   |
|  |                                   |
|  | Crocodylia (crocodiliens actuels) |
|  |                                   |

|  | Hylaeochampsa                                                                         |
|  |                                                                                       |
|  | \| \| Mahajangasuchus \| \| \| \| \| \| Crocodylia (crocodiliens actuels) \| \| \| \| |
|  |                                                                                       |
|  | Mahajangasuchus                                                                       |
|  |                                                                                       |
|  | Crocodylia (crocodiliens actuels)                                                     |
|  |                                                                                       |

|  | Mahajangasuchus                   |
|  |                                   |
|  | Crocodylia (crocodiliens actuels) |
|  |                                   |

|  | Hylaeochampsa                                                                         |
|  |                                                                                       |
|  | \| \| Mahajangasuchus \| \| \| \| \| \| Crocodylia (crocodiliens actuels) \| \| \| \| |
|  |                                                                                       |
|  | Mahajangasuchus                                                                       |
|  |                                                                                       |
|  | Crocodylia (crocodiliens actuels)                                                     |
|  |                                                                                       |

|  | Mahajangasuchus                   |
|  |                                   |
|  | Crocodylia (crocodiliens actuels) |
|  |                                   |

|  | Hylaeochampsa                                                                         |
|  |                                                                                       |
|  | \| \| Mahajangasuchus \| \| \| \| \| \| Crocodylia (crocodiliens actuels) \| \| \| \| |
|  |                                                                                       |
|  | Mahajangasuchus                                                                       |
|  |                                                                                       |
|  | Crocodylia (crocodiliens actuels)                                                     |
|  |                                                                                       |

|  | Mahajangasuchus                   |
|  |                                   |
|  | Crocodylia (crocodiliens actuels) |
|  |                                   |

|  | Hylaeochampsa                                                                         |
|  |                                                                                       |
|  | \| \| Mahajangasuchus \| \| \| \| \| \| Crocodylia (crocodiliens actuels) \| \| \| \| |
|  |                                                                                       |
|  | Mahajangasuchus                                                                       |
|  |                                                                                       |
|  | Crocodylia (crocodiliens actuels)                                                     |
|  |                                                                                       |

|  | Mahajangasuchus                   |
|  |                                   |
|  | Crocodylia (crocodiliens actuels) |
|  |                                   |

|  | Hylaeochampsa                                                                         |
|  |                                                                                       |
|  | \| \| Mahajangasuchus \| \| \| \| \| \| Crocodylia (crocodiliens actuels) \| \| \| \| |
|  |                                                                                       |
|  | Mahajangasuchus                                                                       |
|  |                                                                                       |
|  | Crocodylia (crocodiliens actuels)                                                     |
|  |                                                                                       |

|  | Mahajangasuchus                   |
|  |                                   |
|  | Crocodylia (crocodiliens actuels) |
|  |                                   |

| Ornithodira | Dinosauria (oiseaux compris) |
|             | Dinosauria (oiseaux compris) |

|  | Hylaeochampsa                                                                         |
|  |                                                                                       |
|  | \| \| Mahajangasuchus \| \| \| \| \| \| Crocodylia (crocodiliens actuels) \| \| \| \| |
|  |                                                                                       |
|  | Mahajangasuchus                                                                       |
|  |                                                                                       |
|  | Crocodylia (crocodiliens actuels)                                                     |
|  |                                                                                       |

|  | Mahajangasuchus                   |
|  |                                   |
|  | Crocodylia (crocodiliens actuels) |
|  |                                   |

|  | Hylaeochampsa                                                                         |
|  |                                                                                       |
|  | \| \| Mahajangasuchus \| \| \| \| \| \| Crocodylia (crocodiliens actuels) \| \| \| \| |
|  |                                                                                       |
|  | Mahajangasuchus                                                                       |
|  |                                                                                       |
|  | Crocodylia (crocodiliens actuels)                                                     |
|  |                                                                                       |

|  | Mahajangasuchus                   |
|  |                                   |
|  | Crocodylia (crocodiliens actuels) |
|  |                                   |

|  | Hylaeochampsa                                                                         |
|  |                                                                                       |
|  | \| \| Mahajangasuchus \| \| \| \| \| \| Crocodylia (crocodiliens actuels) \| \| \| \| |
|  |                                                                                       |
|  | Mahajangasuchus                                                                       |
|  |                                                                                       |
|  | Crocodylia (crocodiliens actuels)                                                     |
|  |                                                                                       |

|  | Mahajangasuchus                   |
|  |                                   |
|  | Crocodylia (crocodiliens actuels) |
|  |                                   |

|  | Hylaeochampsa                                                                         |
|  |                                                                                       |
|  | \| \| Mahajangasuchus \| \| \| \| \| \| Crocodylia (crocodiliens actuels) \| \| \| \| |
|  |                                                                                       |
|  | Mahajangasuchus                                                                       |
|  |                                                                                       |
|  | Crocodylia (crocodiliens actuels)                                                     |
|  |                                                                                       |

|  | Mahajangasuchus                   |
|  |                                   |
|  | Crocodylia (crocodiliens actuels) |
|  |                                   |

|  | Hylaeochampsa                                                                         |
|  |                                                                                       |
|  | \| \| Mahajangasuchus \| \| \| \| \| \| Crocodylia (crocodiliens actuels) \| \| \| \| |
|  |                                                                                       |
|  | Mahajangasuchus                                                                       |
|  |                                                                                       |
|  | Crocodylia (crocodiliens actuels)                                                     |
|  |                                                                                       |

|  | Mahajangasuchus                   |
|  |                                   |
|  | Crocodylia (crocodiliens actuels) |
|  |                                   |

|  | Hylaeochampsa                                                                         |
|  |                                                                                       |
|  | \| \| Mahajangasuchus \| \| \| \| \| \| Crocodylia (crocodiliens actuels) \| \| \| \| |
|  |                                                                                       |
|  | Mahajangasuchus                                                                       |
|  |                                                                                       |
|  | Crocodylia (crocodiliens actuels)                                                     |
|  |                                                                                       |

|  | Mahajangasuchus                   |
|  |                                   |
|  | Crocodylia (crocodiliens actuels) |
|  |                                   |

|  | Hylaeochampsa                                                                         |
|  |                                                                                       |
|  | \| \| Mahajangasuchus \| \| \| \| \| \| Crocodylia (crocodiliens actuels) \| \| \| \| |
|  |                                                                                       |
|  | Mahajangasuchus                                                                       |
|  |                                                                                       |
|  | Crocodylia (crocodiliens actuels)                                                     |
|  |                                                                                       |

|  | Mahajangasuchus                   |
|  |                                   |
|  | Crocodylia (crocodiliens actuels) |
|  |                                   |

|  | Hylaeochampsa                                                                         |
|  |                                                                                       |
|  | \| \| Mahajangasuchus \| \| \| \| \| \| Crocodylia (crocodiliens actuels) \| \| \| \| |
|  |                                                                                       |
|  | Mahajangasuchus                                                                       |
|  |                                                                                       |
|  | Crocodylia (crocodiliens actuels)                                                     |
|  |                                                                                       |

|  | Mahajangasuchus                   |
|  |                                   |
|  | Crocodylia (crocodiliens actuels) |
|  |                                   |

| Ornithodira | Dinosauria (oiseaux compris) |
|             | Dinosauria (oiseaux compris) |

|  | Hylaeochampsa                                                                         |
|  |                                                                                       |
|  | \| \| Mahajangasuchus \| \| \| \| \| \| Crocodylia (crocodiliens actuels) \| \| \| \| |
|  |                                                                                       |
|  | Mahajangasuchus                                                                       |
|  |                                                                                       |
|  | Crocodylia (crocodiliens actuels)                                                     |
|  |                                                                                       |

|  | Mahajangasuchus                   |
|  |                                   |
|  | Crocodylia (crocodiliens actuels) |
|  |                                   |

|  | Hylaeochampsa                                                                         |
|  |                                                                                       |
|  | \| \| Mahajangasuchus \| \| \| \| \| \| Crocodylia (crocodiliens actuels) \| \| \| \| |
|  |                                                                                       |
|  | Mahajangasuchus                                                                       |
|  |                                                                                       |
|  | Crocodylia (crocodiliens actuels)                                                     |
|  |                                                                                       |

|  | Mahajangasuchus                   |
|  |                                   |
|  | Crocodylia (crocodiliens actuels) |
|  |                                   |

|  | Hylaeochampsa                                                                         |
|  |                                                                                       |
|  | \| \| Mahajangasuchus \| \| \| \| \| \| Crocodylia (crocodiliens actuels) \| \| \| \| |
|  |                                                                                       |
|  | Mahajangasuchus                                                                       |
|  |                                                                                       |
|  | Crocodylia (crocodiliens actuels)                                                     |
|  |                                                                                       |

|  | Mahajangasuchus                   |
|  |                                   |
|  | Crocodylia (crocodiliens actuels) |
|  |                                   |

|  | Hylaeochampsa                                                                         |
|  |                                                                                       |
|  | \| \| Mahajangasuchus \| \| \| \| \| \| Crocodylia (crocodiliens actuels) \| \| \| \| |
|  |                                                                                       |
|  | Mahajangasuchus                                                                       |
|  |                                                                                       |
|  | Crocodylia (crocodiliens actuels)                                                     |
|  |                                                                                       |

|  | Mahajangasuchus                   |
|  |                                   |
|  | Crocodylia (crocodiliens actuels) |
|  |                                   |

|  | Hylaeochampsa                                                                         |
|  |                                                                                       |
|  | \| \| Mahajangasuchus \| \| \| \| \| \| Crocodylia (crocodiliens actuels) \| \| \| \| |
|  |                                                                                       |
|  | Mahajangasuchus                                                                       |
|  |                                                                                       |
|  | Crocodylia (crocodiliens actuels)                                                     |
|  |                                                                                       |

|  | Mahajangasuchus                   |
|  |                                   |
|  | Crocodylia (crocodiliens actuels) |
|  |                                   |

|  | Hylaeochampsa                                                                         |
|  |                                                                                       |
|  | \| \| Mahajangasuchus \| \| \| \| \| \| Crocodylia (crocodiliens actuels) \| \| \| \| |
|  |                                                                                       |
|  | Mahajangasuchus                                                                       |
|  |                                                                                       |
|  | Crocodylia (crocodiliens actuels)                                                     |
|  |                                                                                       |

|  | Mahajangasuchus                   |
|  |                                   |
|  | Crocodylia (crocodiliens actuels) |
|  |                                   |

|  | Hylaeochampsa                                                                         |
|  |                                                                                       |
|  | \| \| Mahajangasuchus \| \| \| \| \| \| Crocodylia (crocodiliens actuels) \| \| \| \| |
|  |                                                                                       |
|  | Mahajangasuchus                                                                       |
|  |                                                                                       |
|  | Crocodylia (crocodiliens actuels)                                                     |
|  |                                                                                       |

|  | Mahajangasuchus                   |
|  |                                   |
|  | Crocodylia (crocodiliens actuels) |
|  |                                   |

|  | Hylaeochampsa                                                                         |
|  |                                                                                       |
|  | \| \| Mahajangasuchus \| \| \| \| \| \| Crocodylia (crocodiliens actuels) \| \| \| \| |
|  |                                                                                       |
|  | Mahajangasuchus                                                                       |
|  |                                                                                       |
|  | Crocodylia (crocodiliens actuels)                                                     |
|  |                                                                                       |

|  | Mahajangasuchus                   |
|  |                                   |
|  | Crocodylia (crocodiliens actuels) |
|  |                                   |

| Ornithodira | Dinosauria (oiseaux compris) |
|             | Dinosauria (oiseaux compris) |

|  | Hylaeochampsa                                                                         |
|  |                                                                                       |
|  | \| \| Mahajangasuchus \| \| \| \| \| \| Crocodylia (crocodiliens actuels) \| \| \| \| |
|  |                                                                                       |
|  | Mahajangasuchus                                                                       |
|  |                                                                                       |
|  | Crocodylia (crocodiliens actuels)                                                     |
|  |                                                                                       |

|  | Mahajangasuchus                   |
|  |                                   |
|  | Crocodylia (crocodiliens actuels) |
|  |                                   |

|  | Hylaeochampsa                                                                         |
|  |                                                                                       |
|  | \| \| Mahajangasuchus \| \| \| \| \| \| Crocodylia (crocodiliens actuels) \| \| \| \| |
|  |                                                                                       |
|  | Mahajangasuchus                                                                       |
|  |                                                                                       |
|  | Crocodylia (crocodiliens actuels)                                                     |
|  |                                                                                       |

|  | Mahajangasuchus                   |
|  |                                   |
|  | Crocodylia (crocodiliens actuels) |
|  |                                   |

|  | Hylaeochampsa                                                                         |
|  |                                                                                       |
|  | \| \| Mahajangasuchus \| \| \| \| \| \| Crocodylia (crocodiliens actuels) \| \| \| \| |
|  |                                                                                       |
|  | Mahajangasuchus                                                                       |
|  |                                                                                       |
|  | Crocodylia (crocodiliens actuels)                                                     |
|  |                                                                                       |

|  | Mahajangasuchus                   |
|  |                                   |
|  | Crocodylia (crocodiliens actuels) |
|  |                                   |

|  | Hylaeochampsa                                                                         |
|  |                                                                                       |
|  | \| \| Mahajangasuchus \| \| \| \| \| \| Crocodylia (crocodiliens actuels) \| \| \| \| |
|  |                                                                                       |
|  | Mahajangasuchus                                                                       |
|  |                                                                                       |
|  | Crocodylia (crocodiliens actuels)                                                     |
|  |                                                                                       |

|  | Mahajangasuchus                   |
|  |                                   |
|  | Crocodylia (crocodiliens actuels) |
|  |                                   |

|  | Hylaeochampsa                                                                         |
|  |                                                                                       |
|  | \| \| Mahajangasuchus \| \| \| \| \| \| Crocodylia (crocodiliens actuels) \| \| \| \| |
|  |                                                                                       |
|  | Mahajangasuchus                                                                       |
|  |                                                                                       |
|  | Crocodylia (crocodiliens actuels)                                                     |
|  |                                                                                       |

|  | Mahajangasuchus                   |
|  |                                   |
|  | Crocodylia (crocodiliens actuels) |
|  |                                   |

|  | Hylaeochampsa                                                                         |
|  |                                                                                       |
|  | \| \| Mahajangasuchus \| \| \| \| \| \| Crocodylia (crocodiliens actuels) \| \| \| \| |
|  |                                                                                       |
|  | Mahajangasuchus                                                                       |
|  |                                                                                       |
|  | Crocodylia (crocodiliens actuels)                                                     |
|  |                                                                                       |

|  | Mahajangasuchus                   |
|  |                                   |
|  | Crocodylia (crocodiliens actuels) |
|  |                                   |

|  | Hylaeochampsa                                                                         |
|  |                                                                                       |
|  | \| \| Mahajangasuchus \| \| \| \| \| \| Crocodylia (crocodiliens actuels) \| \| \| \| |
|  |                                                                                       |
|  | Mahajangasuchus                                                                       |
|  |                                                                                       |
|  | Crocodylia (crocodiliens actuels)                                                     |
|  |                                                                                       |

|  | Mahajangasuchus                   |
|  |                                   |
|  | Crocodylia (crocodiliens actuels) |
|  |                                   |

|  | Hylaeochampsa                                                                         |
|  |                                                                                       |
|  | \| \| Mahajangasuchus \| \| \| \| \| \| Crocodylia (crocodiliens actuels) \| \| \| \| |
|  |                                                                                       |
|  | Mahajangasuchus                                                                       |
|  |                                                                                       |
|  | Crocodylia (crocodiliens actuels)                                                     |
|  |                                                                                       |

|  | Mahajangasuchus                   |
|  |                                   |
|  | Crocodylia (crocodiliens actuels) |
|  |                                   |

| Ornithodira | Dinosauria (oiseaux compris) |
|             | Dinosauria (oiseaux compris) |

|  | Hylaeochampsa                                                                         |
|  |                                                                                       |
|  | \| \| Mahajangasuchus \| \| \| \| \| \| Crocodylia (crocodiliens actuels) \| \| \| \| |
|  |                                                                                       |
|  | Mahajangasuchus                                                                       |
|  |                                                                                       |
|  | Crocodylia (crocodiliens actuels)                                                     |
|  |                                                                                       |

|  | Mahajangasuchus                   |
|  |                                   |
|  | Crocodylia (crocodiliens actuels) |
|  |                                   |

|  | Hylaeochampsa                                                                         |
|  |                                                                                       |
|  | \| \| Mahajangasuchus \| \| \| \| \| \| Crocodylia (crocodiliens actuels) \| \| \| \| |
|  |                                                                                       |
|  | Mahajangasuchus                                                                       |
|  |                                                                                       |
|  | Crocodylia (crocodiliens actuels)                                                     |
|  |                                                                                       |

|  | Mahajangasuchus                   |
|  |                                   |
|  | Crocodylia (crocodiliens actuels) |
|  |                                   |

|  | Hylaeochampsa                                                                         |
|  |                                                                                       |
|  | \| \| Mahajangasuchus \| \| \| \| \| \| Crocodylia (crocodiliens actuels) \| \| \| \| |
|  |                                                                                       |
|  | Mahajangasuchus                                                                       |
|  |                                                                                       |
|  | Crocodylia (crocodiliens actuels)                                                     |
|  |                                                                                       |

|  | Mahajangasuchus                   |
|  |                                   |
|  | Crocodylia (crocodiliens actuels) |
|  |                                   |

|  | Hylaeochampsa                                                                         |
|  |                                                                                       |
|  | \| \| Mahajangasuchus \| \| \| \| \| \| Crocodylia (crocodiliens actuels) \| \| \| \| |
|  |                                                                                       |
|  | Mahajangasuchus                                                                       |
|  |                                                                                       |
|  | Crocodylia (crocodiliens actuels)                                                     |
|  |                                                                                       |

|  | Mahajangasuchus                   |
|  |                                   |
|  | Crocodylia (crocodiliens actuels) |
|  |                                   |

|  | Hylaeochampsa                                                                         |
|  |                                                                                       |
|  | \| \| Mahajangasuchus \| \| \| \| \| \| Crocodylia (crocodiliens actuels) \| \| \| \| |
|  |                                                                                       |
|  | Mahajangasuchus                                                                       |
|  |                                                                                       |
|  | Crocodylia (crocodiliens actuels)                                                     |
|  |                                                                                       |

|  | Mahajangasuchus                   |
|  |                                   |
|  | Crocodylia (crocodiliens actuels) |
|  |                                   |

|  | Hylaeochampsa                                                                         |
|  |                                                                                       |
|  | \| \| Mahajangasuchus \| \| \| \| \| \| Crocodylia (crocodiliens actuels) \| \| \| \| |
|  |                                                                                       |
|  | Mahajangasuchus                                                                       |
|  |                                                                                       |
|  | Crocodylia (crocodiliens actuels)                                                     |
|  |                                                                                       |

|  | Mahajangasuchus                   |
|  |                                   |
|  | Crocodylia (crocodiliens actuels) |
|  |                                   |

|  | Hylaeochampsa                                                                         |
|  |                                                                                       |
|  | \| \| Mahajangasuchus \| \| \| \| \| \| Crocodylia (crocodiliens actuels) \| \| \| \| |
|  |                                                                                       |
|  | Mahajangasuchus                                                                       |
|  |                                                                                       |
|  | Crocodylia (crocodiliens actuels)                                                     |
|  |                                                                                       |

|  | Mahajangasuchus                   |
|  |                                   |
|  | Crocodylia (crocodiliens actuels) |
|  |                                   |

|  | Hylaeochampsa                                                                         |
|  |                                                                                       |
|  | \| \| Mahajangasuchus \| \| \| \| \| \| Crocodylia (crocodiliens actuels) \| \| \| \| |
|  |                                                                                       |
|  | Mahajangasuchus                                                                       |
|  |                                                                                       |
|  | Crocodylia (crocodiliens actuels)                                                     |
|  |                                                                                       |

|  | Mahajangasuchus                   |
|  |                                   |
|  | Crocodylia (crocodiliens actuels) |
|  |                                   |

| Ornithodira | Dinosauria (oiseaux compris) |
|             | Dinosauria (oiseaux compris) |

|  | Hylaeochampsa                                                                         |
|  |                                                                                       |
|  | \| \| Mahajangasuchus \| \| \| \| \| \| Crocodylia (crocodiliens actuels) \| \| \| \| |
|  |                                                                                       |
|  | Mahajangasuchus                                                                       |
|  |                                                                                       |
|  | Crocodylia (crocodiliens actuels)                                                     |
|  |                                                                                       |

|  | Mahajangasuchus                   |
|  |                                   |
|  | Crocodylia (crocodiliens actuels) |
|  |                                   |

|  | Hylaeochampsa                                                                         |
|  |                                                                                       |
|  | \| \| Mahajangasuchus \| \| \| \| \| \| Crocodylia (crocodiliens actuels) \| \| \| \| |
|  |                                                                                       |
|  | Mahajangasuchus                                                                       |
|  |                                                                                       |
|  | Crocodylia (crocodiliens actuels)                                                     |
|  |                                                                                       |

|  | Mahajangasuchus                   |
|  |                                   |
|  | Crocodylia (crocodiliens actuels) |
|  |                                   |

|  | Hylaeochampsa                                                                         |
|  |                                                                                       |
|  | \| \| Mahajangasuchus \| \| \| \| \| \| Crocodylia (crocodiliens actuels) \| \| \| \| |
|  |                                                                                       |
|  | Mahajangasuchus                                                                       |
|  |                                                                                       |
|  | Crocodylia (crocodiliens actuels)                                                     |
|  |                                                                                       |

|  | Mahajangasuchus                   |
|  |                                   |
|  | Crocodylia (crocodiliens actuels) |
|  |                                   |

|  | Hylaeochampsa                                                                         |
|  |                                                                                       |
|  | \| \| Mahajangasuchus \| \| \| \| \| \| Crocodylia (crocodiliens actuels) \| \| \| \| |
|  |                                                                                       |
|  | Mahajangasuchus                                                                       |
|  |                                                                                       |
|  | Crocodylia (crocodiliens actuels)                                                     |
|  |                                                                                       |

|  | Mahajangasuchus                   |
|  |                                   |
|  | Crocodylia (crocodiliens actuels) |
|  |                                   |

|  | Hylaeochampsa                                                                         |
|  |                                                                                       |
|  | \| \| Mahajangasuchus \| \| \| \| \| \| Crocodylia (crocodiliens actuels) \| \| \| \| |
|  |                                                                                       |
|  | Mahajangasuchus                                                                       |
|  |                                                                                       |
|  | Crocodylia (crocodiliens actuels)                                                     |
|  |                                                                                       |

|  | Mahajangasuchus                   |
|  |                                   |
|  | Crocodylia (crocodiliens actuels) |
|  |                                   |

|  | Hylaeochampsa                                                                         |
|  |                                                                                       |
|  | \| \| Mahajangasuchus \| \| \| \| \| \| Crocodylia (crocodiliens actuels) \| \| \| \| |
|  |                                                                                       |
|  | Mahajangasuchus                                                                       |
|  |                                                                                       |
|  | Crocodylia (crocodiliens actuels)                                                     |
|  |                                                                                       |

|  | Mahajangasuchus                   |
|  |                                   |
|  | Crocodylia (crocodiliens actuels) |
|  |                                   |

|  | Hylaeochampsa                                                                         |
|  |                                                                                       |
|  | \| \| Mahajangasuchus \| \| \| \| \| \| Crocodylia (crocodiliens actuels) \| \| \| \| |
|  |                                                                                       |
|  | Mahajangasuchus                                                                       |
|  |                                                                                       |
|  | Crocodylia (crocodiliens actuels)                                                     |
|  |                                                                                       |

|  | Mahajangasuchus                   |
|  |                                   |
|  | Crocodylia (crocodiliens actuels) |
|  |                                   |

|  | Hylaeochampsa                                                                         |
|  |                                                                                       |
|  | \| \| Mahajangasuchus \| \| \| \| \| \| Crocodylia (crocodiliens actuels) \| \| \| \| |
|  |                                                                                       |
|  | Mahajangasuchus                                                                       |
|  |                                                                                       |
|  | Crocodylia (crocodiliens actuels)                                                     |
|  |                                                                                       |

|  | Mahajangasuchus                   |
|  |                                   |
|  | Crocodylia (crocodiliens actuels) |
|  |                                   |

| Ornithodira | Dinosauria (oiseaux compris) |
|             | Dinosauria (oiseaux compris) |

|  | Hylaeochampsa                                                                         |
|  |                                                                                       |
|  | \| \| Mahajangasuchus \| \| \| \| \| \| Crocodylia (crocodiliens actuels) \| \| \| \| |
|  |                                                                                       |
|  | Mahajangasuchus                                                                       |
|  |                                                                                       |
|  | Crocodylia (crocodiliens actuels)                                                     |
|  |                                                                                       |

|  | Mahajangasuchus                   |
|  |                                   |
|  | Crocodylia (crocodiliens actuels) |
|  |                                   |

|  | Hylaeochampsa                                                                         |
|  |                                                                                       |
|  | \| \| Mahajangasuchus \| \| \| \| \| \| Crocodylia (crocodiliens actuels) \| \| \| \| |
|  |                                                                                       |
|  | Mahajangasuchus                                                                       |
|  |                                                                                       |
|  | Crocodylia (crocodiliens actuels)                                                     |
|  |                                                                                       |

|  | Mahajangasuchus                   |
|  |                                   |
|  | Crocodylia (crocodiliens actuels) |
|  |                                   |

|  | Hylaeochampsa                                                                         |
|  |                                                                                       |
|  | \| \| Mahajangasuchus \| \| \| \| \| \| Crocodylia (crocodiliens actuels) \| \| \| \| |
|  |                                                                                       |
|  | Mahajangasuchus                                                                       |
|  |                                                                                       |
|  | Crocodylia (crocodiliens actuels)                                                     |
|  |                                                                                       |

|  | Mahajangasuchus                   |
|  |                                   |
|  | Crocodylia (crocodiliens actuels) |
|  |                                   |

|  | Hylaeochampsa                                                                         |
|  |                                                                                       |
|  | \| \| Mahajangasuchus \| \| \| \| \| \| Crocodylia (crocodiliens actuels) \| \| \| \| |
|  |                                                                                       |
|  | Mahajangasuchus                                                                       |
|  |                                                                                       |
|  | Crocodylia (crocodiliens actuels)                                                     |
|  |                                                                                       |

|  | Mahajangasuchus                   |
|  |                                   |
|  | Crocodylia (crocodiliens actuels) |
|  |                                   |

|  | Hylaeochampsa                                                                         |
|  |                                                                                       |
|  | \| \| Mahajangasuchus \| \| \| \| \| \| Crocodylia (crocodiliens actuels) \| \| \| \| |
|  |                                                                                       |
|  | Mahajangasuchus                                                                       |
|  |                                                                                       |
|  | Crocodylia (crocodiliens actuels)                                                     |
|  |                                                                                       |

|  | Mahajangasuchus                   |
|  |                                   |
|  | Crocodylia (crocodiliens actuels) |
|  |                                   |

|  | Hylaeochampsa                                                                         |
|  |                                                                                       |
|  | \| \| Mahajangasuchus \| \| \| \| \| \| Crocodylia (crocodiliens actuels) \| \| \| \| |
|  |                                                                                       |
|  | Mahajangasuchus                                                                       |
|  |                                                                                       |
|  | Crocodylia (crocodiliens actuels)                                                     |
|  |                                                                                       |

|  | Mahajangasuchus                   |
|  |                                   |
|  | Crocodylia (crocodiliens actuels) |
|  |                                   |

|  | Hylaeochampsa                                                                         |
|  |                                                                                       |
|  | \| \| Mahajangasuchus \| \| \| \| \| \| Crocodylia (crocodiliens actuels) \| \| \| \| |
|  |                                                                                       |
|  | Mahajangasuchus                                                                       |
|  |                                                                                       |
|  | Crocodylia (crocodiliens actuels)                                                     |
|  |                                                                                       |

|  | Mahajangasuchus                   |
|  |                                   |
|  | Crocodylia (crocodiliens actuels) |
|  |                                   |

|  | Hylaeochampsa                                                                         |
|  |                                                                                       |
|  | \| \| Mahajangasuchus \| \| \| \| \| \| Crocodylia (crocodiliens actuels) \| \| \| \| |
|  |                                                                                       |
|  | Mahajangasuchus                                                                       |
|  |                                                                                       |
|  | Crocodylia (crocodiliens actuels)                                                     |
|  |                                                                                       |

|  | Mahajangasuchus                   |
|  |                                   |
|  | Crocodylia (crocodiliens actuels) |
|  |                                   |

| Ornithodira | Dinosauria (oiseaux compris) |
|             | Dinosauria (oiseaux compris) |

|  | Hylaeochampsa                                                                         |
|  |                                                                                       |
|  | \| \| Mahajangasuchus \| \| \| \| \| \| Crocodylia (crocodiliens actuels) \| \| \| \| |
|  |                                                                                       |
|  | Mahajangasuchus                                                                       |
|  |                                                                                       |
|  | Crocodylia (crocodiliens actuels)                                                     |
|  |                                                                                       |

|  | Mahajangasuchus                   |
|  |                                   |
|  | Crocodylia (crocodiliens actuels) |
|  |                                   |

|  | Hylaeochampsa                                                                         |
|  |                                                                                       |
|  | \| \| Mahajangasuchus \| \| \| \| \| \| Crocodylia (crocodiliens actuels) \| \| \| \| |
|  |                                                                                       |
|  | Mahajangasuchus                                                                       |
|  |                                                                                       |
|  | Crocodylia (crocodiliens actuels)                                                     |
|  |                                                                                       |

|  | Mahajangasuchus                   |
|  |                                   |
|  | Crocodylia (crocodiliens actuels) |
|  |                                   |

|  | Hylaeochampsa                                                                         |
|  |                                                                                       |
|  | \| \| Mahajangasuchus \| \| \| \| \| \| Crocodylia (crocodiliens actuels) \| \| \| \| |
|  |                                                                                       |
|  | Mahajangasuchus                                                                       |
|  |                                                                                       |
|  | Crocodylia (crocodiliens actuels)                                                     |
|  |                                                                                       |

|  | Mahajangasuchus                   |
|  |                                   |
|  | Crocodylia (crocodiliens actuels) |
|  |                                   |

|  | Hylaeochampsa                                                                         |
|  |                                                                                       |
|  | \| \| Mahajangasuchus \| \| \| \| \| \| Crocodylia (crocodiliens actuels) \| \| \| \| |
|  |                                                                                       |
|  | Mahajangasuchus                                                                       |
|  |                                                                                       |
|  | Crocodylia (crocodiliens actuels)                                                     |
|  |                                                                                       |

|  | Mahajangasuchus                   |
|  |                                   |
|  | Crocodylia (crocodiliens actuels) |
|  |                                   |

|  | Hylaeochampsa                                                                         |
|  |                                                                                       |
|  | \| \| Mahajangasuchus \| \| \| \| \| \| Crocodylia (crocodiliens actuels) \| \| \| \| |
|  |                                                                                       |
|  | Mahajangasuchus                                                                       |
|  |                                                                                       |
|  | Crocodylia (crocodiliens actuels)                                                     |
|  |                                                                                       |

|  | Mahajangasuchus                   |
|  |                                   |
|  | Crocodylia (crocodiliens actuels) |
|  |                                   |

|  | Hylaeochampsa                                                                         |
|  |                                                                                       |
|  | \| \| Mahajangasuchus \| \| \| \| \| \| Crocodylia (crocodiliens actuels) \| \| \| \| |
|  |                                                                                       |
|  | Mahajangasuchus                                                                       |
|  |                                                                                       |
|  | Crocodylia (crocodiliens actuels)                                                     |
|  |                                                                                       |

|  | Mahajangasuchus                   |
|  |                                   |
|  | Crocodylia (crocodiliens actuels) |
|  |                                   |

|  | Hylaeochampsa                                                                         |
|  |                                                                                       |
|  | \| \| Mahajangasuchus \| \| \| \| \| \| Crocodylia (crocodiliens actuels) \| \| \| \| |
|  |                                                                                       |
|  | Mahajangasuchus                                                                       |
|  |                                                                                       |
|  | Crocodylia (crocodiliens actuels)                                                     |
|  |                                                                                       |

|  | Mahajangasuchus                   |
|  |                                   |
|  | Crocodylia (crocodiliens actuels) |
|  |                                   |

|  | Hylaeochampsa                                                                         |
|  |                                                                                       |
|  | \| \| Mahajangasuchus \| \| \| \| \| \| Crocodylia (crocodiliens actuels) \| \| \| \| |
|  |                                                                                       |
|  | Mahajangasuchus                                                                       |
|  |                                                                                       |
|  | Crocodylia (crocodiliens actuels)                                                     |
|  |                                                                                       |

|  | Mahajangasuchus                   |
|  |                                   |
|  | Crocodylia (crocodiliens actuels) |
|  |                                   |

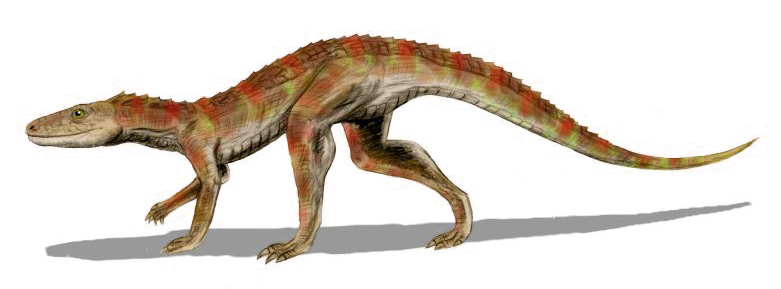
Hesperosuchus, un Crocodylomorpha primitif.

Les Crocodylomorpha sont les seuls Pseudosuchia à avoir survécu à l'extinction du Trias-Jurassique d'il y a 201,3 Ma. Au début du Jurassique, les dinosaures deviennent les espèces terrestres dominantes et les crocodylomorphes se différencient pour remplir les niches écologiques vacantes par des groupes récemment éteints. Les fossiles montrent que les crocodylomorphes du Mésozoïque présentent une bien plus grande diversité de formes que les crocodiliens modernes. On comptait ainsi parmi eux de rapides petits insectivores, des piscivores pélagiques totalement adaptés à la vie marine et même des herbivores.

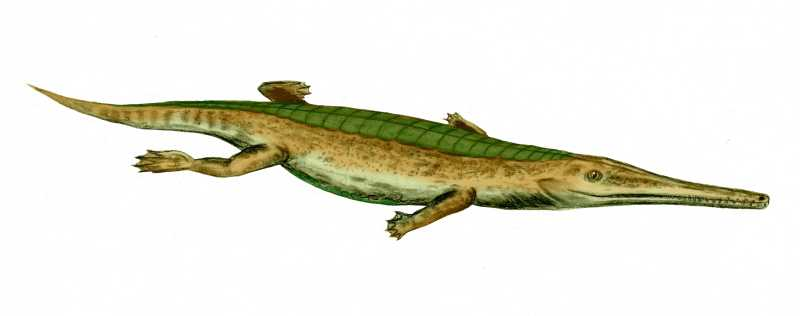
Pelagosaurus, un Crocodylomorpha marin.

Parmi les crocodylomorphes, le groupe des Mesoeucrocodyliens apparait entre la fin du Trias et le début du Jurassique, c'est-à-dire entre 200 et 170 Ma et ces représentants se diversifient largement au cours du Jurassique et du Tertiaire. Initialement, ce sont des petits animaux principalement terrestres avec des museaux courts et de longs membres. Plusieurs modifications de leur crâne leur permettent de respirer par les naseaux, la bouche ouverte sous l'eau. Les Mesoeucrocodylia possèdent une sorte de palais secondaire, formé par l'extension postérieure de la suture des os palatins. L'ouverture otique des membres de ce clade est bloquée en arrière par l'os squamosal.

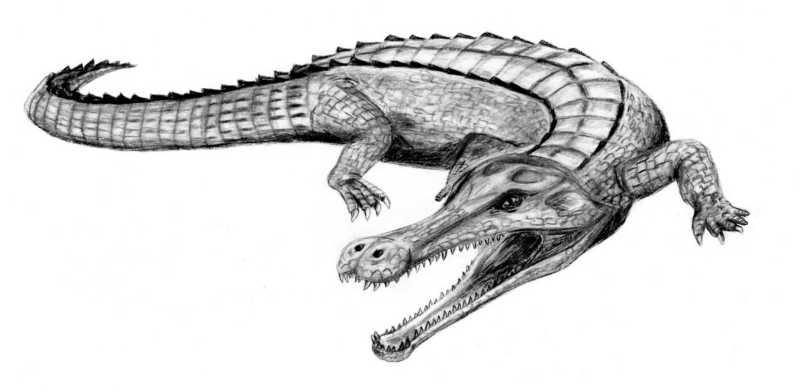
Dessin d'un Sarcosuchus, crocodilien primitif.

Les Eusuchiens apparaissent quant à eux au Crétacé inférieur, il y a 146 à 100 Ma. Les fossiles Hylaeochampsa trouvés sur l'Île de Wight en sont les plus anciens représentants connus. Leur squelette se renforce pour plus de puissance et le processus d'adaptation à la vie amphibie se poursuit. Ils atteignent parfois de grandes tailles, comme le primitif Sarcosuchus. Un crâne de deux mètres de long, attribué à une espèce également géante appelée Deinosuchus, est découvert au Texas. Elle est supposée être le plus vieux ancêtre des Crocodylidae. Ce genre serait apparu il y a 84 Ma, durant le Crétacé. La morphologie de ce fossile est en effet comparable à celle de tous les Crocodylidae modernes.
Leur squelette musculo-squelettique s'est également adapté au cours de l'évolution : ayant acquis une importante force de morsure (celle de Crocodylus porosus atteint la valeur maximale de 16 414 Newton, soit une pression de 1 200 N/mm2, la taille de leur corps ainsi que leur mâchoire (position et forme des dents) se sont adaptées pour diversifier leur régime alimentaire avec des proies de genre et de taille variés.
Les trois branches principales des crocodiliens ont divergé d'ici la fin du mésozoïque. Les plus anciens fossiles d'Alligatoridae et de Gavialidae connus ont été découverts en Amérique du Nord et en Europe et ont été datés du Campanien, c'est-à-dire il y a 83,6 Ma à 72,1 Ma. Leur diversification laisse à penser que la divergence entre ces groupes doit être plus ancienne encore. Bien que les plus anciens crocodyloidea connus ne sont datés que du Maastrichtien, de 72,1 Ma à 66 Ma, cette lignée doit aussi avoir été présente au cours du Campanien. Il y a 5 Ma, plus de quarante espèces morphologiquement différentes existaient encore.

## Les crocodiliens et l'homme

### Mythes et folklore

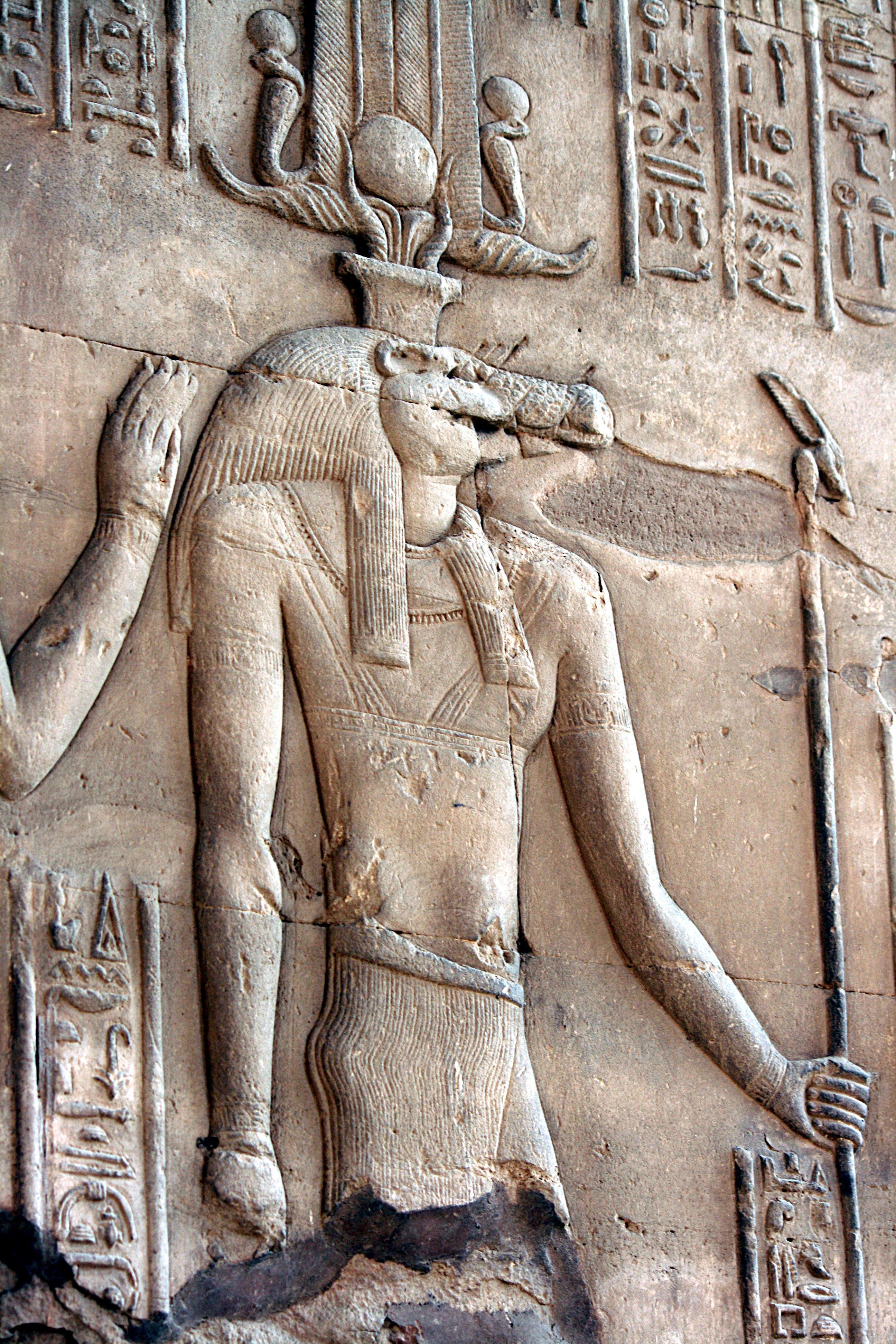
Sobek, dieu de l'eau et de la fertilité

Les crocodiliens ont inspiré de nombreux mythes et légendes dans les diverses cultures les ayant côtoyés.
Ainsi certaines divinités prennent d'une manière plus ou moins directe l'aspect de crocodiliens comme c'est le cas du monstre Makara de la mythologie indienne ou du dieu aztèque de la fertilité nommé Cipactli qui protégeait les récoltes. Le dieu de la pluie maya Chac est un monstre à l'aspect de dragon avec une tête de crocodile et des oreilles de cerf. Les mayas associent également les crocodiliens à la fertilité et la mort. Dans la religion de l'Égypte antique, il est plus facilement identifiable encore, quelquefois effrayant comme Ammout, le dévoreur démoniaque d'âmes indignes, ou plus positif, comme Sobek, le dieu de la puissance, de la protection et de la fertilité. Cela reflète le talent d'observation des Égyptiens qui avaient bien noté à la fois le rôle majeur du Crocodile du Nil dans l'écosystème et son aspect terrifiant. Le crocodile était l'un des animaux que les Égyptiens ont momifiés. Les crocodiles ont également été associés à diverses divinités de l'eau par les tribus de l'Afrique de l'Ouest. Ces animaux sont également sacrés et vénérés à Madagascar. L'ethnie Zafindravoay se réclame comme descendante des crocodiles, appelés « voays » en malgache, et considèrent que ces animaux ne tuent que les humains ayant eux-mêmes déjà tué un crocodile. Ailleurs dans le pays, selon les ethnies, on leur offre des zébus en sacrifice, on leur célèbre des funérailles, ou ils participent à divers autres rites. En Papouasie-Nouvelle-Guinée, un peuple vivant au bord du fleuve Sepik réalise un rituel, les hommes se scarifiant la peau pour former des cicatrices rappelant des écailles de crocodiles.
Dans la mythologie maya, la terre était le dos d'un alligator géant reposant dans un bassin rempli de nénuphars. Les crocodiliens apparaissent également dans des fables indiennes, malaises, timoraises, aborigènes d'Australie, ou afro-américaines. Une série de timbres indiens commémore même le conte du singe et du crocodile. Le gavial est bien présent dans les contes populaires en Inde. Dans une de ces histoires, un gavial et un singe deviennent amis dès lors que le singe offre au gavial un fruit particulièrement bon, que le gavial n'aurait pu attraper sans le singe. Ils deviennent alors amis et le gavial rend visite au singe tous les jours. La femme du gavial demande à son mari de ramener le singe à la maison pour le manger, supposant qu'un singe mangeant des fruits si bons devait être lui-même délicieux à manger. Le gavial refuse dans un premier temps mais se laisse convaincre par sa femme. Mais alors que le gavial ramène le singe chez lui, il lui raconte toute la vérité, et le singe s'enfuit. Ils ne se revoient plus jamais, et le gavial ne put jamais plus manger les délicieux fruits. Des histoires similaires existent dans les légendes des Amérindiens, et les contes populaires des Afro-Américains, à propos d'un alligator et Bibi Lapin. Dans un conte populaire malais, le Chevrotain malais Sang Kancil souhaite traverser la rivière pour atteindre les arbres fruitiers situés de l'autre côté, mais Sang Buaya, un crocodile, l'attend dans la rivière pour le manger. Sang Kancil demande alors à Sang Buaya de faire aligner tous les crocodiles en travers de la rivière afin qu'il puisse les compter pour le sultan, et leur fait promettre de ne pas le manger pendant qu'il compterait, arguant qu'ils seraient largement récompensés. Il saute alors de crocodile en crocodile en les comptant à voix haute au passage. Arrivé de l'autre côté, il les remercie pour l'avoir aidé à traverser et pouvoir profiter des fruits. Une légende du Timor oriental raconte comment un jeune garçon vient en aide à un crocodile gigantesque qui s'était coincé. En remerciement, le crocodile le protège pour le reste de sa vie, et quand il meurt, son dos écailleux forme les collines du Timor.

### Dans la littérature

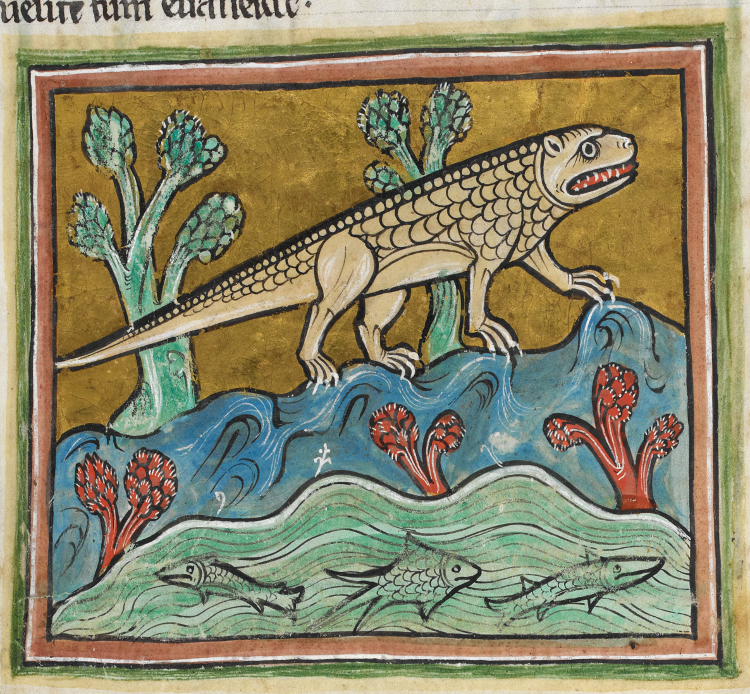
Un crocodile dans le Bestiaire de Rochester, ouvrage médiéval de la fin du XIIIe siècle.

Les anciens historiens ont décrit les crocodiliens dès les premiers écrits historiques connus, même si les descriptions de ces animaux contenaient autant de légendes à leur sujet que de faits vérifiés. Le Grec Hérodote (environ 440 avant J-C) décrit en détail cet animal, bien qu'une bonne partie de sa description soit fantaisiste ; il indique par exemple que cet animal attend la gueule ouverte pour permettre à un oiseau (peut-être un Pluvian fluviatile) d'entrer et de manger les sangsues qu'il y trouverait. Le crocodile est l'un des animaux décrits dans le Bestiaire de Rochester, bestiaire médiéval de la fin du XIIIe siècle s’appuyant sur des sources classiques comme l'Histoire naturelle (environ 79 avant J-C) de Pline l'Ancien et les Étymologies d'Isidore de Séville,. Isidore de Séville indique que le crocodile est nommé ainsi du fait de sa couleur safran (du latin croceus, « safran »), et qu'il mesure souvent plus de 10 m) de long. Il déclare par ailleurs qu'il peut être tué par des poissons aux nageoires dorsales épineuses perçant son ventre réputé mou, et que les mâles et les femelles gardent les œufs à tour de rôle.
Les crocodiles ont la réputation de pleurer pour leurs victimes depuis le IXe siècle, fait relaté à l'époque dans la Bibliothèque de Photios Ier de Constantinople. Cette histoire est reprise plus tard, entre autres par Bartholomeus Anglicus au XIIIe siècle. Cette légende devient populaire à partir de 1400 quand le voyageur anglais Sir Jean de Mandeville écrit dans sa description des « cockodrills » :
« dans ce pays [de Prêtre Jean] et dans toute l'Inde il y a plein de cockodrills, c’est une sorte de long serpent, comme je l'ai dit plus tôt. Et dans la nuit ils vivent dans l'eau, et le jour à la surface, dans les rochers et les grottes. Et ils ne mangent pas de viande de l'hiver, mais gisent, comme plongés dans un rêve, comme le font les serpents. Ces serpents tuent les Hommes, et ils les mangent en pleurant ; et quand ils mangent ils bougent la mâchoire supérieure, et non la mâchoire inférieure, et ils n'ont pas de langue. »
William Shakespeare fait allusion aux larmes de crocodiles dans Othello (Acte IV, Scène i), Henry VI (deuxième partie) (Acte III, Scène i), et Antoine et Cléopâtre (Acte II, Scène vii).
Les crocodiliens, et tout particulièrement le crocodile, sont des personnages récurrents dans les histoires pour enfants de l'ère moderne. Dans Alice au pays des merveilles, de Lewis Carroll, on trouve le poème How Doth the Little Crocodile, une parodie du poème à morale d'Isaac Watts, Against Idleness and Mischief.
Dans le roman de J. M. Barrie Peter et Wendy (1911), le personnage du Capitaine Crochet s'est fait manger le bras par un crocodile. Crochet a peur du crocodile, mais est alerté de sa présence par le cliquetis de sa montre qu'il a également avalée.
Dans le roman de Rudyard Kipling Histoires comme ça (1902), l'Enfant d'éléphant acquiert sa longue trompe après que son nez, court à l'origine, est mordu par le crocodile. Ce nez allongé lui permet d'attraper des fruits et de faire diverses autres choses très utiles. Dans L'Énorme Crocodile (1978) de Roald Dahl, illustré par Quentin Blake, un crocodile arpente la jungle à la recherche d'enfants à dévorer, essayant plusieurs subterfuges pour en attraper.

### Autres représentations dans la culture

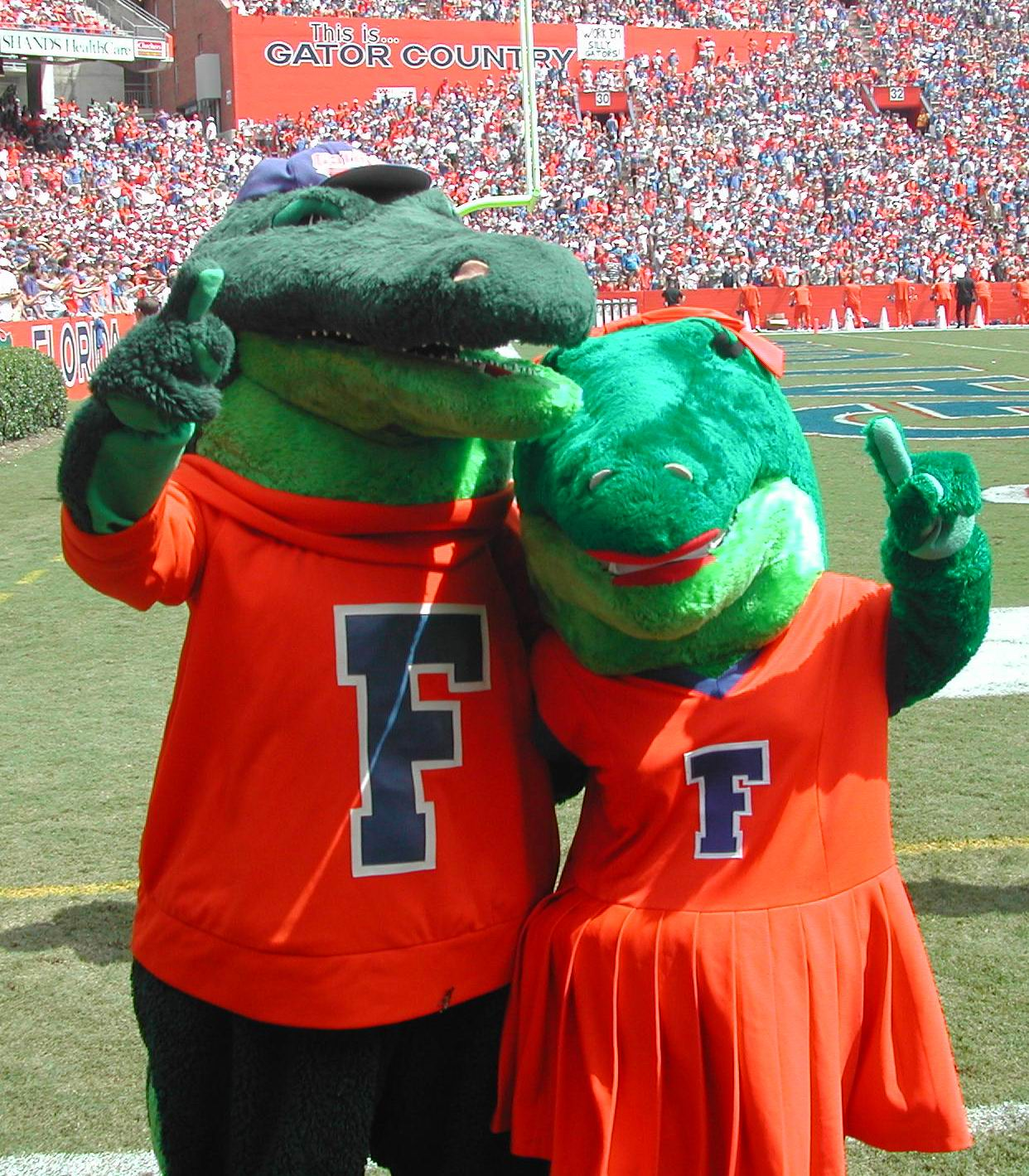
Les mascottes des Florida Gators Albert et Alberta Gator.

Les crocodiliens sont parfois utilisés comme mascottes pour des équipes sportives. Les Canton Crocodiles sont une équipe de baseball de la Frontier League, tandis que les équipes de sport de l'Université de Floride sont connus comme les Florida Gators, en référence à l'Alligator d'Amérique, et leurs mascottes sont Albert et Alberta Gator. Dans les films et à la télévision, les crocodiliens sont souvent représentés comme un danger des lacs et rivières, comme c'est le cas dans la comédie australienne de 1986 Crocodile Dundee, ou comme un monstre mangeur d'hommes dans des films d'horreur comme Eaten Alive (1977), L'Incroyable Alligator (1980), Lake Placid (1999), Primeval (2007), et Black Water (2007). Certains médias tentent de présenter ces reptiles de manière plus positive et éducative, comme dans la série documentaires animaliers de Steve Irwin The Crocodile Hunter. Les crocodiliens sont également présents dans les dessins animés comme Wally Gator, un personnage de Hanna-Barbera, et Ben Ali Gator dans la partie Danse des heures du film de Disney de 1940 Fantasia. Depuis le règne de François Ier, l'emblème de la ville de Nîmes est un crocodile enchaîné à un palmier. Cela date de la campagne d'Égypte par l'empereur Auguste, après laquelle un certain nombre de ses soldats se sont installés dans la ville. Leur victoire fut symbolisée de la sorte, et le crocodile a été représenté sur des monnaies, puis repris bien plus tard sur les armes de la ville. Les crocodiliens sont également présents dans les marques, notamment Lacoste dont le logotype représente un crocodile, en référence au surnom du fondateur de la marque René Lacoste.

### Utilisation économique

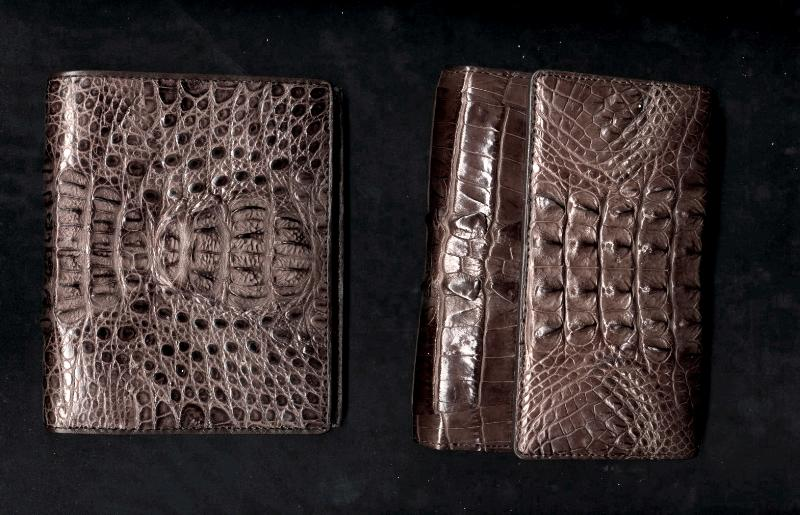
Porte-monnaies en cuir de crocodile.

Il est pour la première fois fait mention de l'utilisation de peaux de crocodiliens à la fin du XVIIIe siècle. Dès cette époque, le cuir de cet animal est utilisé pour la confection de bottes, de sacs à main et de chaussures. Toutefois, ces animaux ne sont alors pas tués pour être transformés mais plutôt parce que considérés comme nuisibles, ce qui est notamment le cas de l'Alligator d'Amérique. À partir de la deuxième moitié du XIXe siècle, la demande s'accroît pour les peaux de crocodiles, qui sont de plus en plus appréciées en maroquinerie.
Mais la peau n'est pas le seul élément commercialisable des crocodiliens : les pattes et la tête des jeunes animaux peuvent constituer des trophées, certains animaux sont naturalisés, leurs dents et leurs griffes constituent des objets considérés comme décoratifs ou utilisés en bijouterie et comme amulettes. Les ostéodermes peuvent être utilisés en agriculture comme engrais ou comme aliment pour bétail.
Dans la médecine traditionnelle chinoise, la viande d'alligator est réputée guérir le rhume et prévenir le cancer, et certains organes internes ont diverses propriétés médicinales. Le sang des alligators et des crocodiles contient en effet des peptides qui ont des propriétés antibiotiques. Ils pourraient donc contribuer à la synthèse de nouveaux médicaments antibiotiques. Par ailleurs, l'urine et le musc de ces animaux entrent dans la composition de certains parfums
Plusieurs espèces de crocodiliens sont commercialisées comme nouveaux animaux de compagnie. Ils sont attendrissants quand ils sont jeunes, et les animaleries les vendent facilement. Mais les crocodiliens ne sont pas des animaux de compagnie idéaux ; ils deviennent très grands, sont dangereux et nécessitent énormément de frais financiers pour les conserver. Quand ils deviennent plus vieux, ils sont donc souvent abandonnés par leurs propriétaires, et des populations sauvages de Caïman à lunettes sont ainsi apparues aux États-Unis et à Cuba. La plupart des pays ont une législation très stricte pour encadrer la détention de tels animaux.

### Élevage

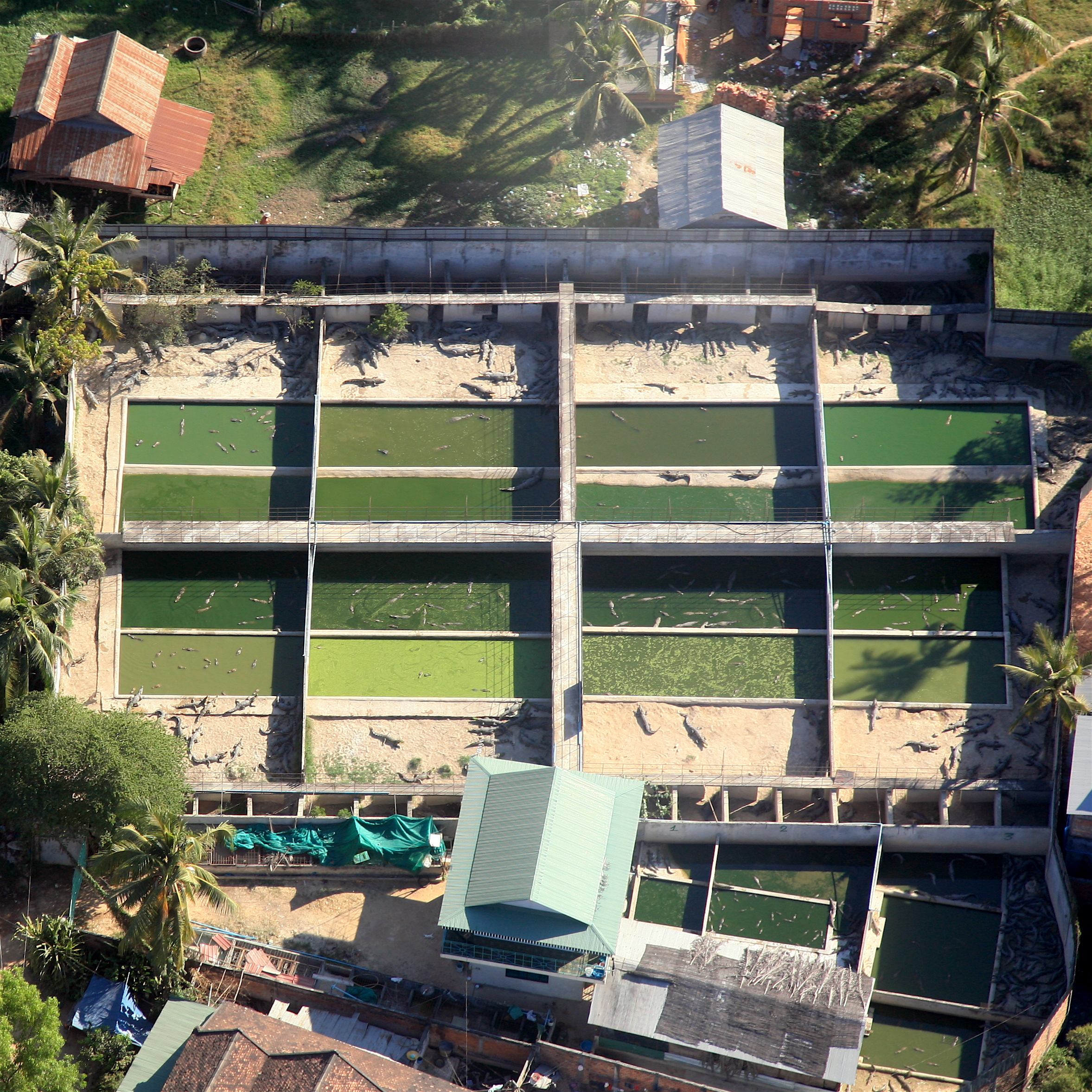
Élevage de crocodiles au Cambodge vu du ciel.

Les alligators et les crocodiles ont été élevés en captivité pour la première fois au début du XXe siècle, mais les installations dédiées ressemblaient à l'époque beaucoup à des zoos, et leur principal revenu était lié au tourisme. À partir du début des années 1960, la possibilité d’élever ces animaux dans un but réellement commercial est étudiée très sérieusement, notamment comme une alternative au braconnage des crocodiliens, qui menaçait plusieurs espèces de disparition. Depuis, l'élevage de ces reptiles, s'il reste marginal par rapport aux autres types d'élevage, tend à se développer dans différents points du globe. Ainsi, l'élevage d'alligators, principalement pour leur peau mais aussi leur viande, est en expansion en Floride, au Texas et en Louisiane. La production de ces trois états s'élève à 45 000 peaux par an. Une peau d'alligator utilisée par la maroquinerie de luxe se négocie à environ 300 $ pièce en 2010. En Asie, ce sont les crocodiles qui sont de plus en plus présents dans les fermes. Certains devenaient tellement rares à l'état sauvage qu'ils ne pouvaient plus faire l'objet d'une exploitation commerciale, notamment en Thaïlande. L'élevage peut aussi avoir comme but la sauvegarde d'espèces menacées, comme c'est clairement le cas à Cuba où les fermes d'élevage du Crocodile de Cuba endémique de l'île sont très tournées vers le tourisme, la sensibilisation de la population et la sauvegarde de l'espèce.
On recense deux grands types d'élevage. Tout d'abord, des « ranches » élèvent des animaux issus d'œufs récoltés dans la nature, qui sont incubés dans les élevages, puis les jeunes y sont élevés jusqu'à leur vente quand ils ont atteint une taille adaptée (entre 1,5 et 2 m). Le Crocodile du Nil est élevé de la sorte en Afrique du Sud et au Zimbabwe, mais aussi au Mozambique, au Tchad et à Madagascar, tandis que le Crocodile de Nouvelle-Guinée et le Crocodile marin sont présents dans les « ranches » asiatiques de Papouasie-Nouvelle-Guinée par exemple. Dans ce pays existaient aussi des stations d'engraissement de jeunes animaux capturés dans la nature, mais elles ont quasiment disparu aujourd'hui. Les autres types d'élevage sont des « fermes » proprement dites, qui disposent d'animaux reproducteurs et qui maîtrisent l'ensemble du cycle de production des animaux. Ce système a été adopté pour l'élevage de l'Alligator d'Amérique aux États-Unis et pour celui du Crocodile du Siam, du Crocodile marin et du Faux-gavial de Malaisie en Thaïlande. La croissance des animaux y est jusqu'à trois fois plus rapide qu'en captivité. L'Australie a aussi ses « ranches » et ses « fermes » où sont élevés le Crocodile marin et le Crocodile de Johnston. L'élevage peut produire des crocodiles destinés à être abattus pour leur viande, qui sont consommés dans divers pays d'Asie comme la Chine, mais le débouché le plus recherché est la maroquinerie.

### Dangers des crocodiliens pour l'Homme

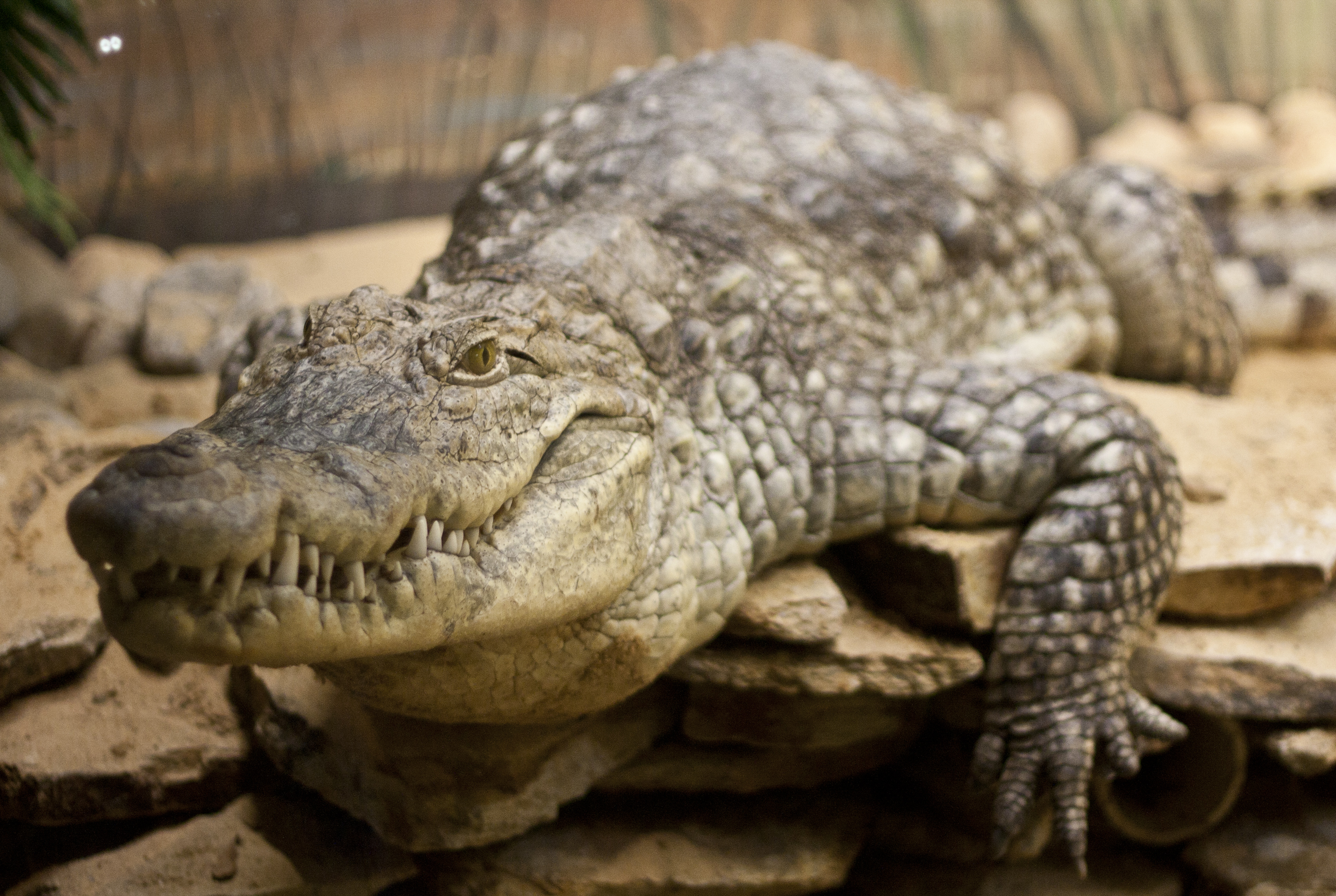
Le Crocodile du Nil est l'espèce qui fait le plus de victimes dans le monde.

Les crocodiliens sont des prédateurs opportunistes qui sont particulièrement dangereux dans l'eau ou sur la rive avoisinante. Huit espèces sont connues pour attaquer l'Homme, certaines agissant ainsi pour défendre leur territoire, leurs nids ou leurs jeunes, par erreur en attaquant des animaux domestiques comme les chiens ou pour se nourrir, les plus grands crocodiliens pouvant s'attaquer à des proies aussi grandes voire plus grandes qu'un homme. Les espèces réputées les plus dangereuses sont le Crocodile marin, le Crocodile du Nil et l'Alligator d'Amérique. D'autres espèces ayant parfois attaqué des humains sont le Caïman noir, le Crocodile de Morelet, le Crocodile des marais, le Crocodile américain, le gavial, et le Crocodile de Johnston.

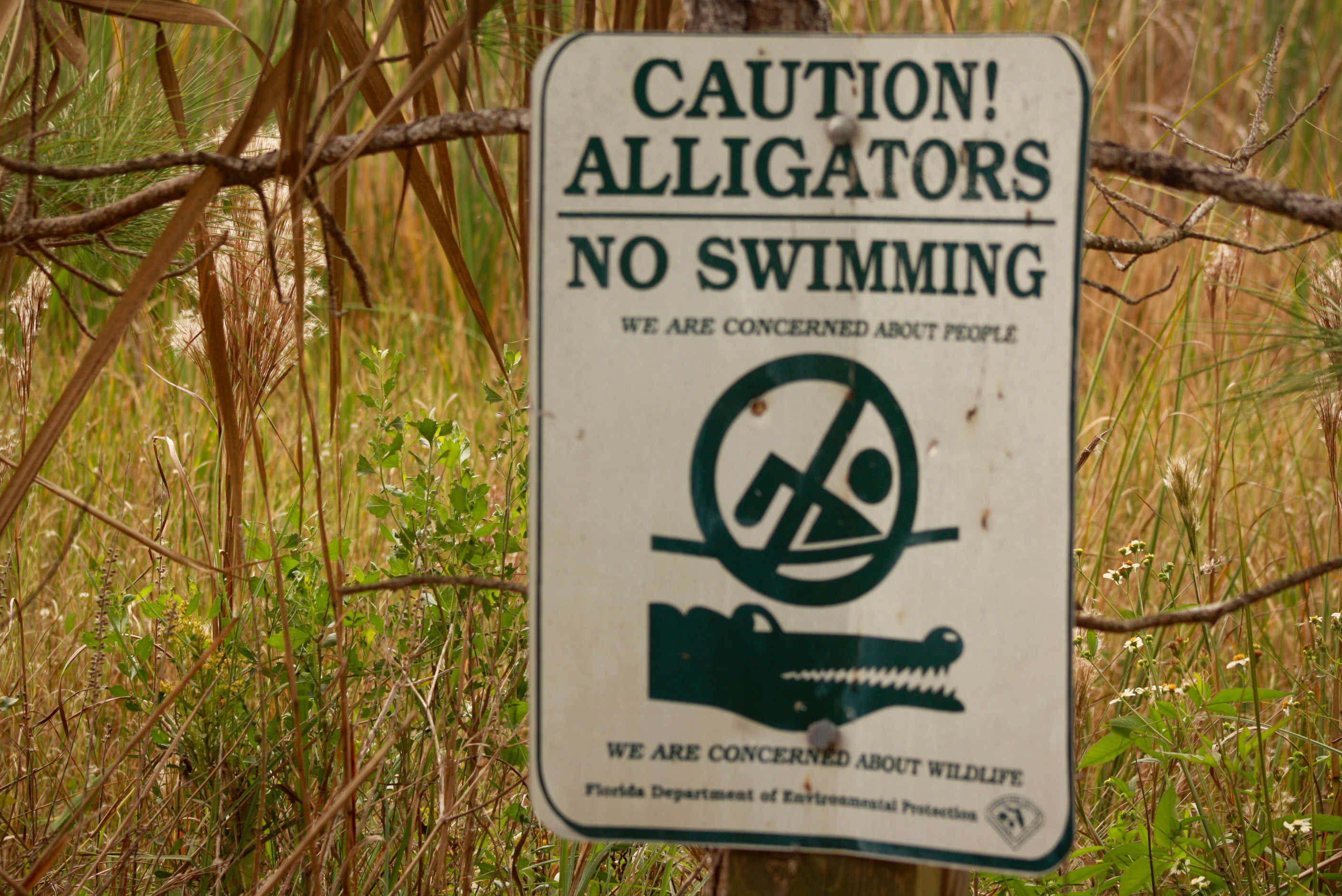
Panneaux avertissant de la présence d'alligators en Floride.

Le Crocodile du Nil a la réputation d'être le plus grand tueur de grands animaux, dont les humains, du continent africain. Il est présent sur une grande partie du continent, dans des habitats différents, et se camoufle bien dans son milieu. À partir d'une position d'attente, où seuls ses yeux et ses narines saillent hors de l'eau, il peut se jeter sur des animaux venus boire, sur des pêcheurs, des baigneurs ou des personnes venues chercher de l'eau ou laver leurs vêtements. Une fois saisie et tirée dans l'eau, la victime n'a quasiment aucune chance de s'en sortir. Une analyse des attaques a montré que la plupart avait lieu durant la période de reproduction, ou quand les crocodiles gardent les nids ou des petits nés récemment. Bien que de nombreuses attaques ne soient certainement pas répertoriées, on estime qu'il y en a plus de 300 par an, 63 % d'entre elles étant fatales. Les Crocodiles marins d'Australie sont à l'origine de 62 attaques ayant causé des blessures, ou la mort de la victime, entre 1971 et 2004. Ces animaux causent également des blessures parfois mortelles en Malaisie, Nouvelle-Guinée et quelques autres pays voisins. Ils sont très territoriaux et ressentent comme une intrusion dans leur territoire la présence d'autres crocodiles, d'humains ou de bateaux comme les canoës. Les attaques peuvent venir de différents types d'animaux, mais les grands mâles sont généralement responsables des accidents mortels. Plus leur taille augmente, plus ils doivent se nourrir de grands mammifères comme les cochons, le bétail, les chevaux ou les humains. La plupart des personnes attaquées étaient en train de se baigner ou de patauger dans l'eau, mais, dans deux cas d'attaques cités, les victimes dormaient dans des tentes.
Les Alligators d'Amérique sont à l'origine de 242 attaques entre 1948 et 2004, causant 16 morts. Dix d'entre eux étaient dans l'eau au moment de l'attaque, et deux sur la terre ferme, les circonstances exactes des autres attaques mortelles demeurant inconnues. La plupart des attaques ont lieu durant les mois les plus chauds de l'année, bien qu'en Floride, où le climat est le plus chaud, des attaques ont lieu toute l'année. On considère que les alligators sont moins agressifs que les Crocodiles du Nil et marins, mais l'augmentation de la densité de population dans les Everglades a conduit l'alligator et l'Homme à vivre à proximité l'un de l'autre, et accroît le risque d'attaque,. À l'inverse, en Mauritanie, les crocodiles semblent s'être habitués à la proximité avec l'Homme, et les locaux se baignent avec les crocodiles sans être attaqués.

### Sauvegarde

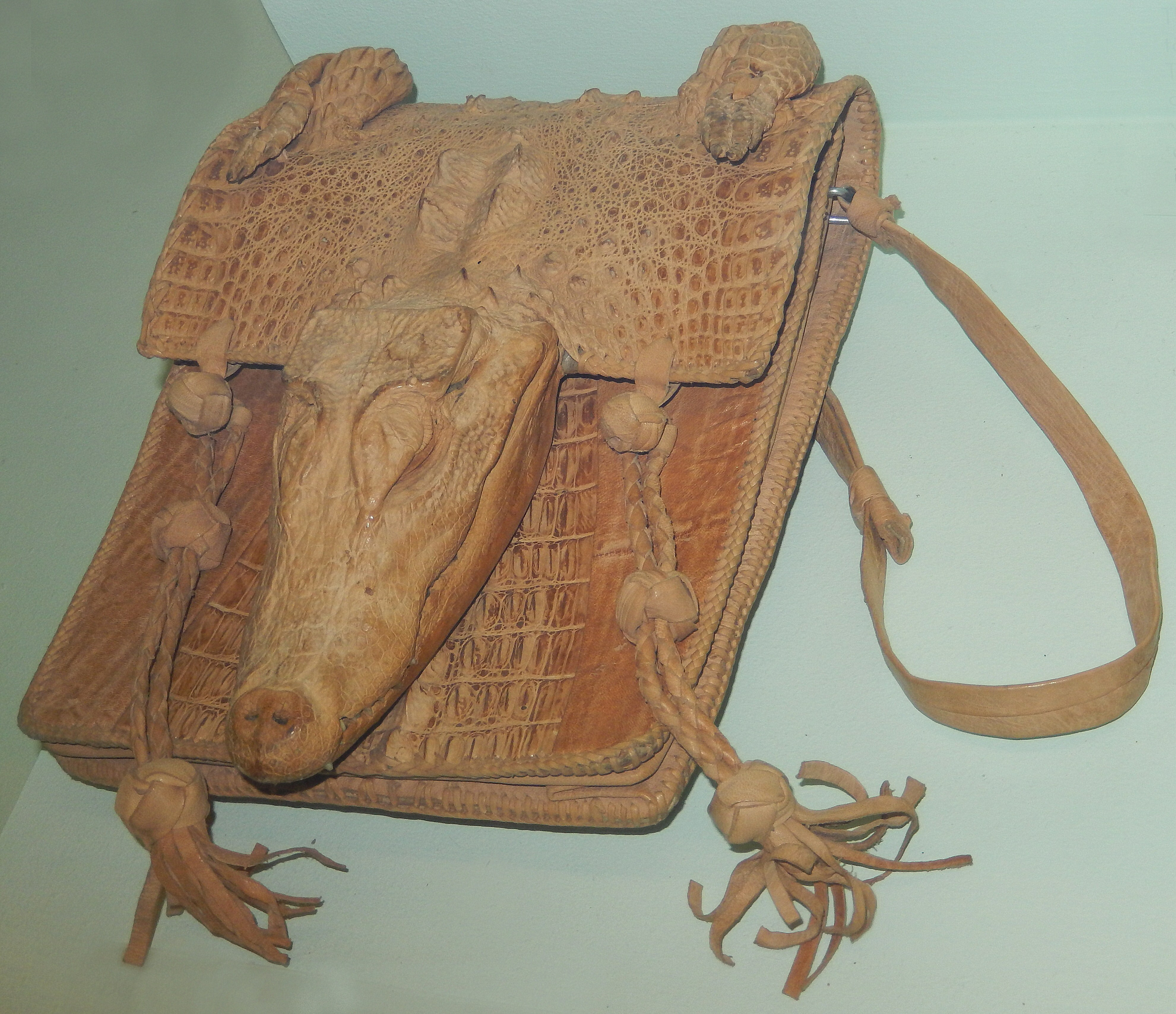
Sac à main confectionné à partir de la peau d'un Crocodile nain (Osteolaemus tetraspis) et conservé au Muséum d'Histoire Naturelle de Londres.

La principale menace qui entoure les crocodiliens est l'activité humaine, notamment la chasse et la destruction de leur habitat. Au début des années 1970, plus de 2 millions de peaux de crocodiliens sauvages de diverses espèces ont été commercialisées, faisant chuter la plupart des populations de crocodiliens, dont certaines ont failli disparaître. À compter de 1973, le CITES tente de stopper le commerce d'animaux protégés ou de partie du corps de ces animaux, comme les peaux de crocodiles. Les règlementations mises en œuvre posent problème dans les années 1980, car dans certaines régions d'Afrique les crocodiles sont abondants et dangereux pour l'Homme, et leur chasse est autorisée. À la Conférence des Parties au Botswana en 1983, il a été décidé qu'au nom des populations locales lésées il était raisonnable de vendre les peaux des animaux chassés légalement. Le groupe des spécialistes des crocodiles de l'UICN de la commission de sauvegarde des espèces, fondé en 1970 par un petit nombre de passionnés, réunit aujourd'hui plus de 300 experts, qui mettent en commun leurs connaissances de la situation des populations de crocodiliens et réfléchissent à des stratégies d'action pour sauvegarder ces animaux.
Depuis la fin des années 1970, les crocodiles sont élevés dans plusieurs pays, où les fermes se sont généralement constituées à partir d'œufs prélevés dans la nature. Dans les années 1980, les peaux de crocodiles d'élevage étaient produites en quantités suffisantes pour éradiquer le commerce illégal d'animaux sauvages. En 2000, les peaux de douze espèces différentes de crocodiliens, issus légalement d'animaux sauvages ou d'élevage, ont été vendues par 30 pays, et le commerce illégal a quasiment disparu.

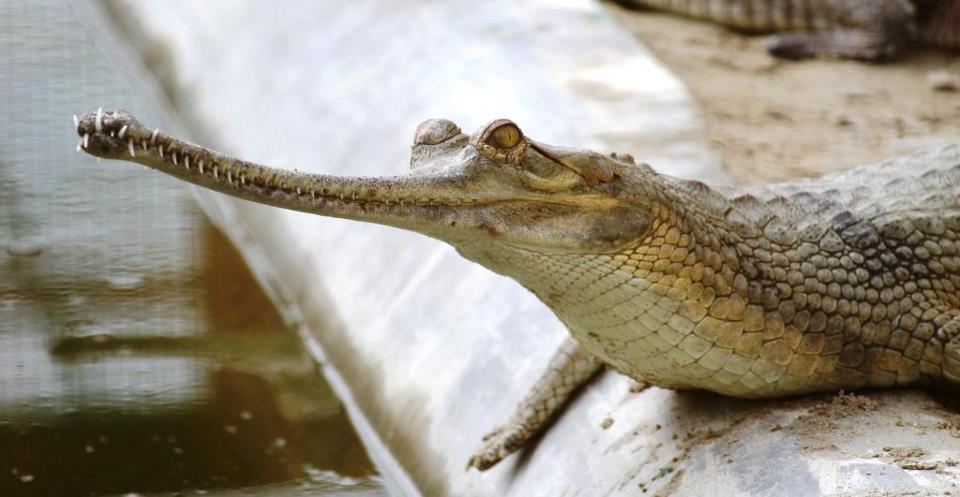
Jeune gavial dans la Kukrail Reserve Forest.

Le gavial a subi une longue érosion de sa population, suivie d'un rapide déclin récent, ce qui a conduit l'UICN à classer cette espèce comme « en danger critique d'extinction ». En 1946, la population de gavials était très largement répartie, comptant environ 5 000 à 10 000 individus en 2006. Cependant, elle avait subi un déclin de l'ordre de 96 à 98 %, ainsi réduite à un petit nombre de sous-populations éparses représentant moins de 235 individus. Ce déclin a de nombreuses causes, dont la chasse et la collecte des œufs, utilisés notamment pour la médecine traditionnelle. Le rapide déclin d'environ 58 % des effectifs entre 1997 et 2006 a été causé par l'utilisation abusive de filets de pêche et la dégradation de son habitat le long des rivières. La population de gavials continue d'être menacée par les désordres environnementaux comme l'augmentation de la concentration en métaux lourds ou la présence de parasites protozoaires, mais depuis 2013 les effectifs augmentent à nouveau, grâce à la protection des nids face aux prédateurs d'œufs.
L'Alligator de Chine était historiquement très répandu à travers l'est du bassin du Yangzi Jiang, mais il est aujourd'hui restreint à quelques zones dans le sud-est de la province de Anhui du fait de la fragmentation écopaysagère et la dégradation de son habitat. La population sauvage persiste uniquement dans quelques étangs épars. En 1972, l'espèce a été déclarée comme une espèce menacée de classe 1 par le gouvernement chinois, et dispose du degré de protection le plus important. Jusqu'en 1979, des programmes d'élevage en captivité ont été établis en Chine et en Amérique du Nord, ce qui permet de disposer d'une population saine en captivité. En 2008, des alligators élevés dans le zoo du Bronx ont été réintroduits avec succès sur les îles avoisinant Shanghai. Le Crocodile des Philippines est peut-être le crocodilien le plus menacé et est considéré par l'UICN comme « en danger critique d'extinction ». La chasse et des méthodes de pêches destructives ont réduit sa population à environ 100 individus en 2009. La même année, 50 crocodiles élevés en captivité sont relâchés dans la nature pour favoriser l'augmentation des effectifs. La participation de la population locale aux efforts de sauvegarde est nécessaire pour la survie de l'espèce.
L'Alligator d'Amérique a également connu un important déclin lié à la chasse et la disparition de son habitat, le menaçant d'extinction. En 1967, il est classé comme espèce menacée, amenant le United States Fish and Wildlife Service et l'office national de gestion de la faune sauvage dans le Sud des États-Unis à intervenir pour travailler sur sa sauvegarde. Cette protection a permis aux populations de cesser de décroître et d'augmenter à nouveau. En 1987, il est donc retiré de la liste des espèces menacées. D'importantes recherches concernant l'élevage de cet animal ont été réalisées au Rockefeller Wildlife Refuge, une vaste zone marécageuse de Louisiane. Les données obtenues ont permis d'acquérir des références sur l'allotement, la concentration, l'incubation des œufs, l'éclosion, l'élevage des jeunes et l'alimentation de ces animaux en captivité ; ces données sont reprises dans les élevages du monde entier. Les revenus obtenus à partir des alligators du Rockefeller Wildlife Refuge contribuent à conserver le marais. Une étude sur les fermes d'alligators aux États-Unis a montré qu'elles ont largement contribué à la sauvegarde de l'espèce, le braconnage d'alligators sauvages ayant fortement diminué.
Aujourd'hui, onze espèces de crocodiliens sont considérées par l'Union internationale pour la conservation de la nature (UICN) comme « vulnérables », « en danger » ou « en danger critique d'extinction » :
- le Crocodile américain, le Crocodile des marais, le Crocodile nain et le Faux-gavial de Malaisie sont « vulnérables » ;
- l'Alligator de Chine, le Gavial du Gange, le Crocodile de l'Orénoque, le Crocodile des Philippines, le Crocodile de Cuba, le Crocodile du Siam, le Faux-gavial d'Afrique sont « en danger critique d'extinction »[193],[194].

### Publications originales
- (en) Owen, On British fossil reptiles, vol. 11, coll. « Report of the British Association for the Advancement of Science », 1842, p. 60-204.
- (en) Monroe W. Strickberger, Evolution, Jones & Bartlett Learning, 2005, 722 p. (ISBN 978-0-7637-3824-2, lire en ligne)